# Arquitectura de iglesias

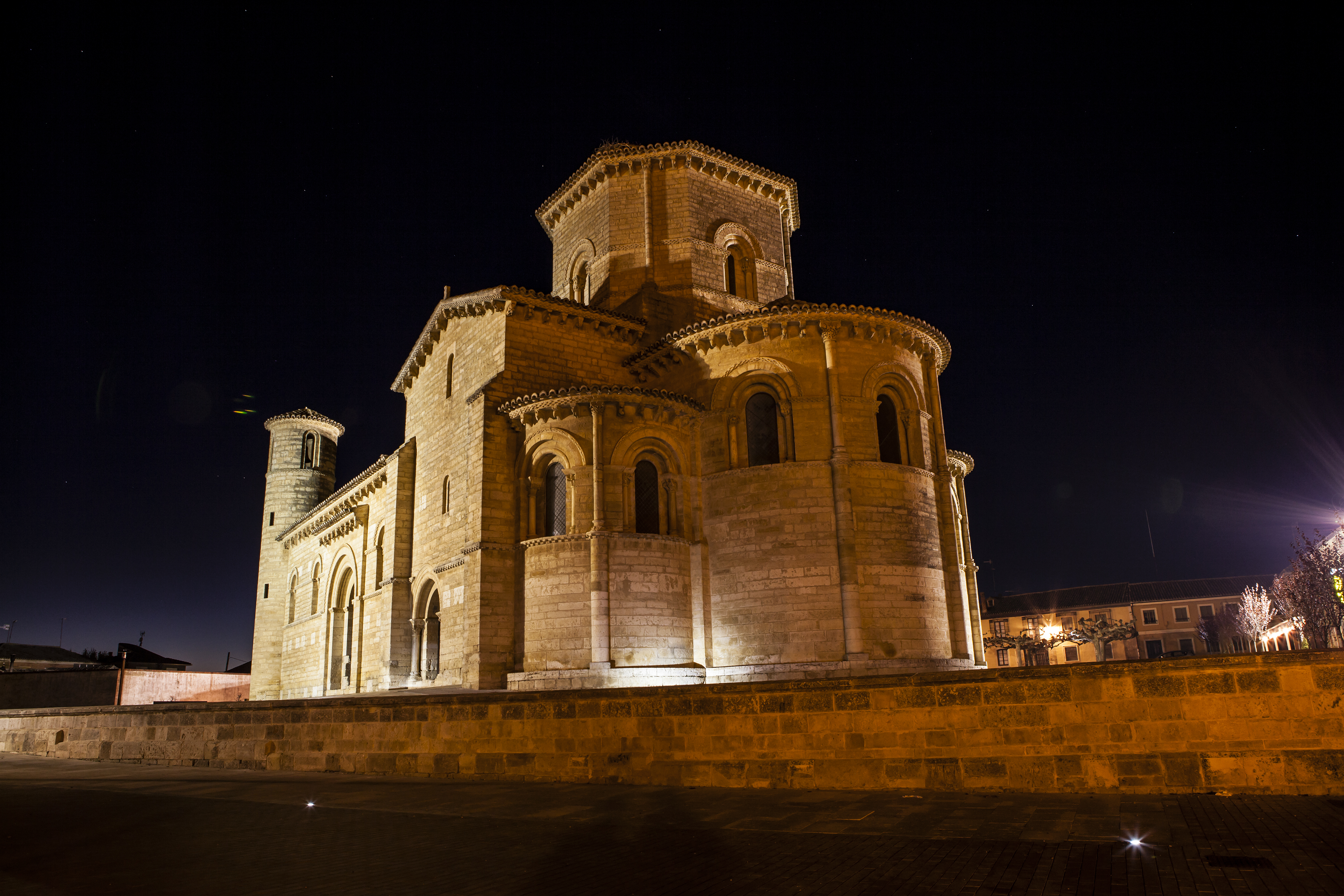
San Martín de Fromista, España, iglesia situada en el Camino de Santiago. Es considerada uno de los prototipos del románico

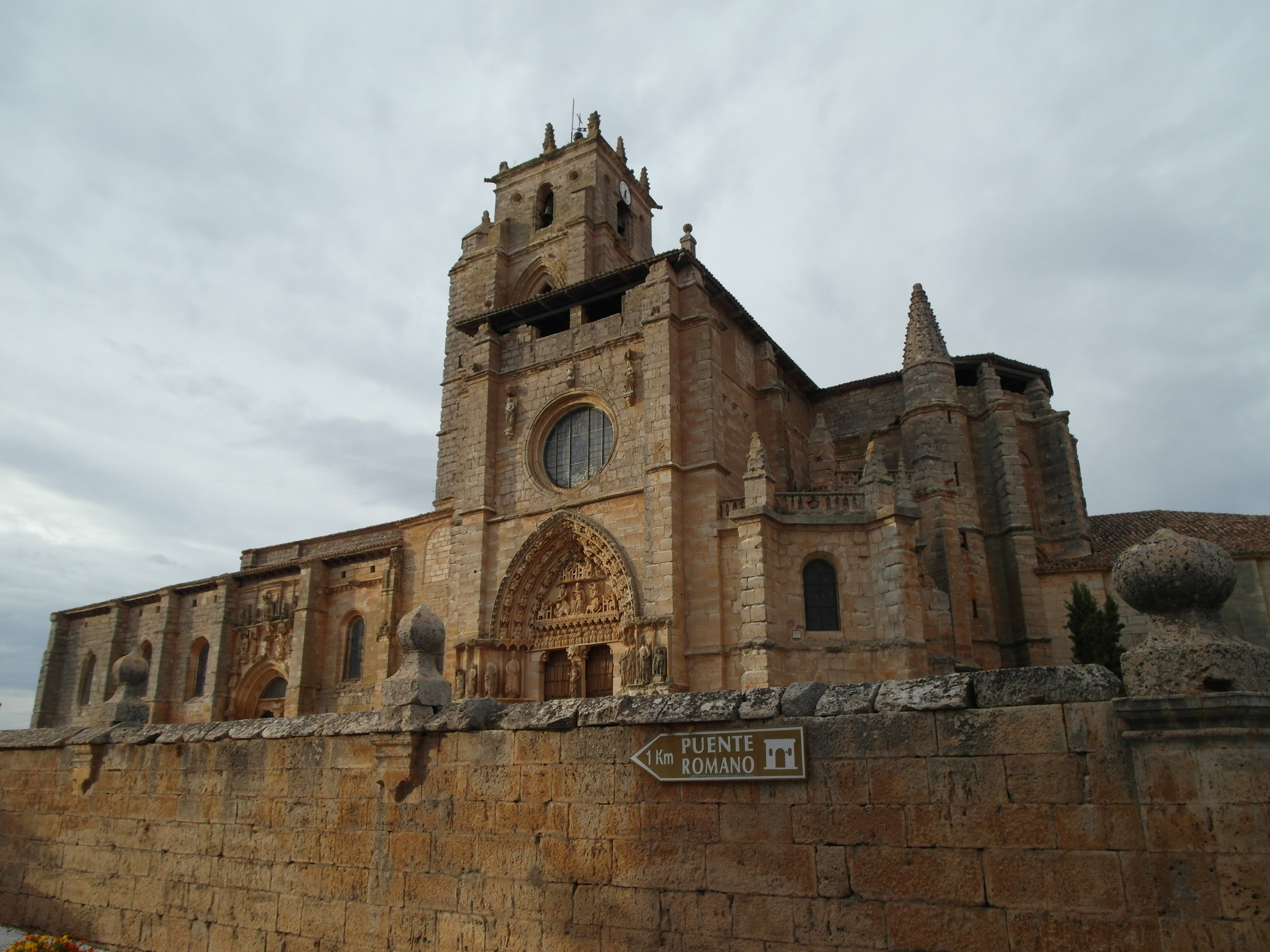
Iglesia de Santa María La Real (Sasamón), España

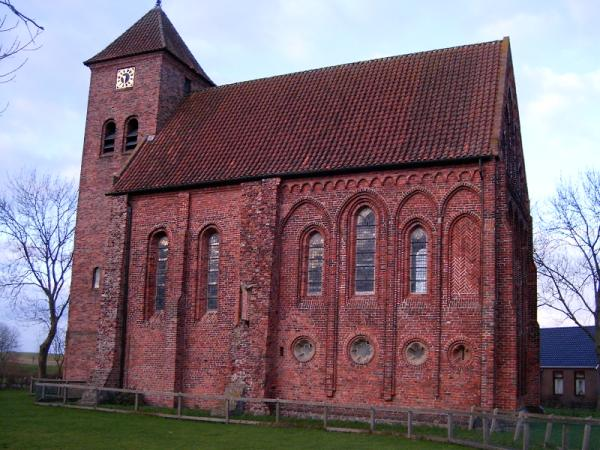
Iglesia de Ursuskerk de Termunten, en el norte de los Países Bajos

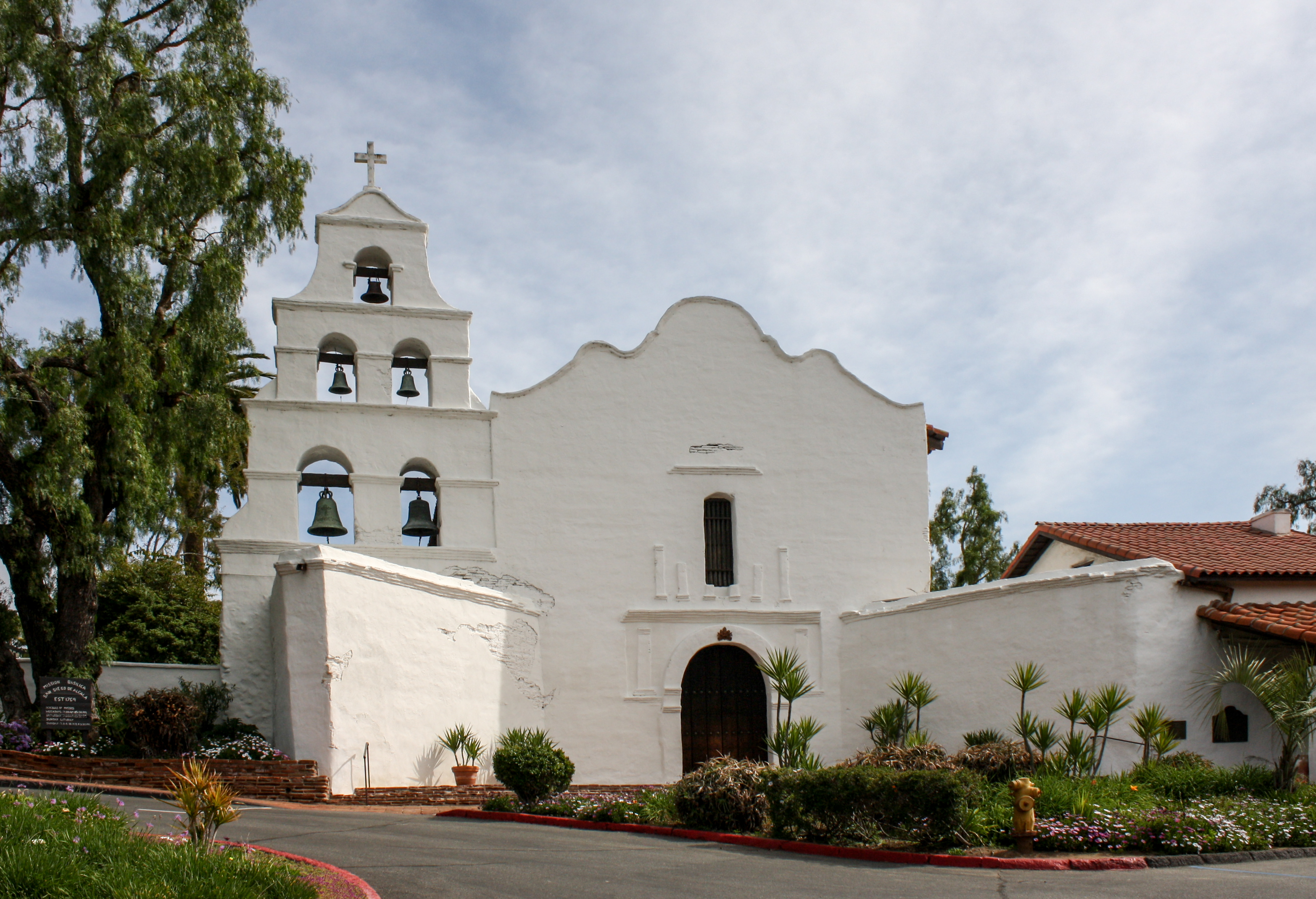
Iglesia de la Misión San Diego de Alcalá (1769), estilo barroco desnudo, adaptado a las misiones españolas en Norteamérica

El concepto de arquitectura de iglesias hace referencia a la configuración de los edificios dedicados al culto de las distintas corrientes del cristianismo. Desde el punto de vista histórico, es apreciable la evolución experimentada en estos edificios a lo largo de los siglos, en parte por la introducción de innovaciones técnicas y en parte por la influencia de distintas corrientes arquitectónicas, así como respondiendo a creencias, prácticas y tradiciones locales cambiantes. Desde el origen de la cristiandad hasta el presente, algunos de los hitos de transformación más significativos en el diseño y la arquitectura de los templos cristianos fueron las grandes iglesias de Bizancio, las abadías románicas, las catedrales góticas y las basílicas renacentistas, con su énfasis en la armonía. Estos grandes edificios, a menudo demostraciones del poder y de la influencia de la jerarquía eclesiástica, eran elementos dominantes de las ciudades y de los lugares en los que se encontraban.
Sin embargo, mucho más numerosas fueron las iglesias parroquiales, el foco de la devoción cristiana en cada pueblo y aldea. Si bien unas pocas se cuentan como obras de arquitectura sublimes comparables a las grandes catedrales, la mayoría se desarrolló siguiendo líneas más simples, mostrando una gran diversidad regional y, a menudo,incorporando tecnología y decoración propias de cada lugar.
Al principio, las primeras iglesias fueron edificios originalmente destinados a otros fines, pero, con el surgimiento de una arquitectura eclesiástica distintiva, los edificios de las iglesias llegaron a influir en los edificios seculares, que a menudo han imitado a la arquitectura religiosa. En el siglo XX, el uso de nuevos materiales, como el acero y el hormigón, produjo un notable efecto en el diseño de las iglesias. La historia de la arquitectura de la iglesia se divide en períodos, países o regiones y corrientes religiosas. El asunto se complica por el hecho de que los edificios construidos para un propósito pueden haber sido reutilizados para otro, que las nuevas técnicas de construcción pueden permitir cambios de estilo y tamaño, que los cambios en la práctica litúrgica pueden resultar en la alteración de los edificios existentes y que un edificio construido por un grupo religioso puede ser utilizado por un grupo sucesor con diferentes propósitos.

## Factores que afectan a la arquitectura de las iglesias

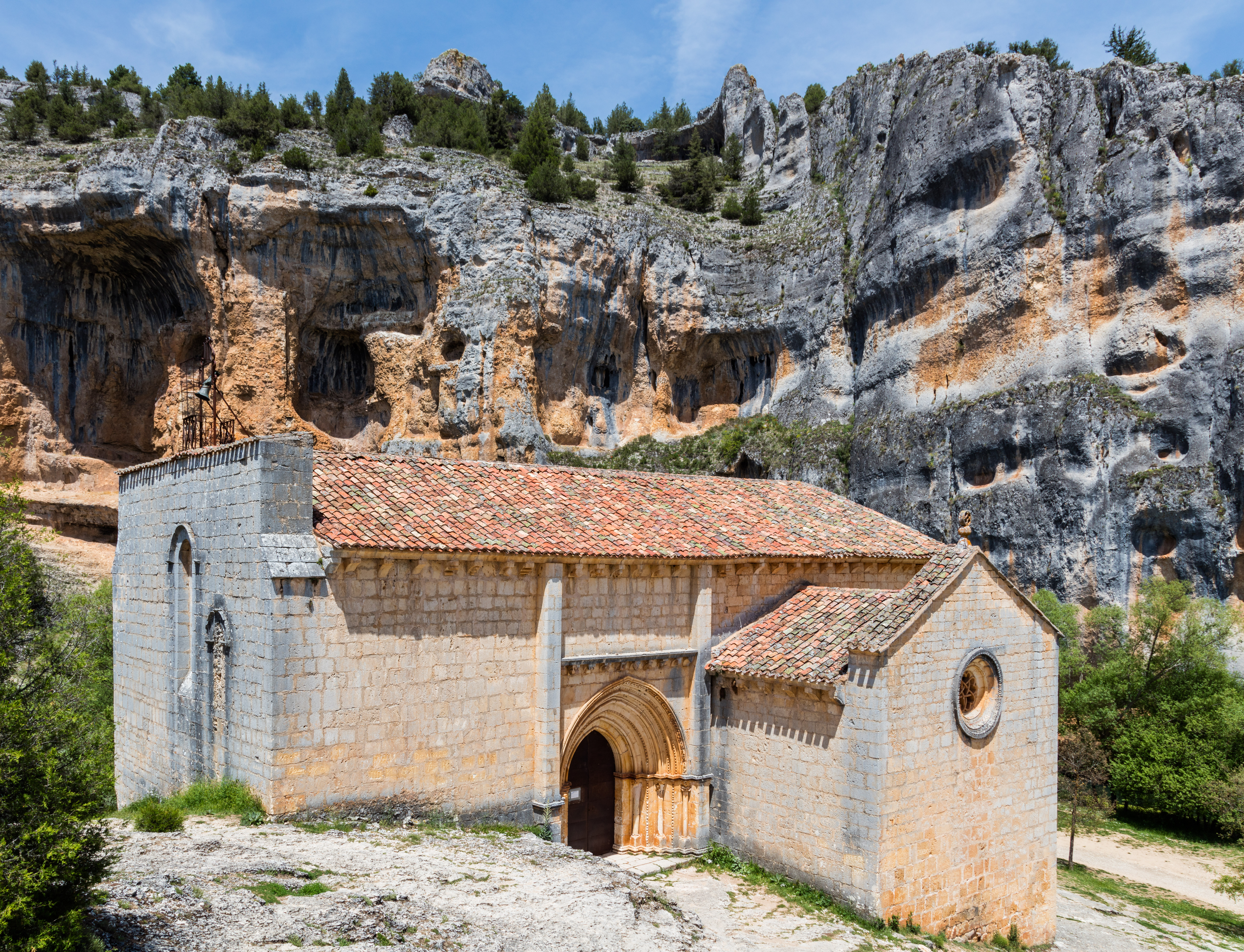
Ejemplo de una pequeña iglesia rural: Ermita de San Bartolomé, Soria (España)

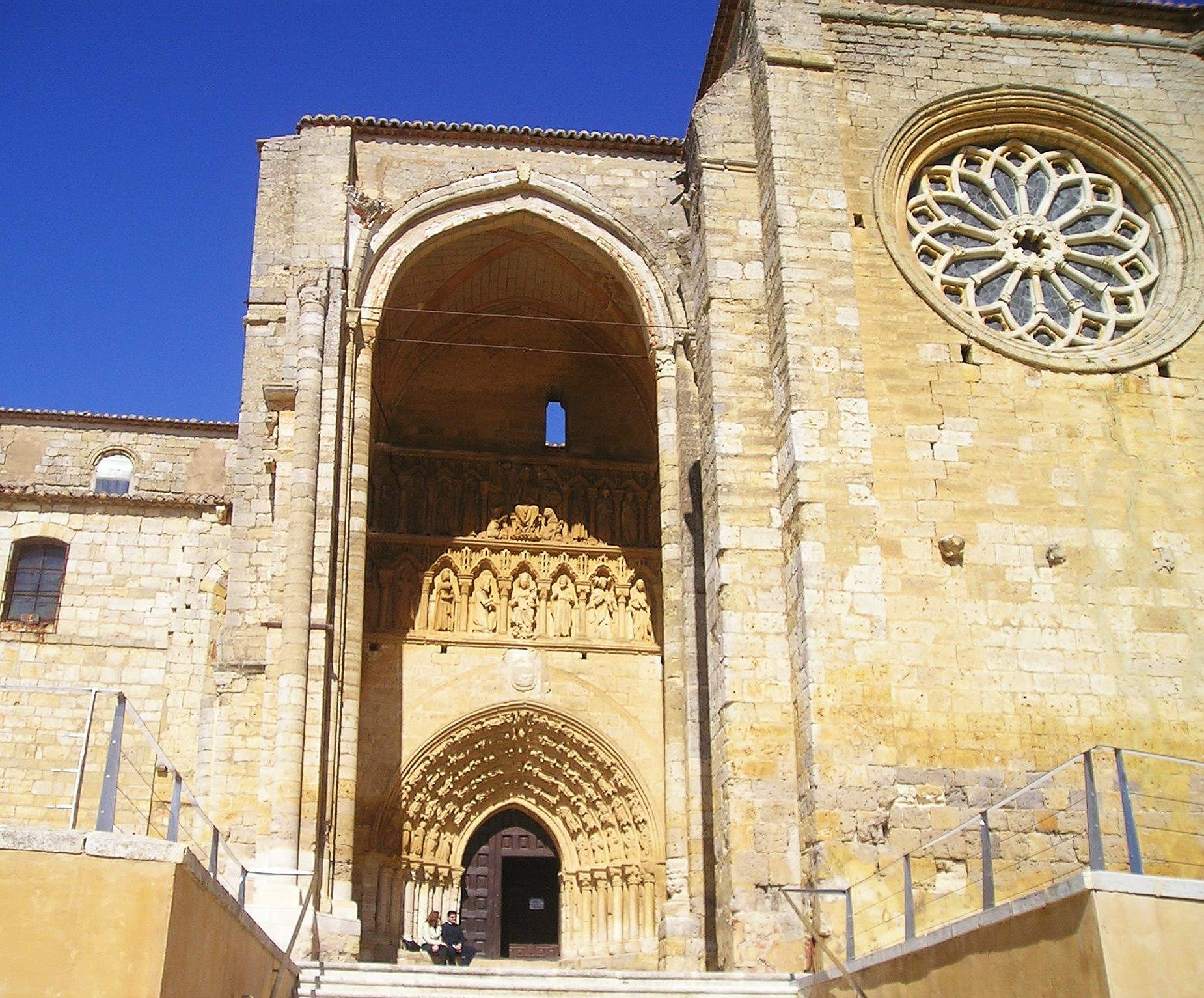
Iglesia de Santa María la Blanca (Villalcázar de Sirga), Palencia (España), ejemplo de una gran iglesia parroquial gótica en una pequeña localidad, potenciada por el Camino de Santiago

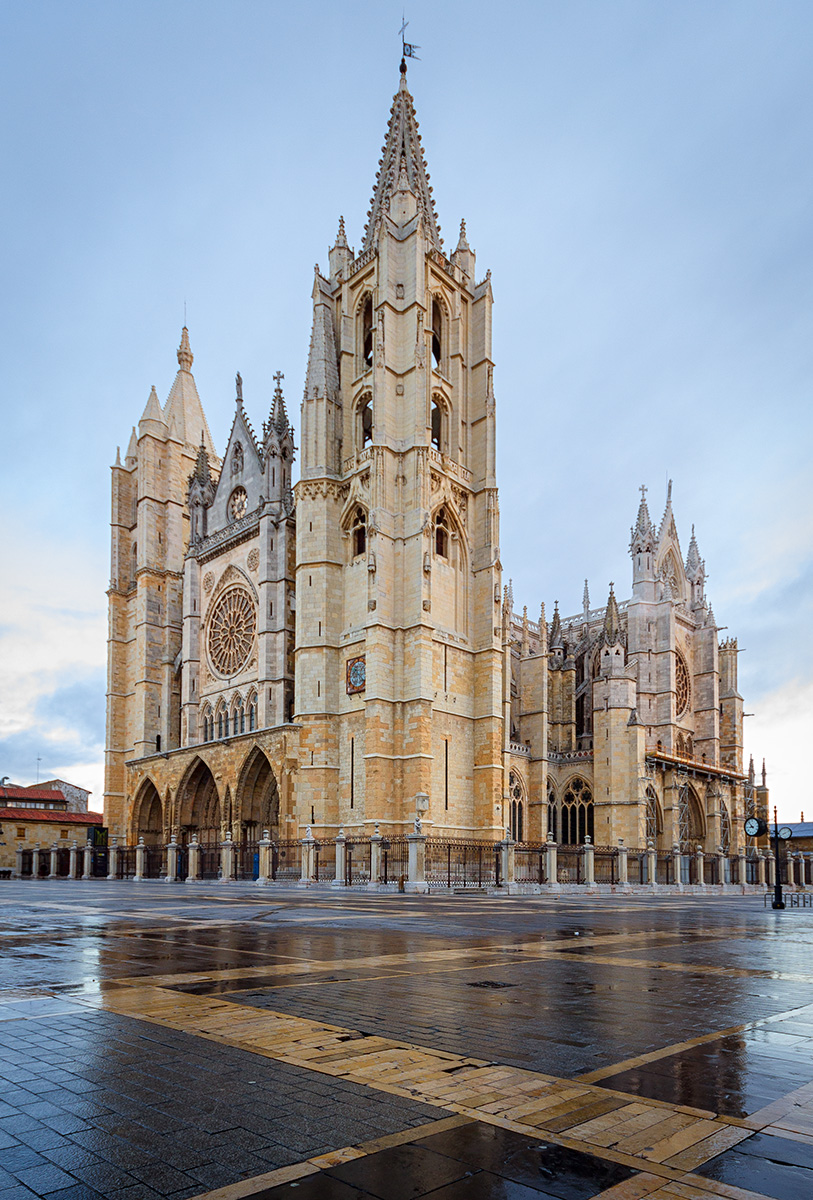
Catedral de León ciudad de León (España), ejemplo de un gran templo cristiano. Estas tres construcciones tan distintas funcionalmente se hallan en lugares próximos, y datan de períodos históricos no muy alejados

El proceso mediante el que se desarrolló la arquitectura eclesial y se diseñaron y construyeron iglesias individuales fue diferente en las distintas regiones con presencia de comunidades cristianas, y aunque se pueden establecer períodos históricos más o menos homogéneos en los que son evidentes unos  rasgos arquitectónicos comunes en numerosos edificios de épocas similares, aunque se encuentren en países muy alejados (las denominadas corrientes estilísticas, como el estilo bizantino, el románico, el gótico, el estilo renacentista, o el barroco, en muchas ocasiones puede diferir de una iglesia a otra en la misma región y dentro del mismo período histórico.
Entre los factores que determinaron cómo se diseñó y construyó una iglesia están la naturaleza de la comunidad local; la ubicación en la ciudad, pueblo o aldea; si la iglesia era abacial, una colegiata, gozaba del patrocinio de un obispo o de una familia adinerada; y si la iglesia contenía reliquias de un santo u otros objetos sagrados que atraían la afluencia de peregrinos.
Las iglesias colegiatas y las iglesias abaciales, incluso aquellas que servían a pequeñas comunidades religiosas, generalmente muestran una mayor complejidad de forma que las iglesias parroquiales en la misma área y de una fecha similar.
Cuando se han construido bajo el patrocinio de un obispo, generalmente empleaban a un arquitecto eclesiástico competente, y su diseño muestra un refinamiento de estilo diferente al del constructor parroquial.
Muchas iglesias parroquiales tuvieron el patrocinio de familias locales adineradas, aunque el efecto de este hecho en la arquitectura puede diferir enormemente. Así, puede implicar que el diseño y la construcción de todo el edificio hayan seguido un determinado patrón en particular, o bien ser solo evidente en la acumulación de capillas, sepulturas, monumentos, accesorios, vidrieras y otras decoraciones.
Las iglesias que contienen reliquias u objetos de veneración famosos, y que por lo tanto se han convertido en lugares de peregrinación, son a menudo muy grandes y han sido elevadas al estado de basílicas. Sin embargo, muchas otras iglesias conservan la sepultura o están asociadas con las vidas de determinados santos en particular, sin por ello haber atraído la peregrinación continua y el consiguiente beneficio financiero.
La popularidad de los santos, la veneración de sus reliquias y el tamaño y la importancia de la iglesia construida para honrarlos no tienen coherencia y pueden depender de factores completamente diferentes. Dos santos guerreros virtualmente desconocidos, San Giovanni y San Paolo, son honrados en la Basílica de San Juan y San Pablo, una de las mayores iglesias de la ciudad, construida por los Frailes Dominicos en competencia con los Franciscanos que estaban construyendo el Basílica de Santa María dei Frari al mismo tiempo. La iglesia mucho más pequeña que contenía el cuerpo de Lucía de Siracusa, una mártir venerada por católicos y protestantes en todo el mundo y la santa patrona de numerosos lugares, fue demolido a fines del siglo XIX para dar paso a la estación de tren de Venecia.
La primera fachada verdaderamente barroca se construyó en Roma entre 1568 y 1584 para la iglesia del Gesù, la iglesia madre de los jesuitas. Introdujo el estilo barroco en la arquitectura, como un elemento visible más de la tarea teológica emprendida por la Compañía de Jesús como punta de lanza de la Contrarreforma. El nuevo estilo pronto se convirtió en una característica de la arquitectura de la Iglesia católica.
Después de la Segunda Guerra Mundial, se introdujeron materiales y técnicas modernas como el hormigón y los paneles metálicos en la construcción de iglesias en Noruega. La Catedral de Bodø, por ejemplo, se construyó en hormigón armado, lo que permitió erigir de una basílica de amplias proporciones. Durante la década de 1960 hubo una ruptura más pronunciada con la tradición, con ejemplos como en la Catedral del Ártico, un edificio construido en hormigón ligero y revestido con elementos de aluminio.
Superposición de estilos arquitectónicos

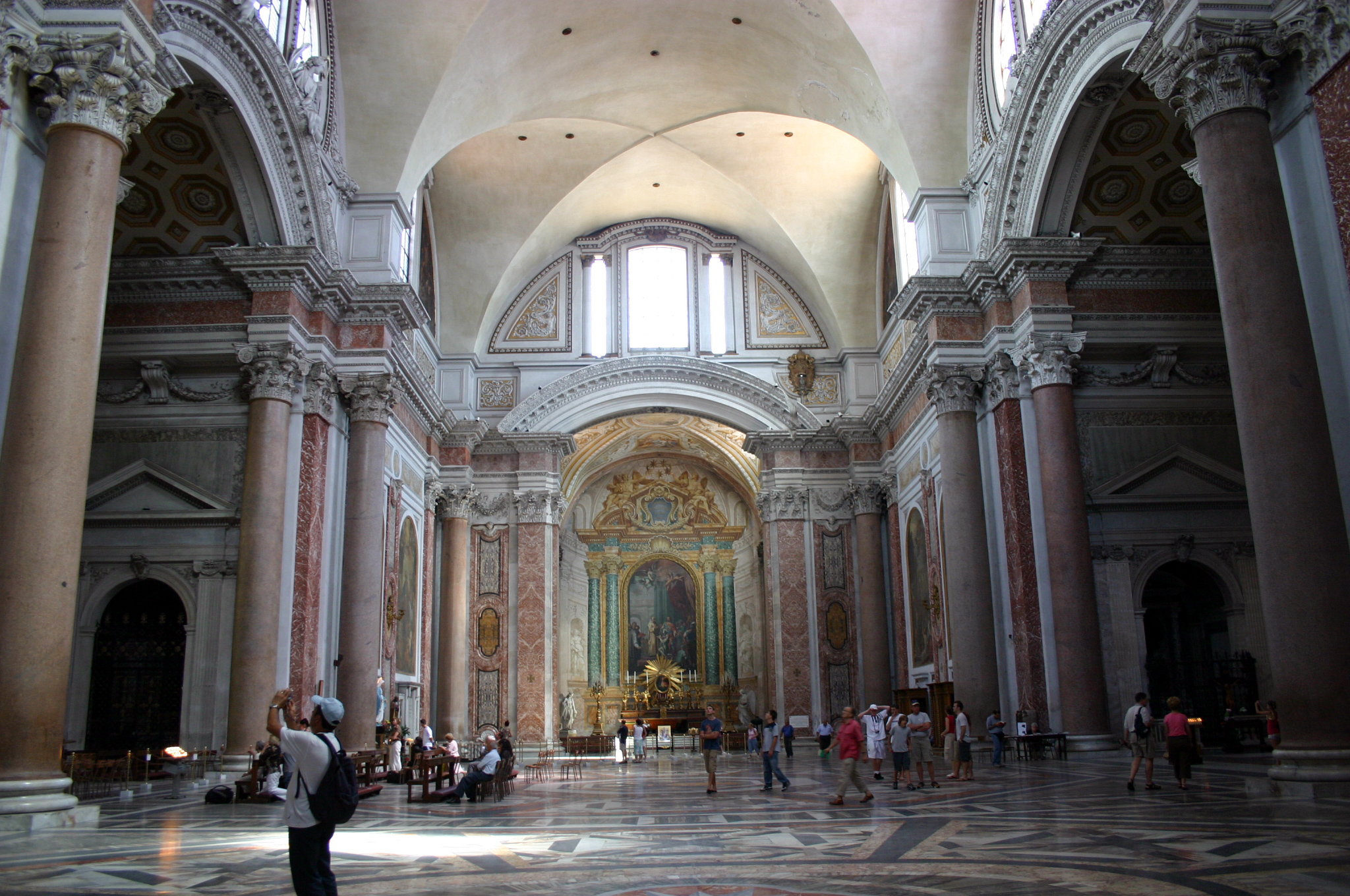
Santa María de los Ángeles (Roma), antiguas Termas de Diocleciano

Existen abundantes ejemplos de iglesias que presentan combinaciones de distintos estilos, motivados tanto por sucesivas reformas y ampliaciones de templos cristianos a lo largo de distintas épocas; como por los cambios de corriente arquitectónica durante los decenios o incluso siglos que podía durar la construcción de una gran catedral; y por las guerras de conquista, que podían provocar que un templo construido para el culto de una determinada religión acabara siendo adaptado arquitectónicamente para ser utilizada por los feligreses de otra. Se pueden citar numerosos casos notables de superposición de estilos por los tres motivos citados:
- Ampliación: la Catedral de Santiago de Compostela (España), en la que se añadió una monumental fachada barroca (conocida como el Obradoiro)[6] en el siglo XVIII a un templo románico iniciado en el siglo XI.
- Cambio de tendencia arquitectónica: la Catedral de Santa María del Fiore en Florencia (Italia), mezcla de los estilos gótico y renacentista. Iniciada en 1296, el edificio no coronó la cúpula ideada por Filippo Brunelleschi[7] hasta 1436 (el cimborrio sería rematado en 1471).
- Cambio de culto: se pueden citar casos de edificios civiles o religiosos transformados en iglesias; como el Panteón de Roma; la Basílica de Santa María de los Ángeles y los Mártires también en Roma (antiguas termas de Diocleciano, transformadas en iglesia por Miguel Ángel); o templos islámicos como la Mezquita de Córdoba (España), convertidos en iglesias durante la Reconquista.[8]

Estos edificios suelen mostrar un carácter propio casi siempre singular, fruto de unas circunstancias históricas particulares que pueden llegar a producir templos dotados de una marcada personalidad propia.

## Desarrollo histórico

### Orígenes del edificio eclesial
El edificio de iglesia más simple comprende un solo espacio de reunión, construido con los materiales disponibles localmente y utilizando los mismos  procedimientos de construcción que las viviendas de la zona. Estas iglesias son generalmente rectangulares, pero en los países africanos donde las casas circulares son la norma, las iglesias vernáculas también pueden ser circulares. Una iglesia simple puede construirse con ladrillos de barro, bahareque, troncos partidos o materiales de deshecho. Puede techarse con paja, hojas de plátano, chapa ondulada o tejas. Sin embargo, las comunidades cristianas desde el siglo IV en adelante buscaron construir edificios que fueran tanto permanentes como estéticamente agradables. Esto generó una tradición en la que las congregaciones y los líderes locales han invertido considerables cantidades de tiempo, dinero y prestigio personal en la construcción y decoración de iglesias.
Dentro de cualquier parroquia, la iglesia local es a menudo el edificio más antiguo y es más grande que cualquier estructura anterior al siglo XIX, excepto quizás un granero. A menudo está construida con el material más duradero disponible, en muchas ocasiones piedra o ladrillo revestido. Los requisitos de la liturgia generalmente han exigido que la iglesia se extienda más allá de una sola sala de reunión a dos espacios principales, uno para la congregación y otro en el que el sacerdote realiza los rituales de la misa. A la estructura de dos salas a menudo se agregan pasillos, una torre, capillas y sacristías y, a veces, transeptos y capillas mortuorias. Las cámaras adicionales pueden ser parte del plan original, pero en el caso de muchas iglesias antiguas, el edificio se ha ampliado poco a poco, y sus diversas partes atestiguan su larga historia.

#### Inicios
En los tres primeros siglos de su historia, la práctica del cristianismo estaba perseguida y se construyeron muy pocas iglesias. Al principio, los cristianos desarrollaban sus ritos  junto con los judíos en las sinagogas y en casas privadas. Después de la separación de judíos y cristianos, estos últimos continuaron adorando en algunos hogares, conocidos como iglesias caseras. Estos eran a menudo las viviendas de los miembros más ricos de la fe. San Pablo, en su primera epístola a los corintios, escribió: "Las iglesias de Asia envían saludos. Aquila y Prisca, junto con la iglesia en su casa, te saludan calurosamente en el Señor".
Algunos edificios domésticos fueron adaptados para funcionar como iglesias. Una de las primeras residencias adaptadas es la casa de la iglesia de Dura Europos, en Siria, construida poco después del 200 d. C., donde dos habitaciones se convirtieron en una, quitando una pared, y se instaló un estrado. A la derecha de la entrada, una pequeña habitación se convirtió en un baptisterio.
Algunas iglesias se construyeron específicamente como asambleas, como el frente al palacio del emperador Diocleciano en Nicomedia. Su destrucción se registró así:

Cuando amaneció ese día, en el octavo consulado de Diocleciano y el séptimo de Maximiano, de repente, cuando aún apenas había amanecido, el prefecto, junto con los comandantes en jefe, tribunos y oficiales de la tesorería, vinieron a la iglesia en Nicomedia, y las puertas se abrieron a la fuerza, buscaron por todas partes un ídolo de la Divinidad. Se encontraron los libros de las Sagradas Escrituras y se arrojaron a las llamas; los utensilios y muebles de la iglesia fueron abandonados al pillaje: todo fue rapiña, confusión, tumulto. Esa iglesia, situada en un terreno elevado, estaba a la vista del palacio; y Diocleciano y Galerio se quedaron como en una torre de vigilancia, discutiendo durante mucho tiempo si se debía prenderle fuego. Prevaleció el sentimiento de Diocleciano, que temía que, una vez encendido un fuego tan grande, quemara alguna parte de la ciudad; porque había muchos y grandes edificios que rodeaban la iglesia. Entonces la Guardia Pretoriana llegó en formación de batalla, con hachas y otros instrumentos de hierro, y habiendo sido soltados por todas partes, en unas pocas horas arrasaron ese edificio muy alto.

#### De templo doméstico a iglesia
Desde el siglo I hasta principios del siglo IV, la mayoría de las comunidades cristianas adoraban en alguna de sus casas, a menudo en secreto. Algunas iglesias romanas, como la Basílica de San Clemente de Letrán en Roma, se construyeron directamente sobre las casas donde profesaban su fe los primeros cristianos. Otras iglesias romanas tempranas se construyeron en lugares donde se había ejecutado a algún mártir o en la entrada de las catacumbas donde se daba sepultura a los cristianos.
Con la victoria del emperador romano Constantino en la batalla del Puente Milvio en el año 312 d. C., el cristianismo pasó a ser una religión primero legítima y después privilegiada dentro del imperio romano. La fe, ya difundida por el Mediterráneo, comenzó a expresarse en los edificios. La arquitectura cristiana se desarrolló para corresponderse con las formas cívicas e imperiales, por lo que las basílicas, grandes salas de reuniones rectangulares, se generalizaron en oriente y occidente como el modelo para las iglesias, con una nave central acompañada de naves laterales y, a veces, galerías y claristorios. Si bien las basílicas cívicas tenían un ábside en cada extremo, la basílica cristiana generalmente tenía un solo ábside donde el obispo y los presbíteros se sentaban en un estrado detrás del altar. Mientras que las basílicas paganas tenían como foco una estatua del emperador, las basílicas cristianas se centraban en el rito de la eucaristía como el símbolo del Dios eterno, amoroso y perdonador.
Las primeras iglesias cristianas muy grandes, en particular la Basílica de Santa María la Mayor, la Archibasílica de San Juan de Letrán y el Mausoleo de Santa Constanza, se construyeron en Roma a principios del siglo IV.

#### Características del edificio de la iglesia cristiana primitiva

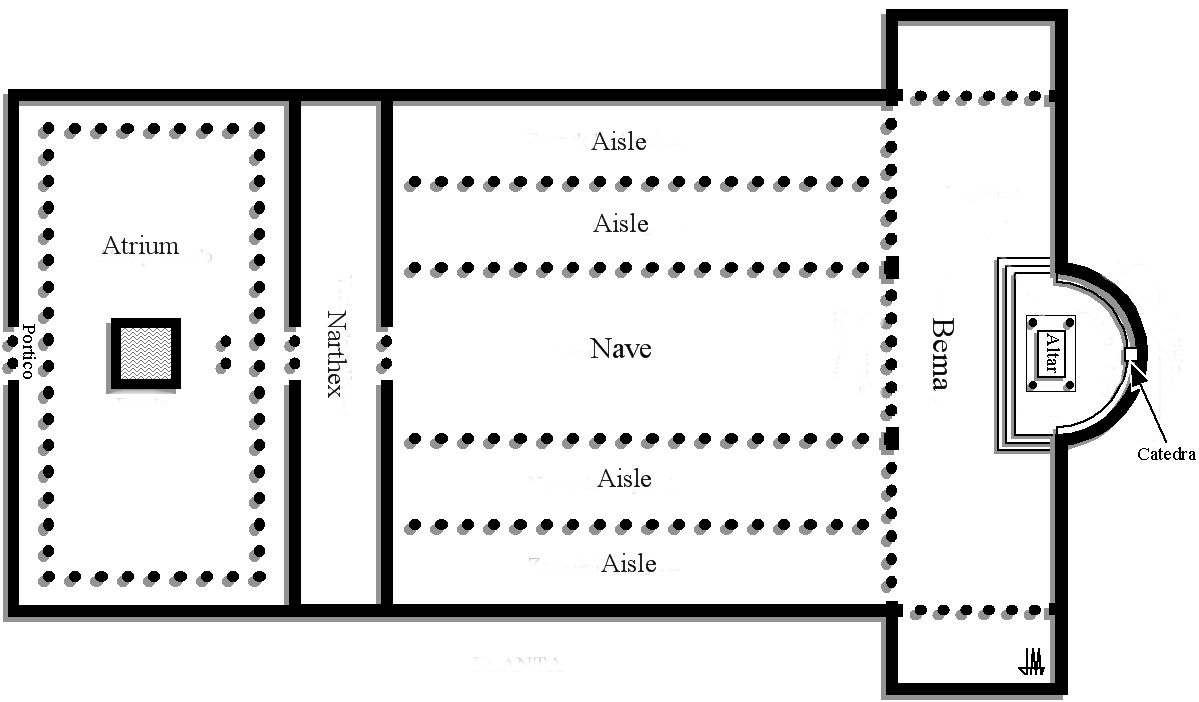
Planta de la antigua Basílica de San Pedro, mostrando el atrium (patio), nártex (vestíbulo), nave central con dobles naves laterales, una bema para el clérigo extendida en un transepto, y una exedra o ábside semicircular.

El edificio de la iglesia tal como se conoce hoy en día surgió a partir de una serie de características propias del período de la antigua Roma:
- Las iglesias domésticas
- El atrio
- La basílica
- La bema
- El mausoleo: un edificio con plan centralizado
- La planta cruciforme: cruz latina o griega

Atrio
Cuando las antiguas comunidades comenzaron a construir iglesias, se basaron en una característica particular de las casas que las precedieron, el "atrio", o patio con una columnata a su alrededor. La mayoría de estos atrios han desaparecido. Un buen ejemplo permanece en la Basílica de San Clemente de Letrán en Roma y otro fue construido en el período románico en la Basílica de san Ambrosio (Milán). Los descendientes de estos atrios se pueden ver en los grandes claustros que se puede encontrar junto a muchas catedrales, y en las enormes plazas con columnas en las Basílicas de San Pedro en Roma y San Marcos en Venecia, o en el Camposanto de la Catedral de Pisa.
Basílica
La arquitectura de la iglesia primitiva no tomó su forma de los templos romanos, ya que estos últimos no disponían de grandes espacios internos donde pudieran reunirse los fieles para el culto. Fue la basílica romana, utilizada para reuniones, mercados y tribunales de justicia, el edificio que proporcionó un modelo para la gran iglesia cristiana y que dio su nombre a la basílica cristiana.
Tanto las basílicas romanas como las termas romanas tenían en su núcleo un gran edificio abovedado con un techo alto, reforzado a ambos lados por una serie de cámaras inferiores o un ancho pasaje porticado. Una característica importante de la basílica romana era que en cada extremo tenía una exedra saliente, o ábside, un espacio semicircular techado con una media cúpula. Aquí era donde los magistrados se sentaban para celebrar los juicios. Pasó a la arquitectura de la iglesia del mundo romano y se adaptó de diferentes maneras como una característica de la arquitectura de las catedrales y las grandes iglesias.
Las primeras grandes iglesias, como la Catedral de San Juan de Letrán en Roma, consistían en una basílica con un extremo rematado por un ábside, y con un patio en el otro extremo. A medida que se desarrolló la liturgia cristiana, las procesiones se convirtieron en un rito de gran importancia. La puerta procesional era la que conducía hasta el centro desde el extremo más alejado del edificio, mientras que la puerta más utilizada por el público podía estar en un lado del edificio, al igual de lo que sucedía en las basílicas originales romanas que operaban como sedes judiciales. Este es el caso más común entre la mayoría de las catedrales e iglesias.
Bema
A medida que aumentaba el número de clérigos, ya no era suficiente el pequeño ábside que contenía el altar sobre el que se consagraban las hostias y el vino en el rito de la eucaristía. Un estrado elevado llamado "bema" formaba parte de muchas grandes iglesias basilicales. En el caso de la Basílica de San Pedro y de la Basílica de San Pablo Extramuros en Roma, esta bema se extendía lateralmente más allá de la sala de reuniones principal, formando dos brazos de modo que el edificio tomaba la forma de una T con un ábside saliente. A partir de este comienzo, la planta de las iglesias se desarrolló en el llamado modelo denominado cruz latina, que es la forma de la mayoría de las catedrales occidentales y de las grandes iglesias. Los brazos de la cruz forman el transepto.

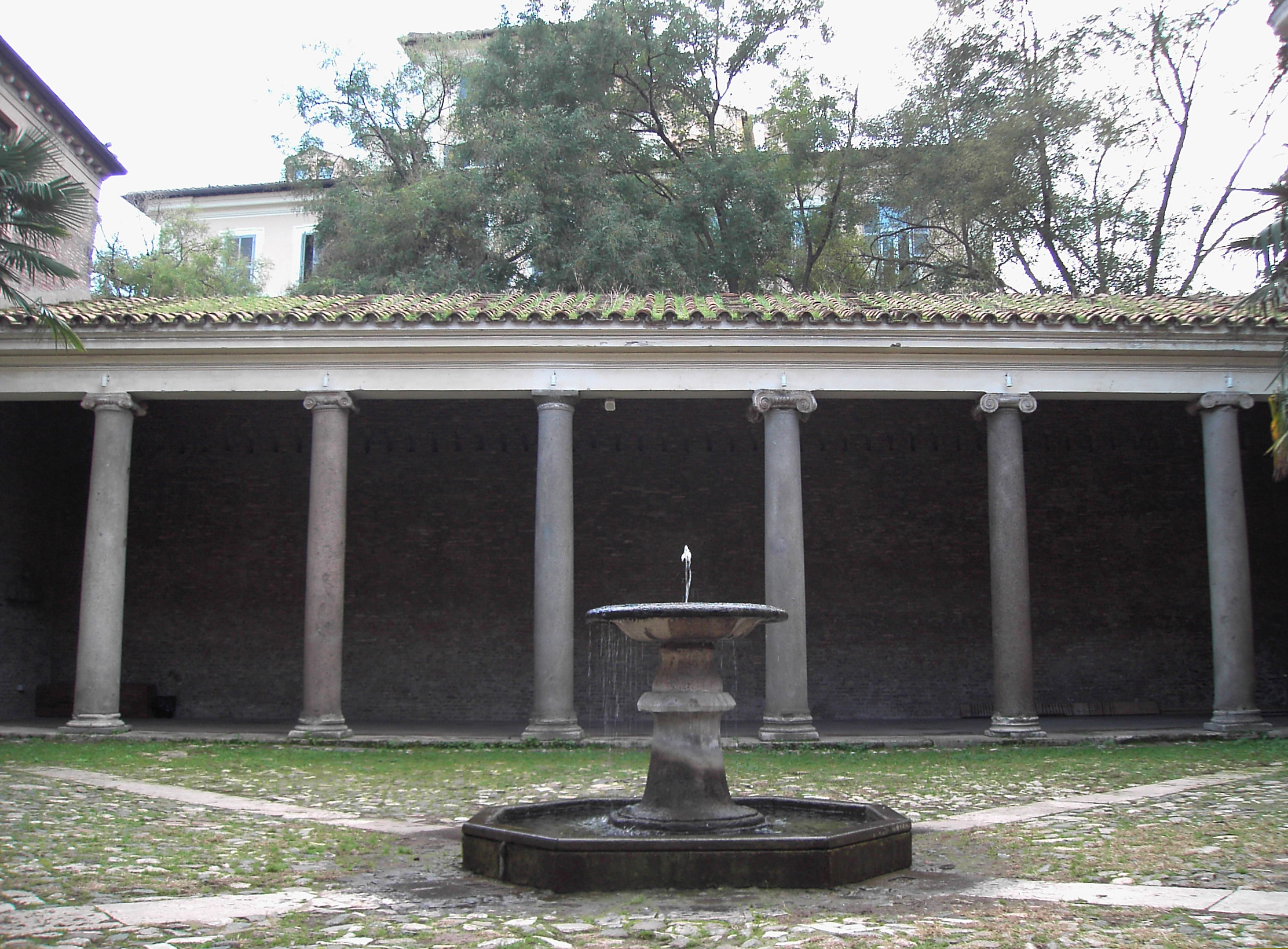
Atrio de la Basílica de San Clemente de Letrán, Roma, con antiguas columnas romanas reutilizadas
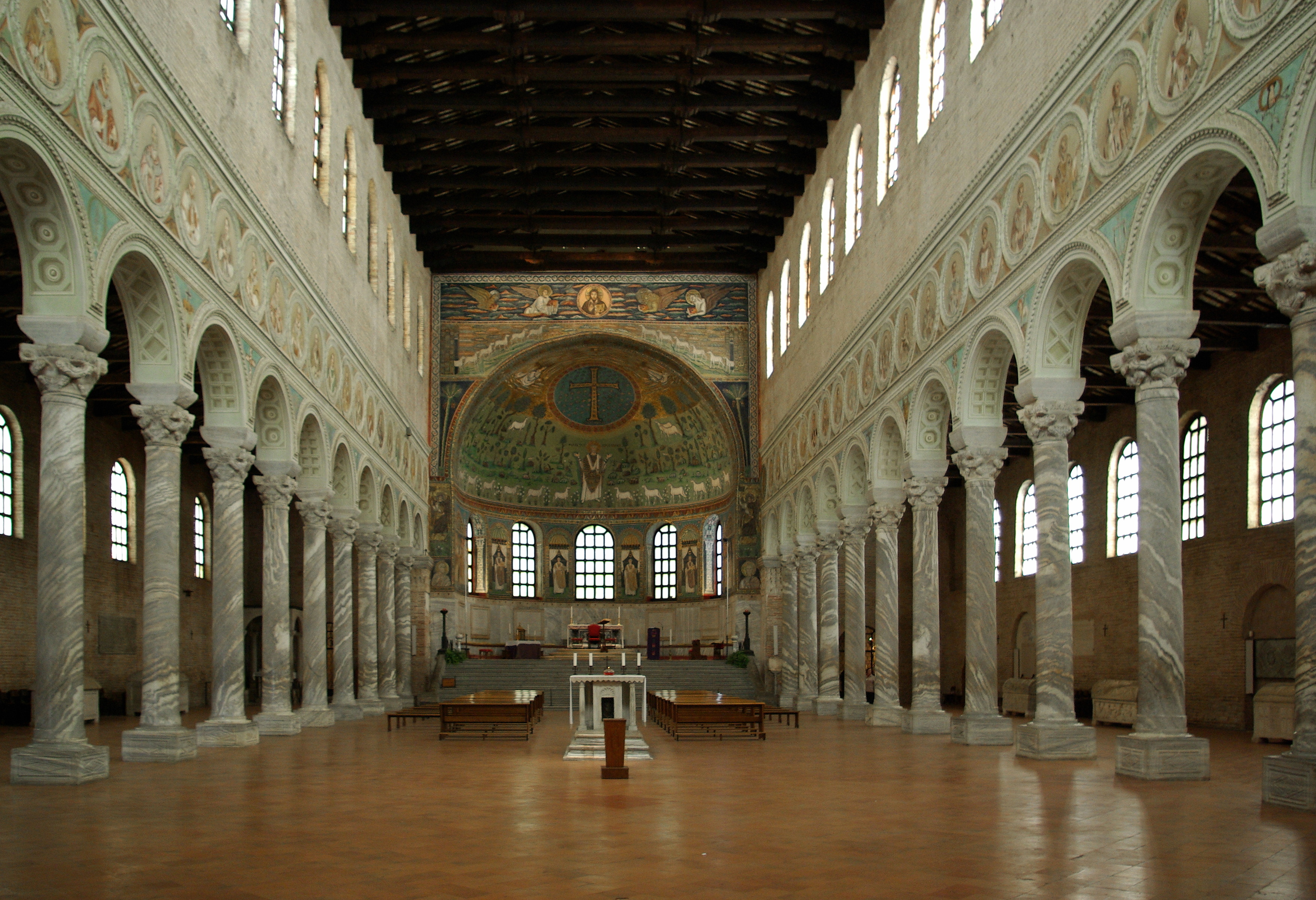
Interior de la Basílica de San Apolinar en Classe
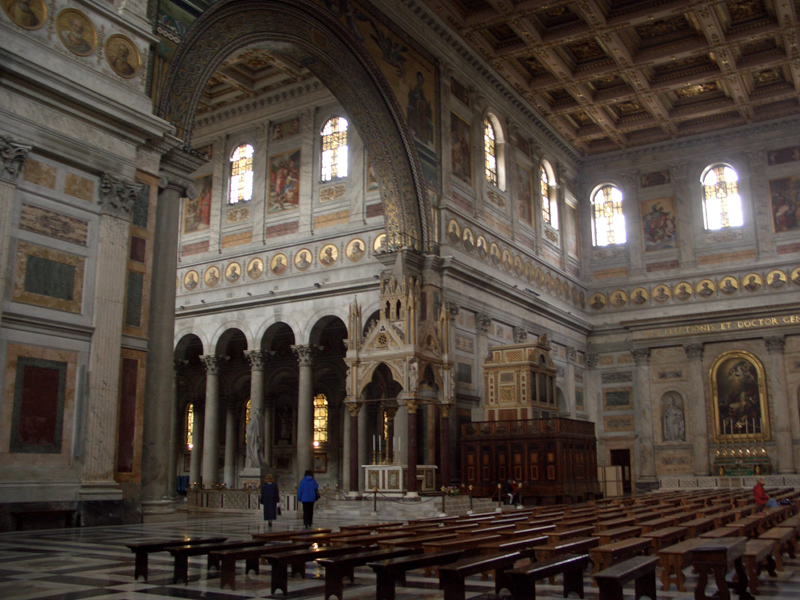
La "bema" de la Basílica de San Pablo Extramuros, Roma
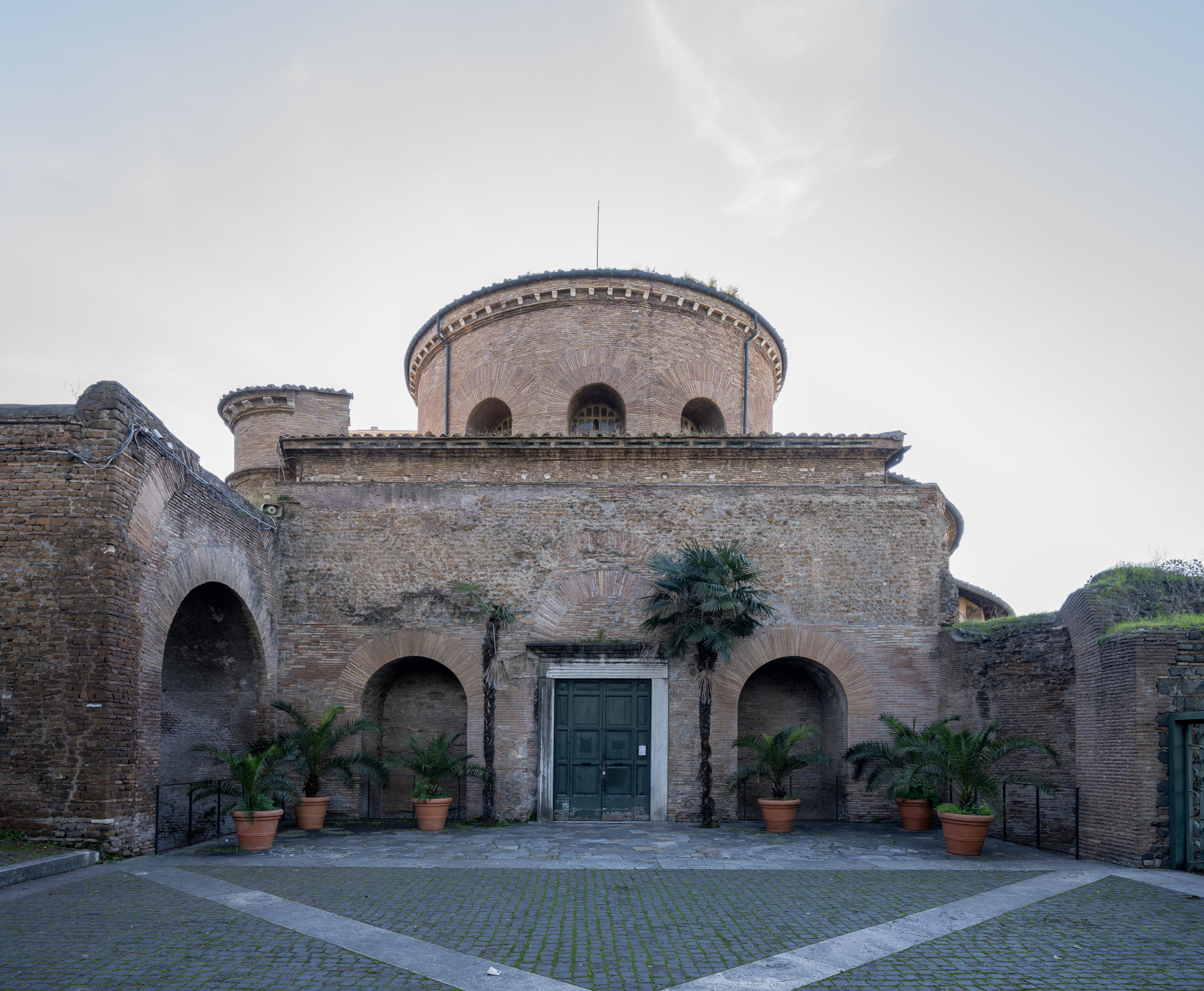
Mausoleo de Santa Constanza, Roma, construido por Constantino I (c. 350) como tumba de su hija

Mausoleo
Una de las influencias en la arquitectura de la iglesia fue el mausoleo. En la antigua Roma, era un edificio funerario de un noble, que consistía en una estructura abovedada cuadrada o circular que albergaba un sarcófago. El emperador Constantino I construyó para su hija Constanza un mausoleo que tiene un espacio central circular, rodeado por un deambulatorio o pasaje inferior separado por una columnata. El mausoleo de Santa Constanza se convirtió en un monumento funerario y en un lugar de culto. Es uno de los primeros edificios eclesiales con una disposición central, en lugar de la configuración longitudinal mucho más frecuente. Constantino también fue responsable de la construcción de la iglesia del Santo Sepulcro en Jerusalén, un edificio de planta circular similar a un mausoleo, que a su vez influyó en el diseño de varios edificios, incluido el construido en Roma para albergar los restos de san Esteban protomártir, el templo de Santo Stefano Rotondo y la Iglesia de San Vital de Rávena.
Las antiguas iglesias circulares o poligonales son relativamente raras. Un pequeño número, como la iglesia del Temple de Londres, se construyó durante las cruzadas imitando a la Iglesia del Santo Sepulcro. También existen ejemplos aislados en Inglaterra, Francia y España. En Dinamarca, estas iglesias de estilo románico son mucho más numerosas. En algunas partes de Europa del Este también hay iglesias con forma de torre redonda del período románico, pero generalmente son de arquitectura vernácula y de pequeña escala. Sin embargo, otros templos, como la iglesia redonda de San Martin en Visegrado, en la República Checa, están finamente detallados.
La forma circular o poligonal se confería a aquellos edificios dentro de los complejos eclesiales que realizaban una función en la que era deseable que los feligreses se colocaran mirando hacia un punto central, en lugar de hacia un punto localizado axialmente. En Italia, la forma circular o poligonal se utilizó durante todo el período medieval para los baptisterios, mientras que en Inglaterra se adaptó para las salas capitulares. En Francia, la planta poligonal con sucesivos pasillos se empleó en los ábsides, mientras que en España, la misma forma se usó a menudo para las capillas.
Aparte de Santa Constanza y de San Esteban, había otro lugar de culto significativo en Roma que también era circular, el gran Panteón de Agripa, un monumental edificio de la antigua Roma decorado con numerosos nichos llenos de estatuas. Este edificio también se convirtió en una iglesia cristiana, y su estilo influiría en el desarrollo de la arquitectura de las catedrales posteriores.
Cruz latina y cruz griega
La mayoría de las catedrales y las grandes iglesias tienen un planta cruciforme. En las iglesias de tradición europea occidental, la planta suele ser alargada, en forma de la denominada cruz latina, con una nave (arquitectura) larga atravesada por un transepto más corto. El transepto puede sobresalir considerablemente, como en la Catedral de York, o no sobresalir de los pasillos como en la Catedral de Amiens.
Muchas de las primeras iglesias de Bizancio adoptaron una disposición longitudinal. En Santa Sofía, Estambul, el edificio se estructura alrededor de una cúpula central, rodeada en un eje por dos semicúpulas altas y en el otro por los brazos del crucero rectangulares, de menor altura. La disposición general es un cuadrado. Esta gran iglesia influyó en la construcción de muchas iglesias posteriores, incluso en el siglo XXI. Una planta cuadrada en la que los brazos de la nave, el presbiterio y el crucero son de igual longitud para formar una cruz griega, con el cruce generalmente coronado por una cúpula, se convirtió en la forma más común en el culto ortodoxo, con muchas iglesias en Europa del Este y Rusia siendo construidas de esta manera. Las iglesias de la forma de la cruz griega a menudo tienen un nártex o vestíbulo que se extiende en el frente de la iglesia. Este tipo de planta también jugaría más tarde un papel importante en el desarrollo de la arquitectura de las iglesias en Europa Occidental, especialmente en la planta diseñada por Bramante para la Basílica de San Pedro.

Comparativa de plantas
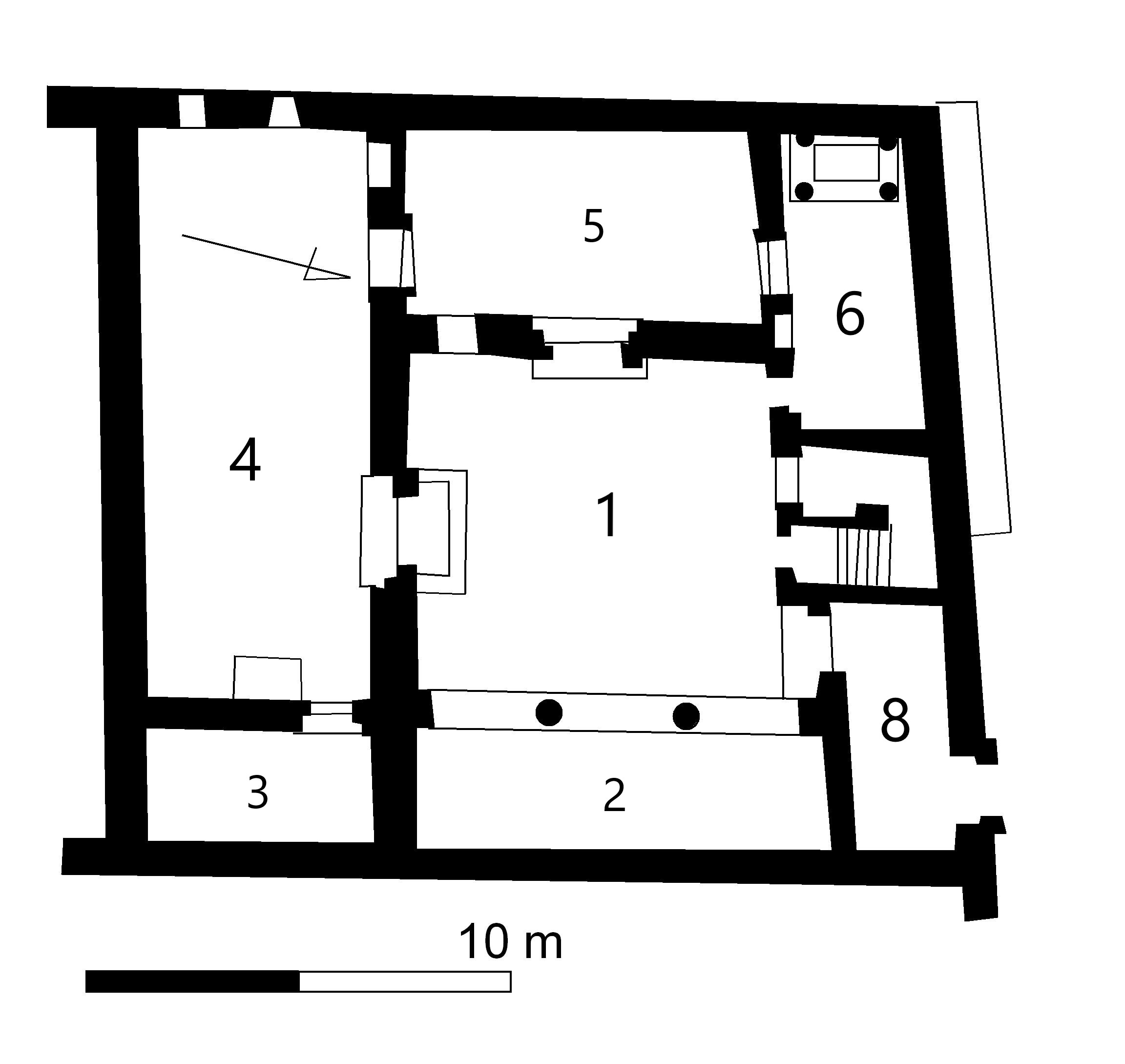
Paleocristiano: Casa Iglesia en Dura, Siria. Las habitaciones domésticas alrededor de un patio se adaptaron como lugar de reunión y baptisterio.
Bizantino: Iglesia de Chora, Estambul. Una iglesia abovedada con un presbiterio absidal, galerías a cada lado y un nártex. Una planta de iglesia en cruz inscrita modificada.
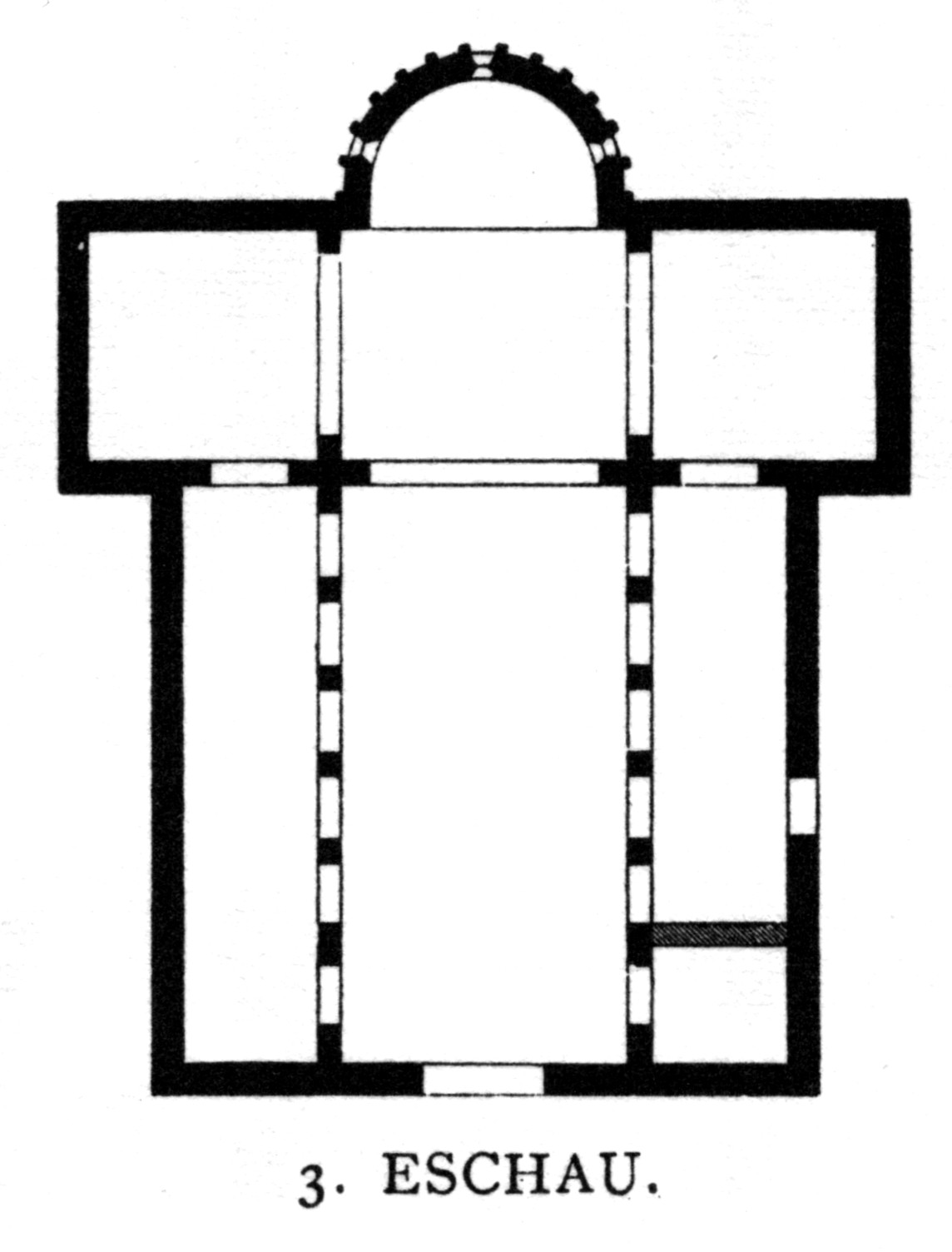
Románico: Iglesia de Eschau, Francia. Planta cruciforme con ábside y pasillos, portal oeste y entrada lateral.
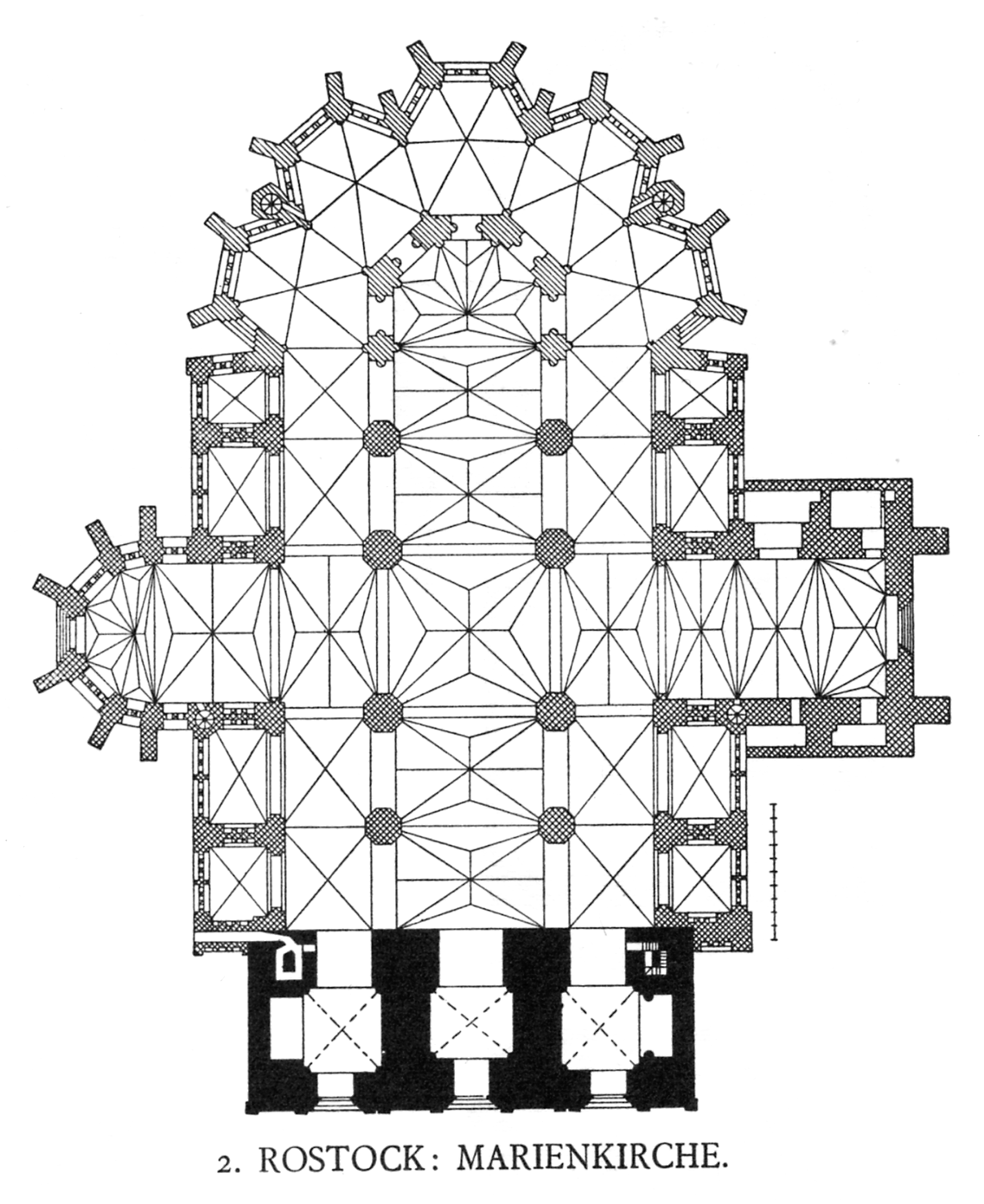
Gotico: Marienkirche (Rostock)
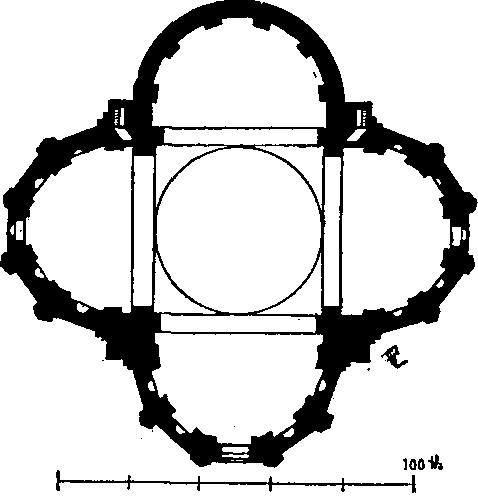
Renacimiento: Templo de Santa María de la Consolación (Todi), Italia

### Divergencia de la arquitectura de las iglesias oriental y occidental
La división del imperio romano en el siglo IV d. C., dio como resultado que el ritual cristiano evolucionara de formas claramente diferentes en las partes oriental y occidental del imperio. La ruptura final se hizo patente con el Gran Cisma de 1054.

#### Ortodoxia oriental y arquitectura bizantina

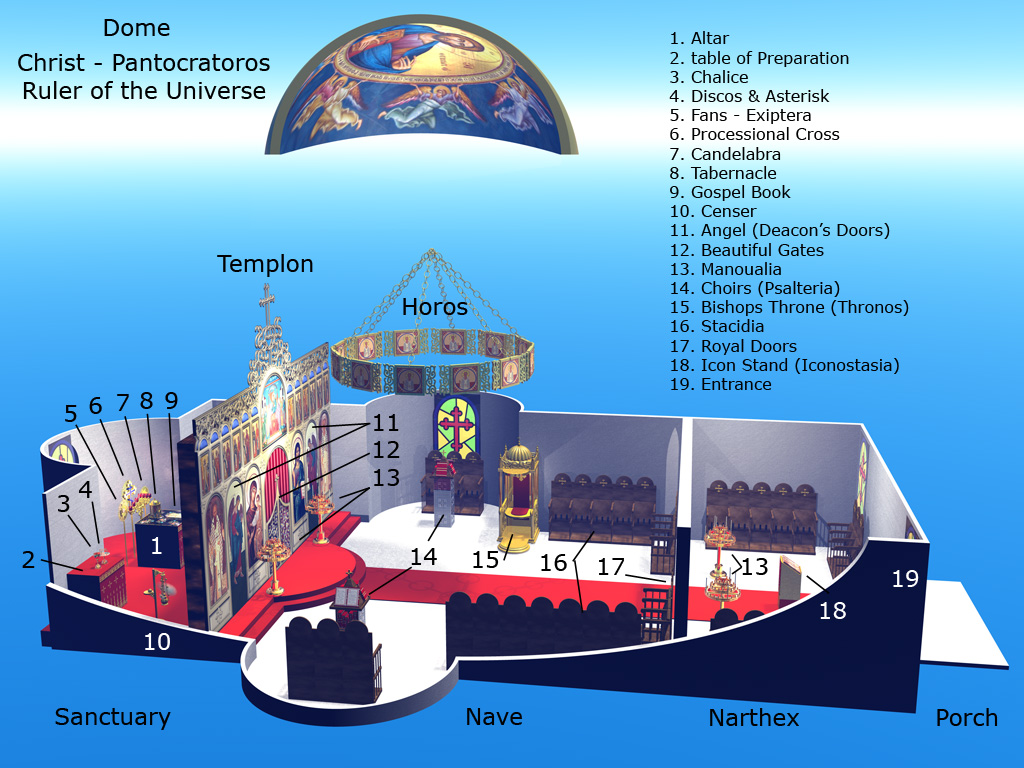
Ilustración con el diseño tradicional del interior de una iglesia ortodoxa

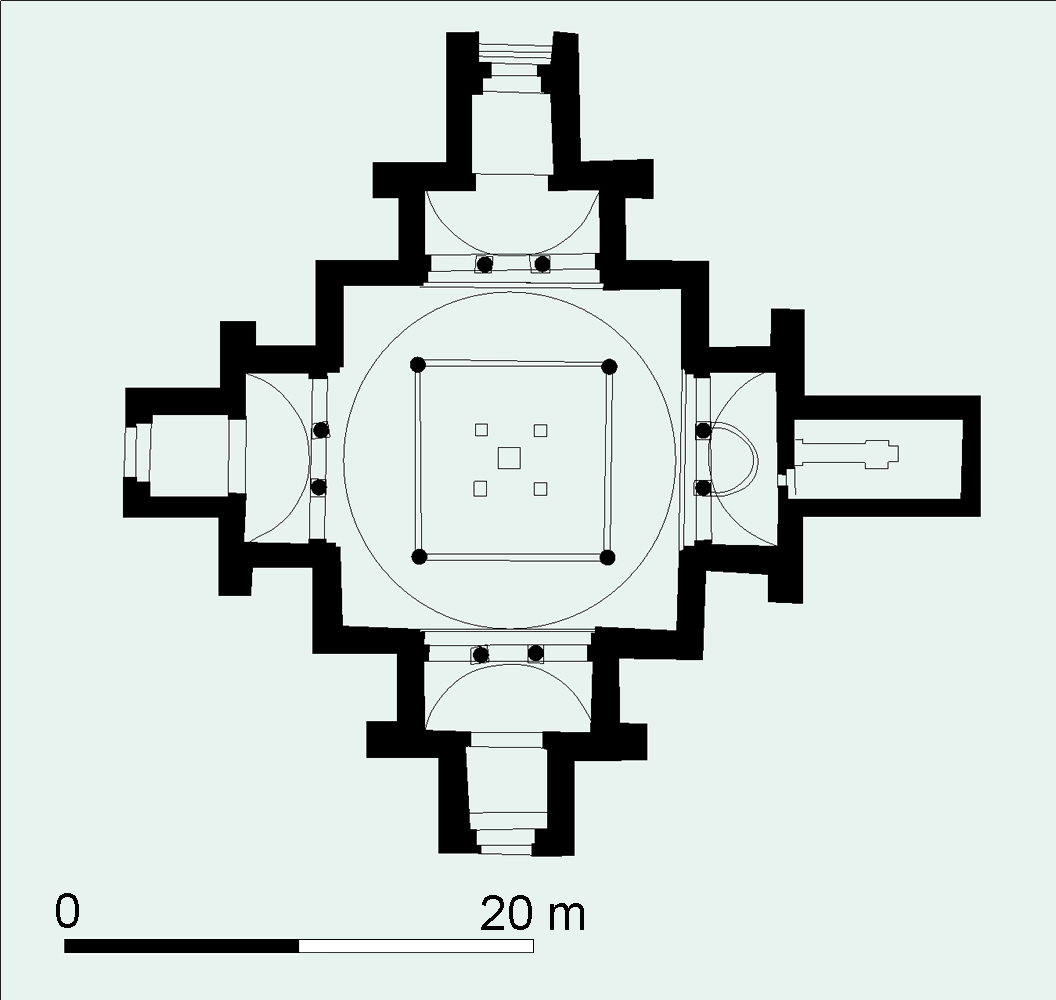
Iglesia copta cruciforme en Dongola (Sudán), siglo IX

La cristiandad oriental y la cristiandad occidental comenzaron a diferir entre sí desde una fecha temprana. Mientras que la basílica era la forma más común en el oeste, un estilo más compacto se volvió predominante en el este. Estas iglesias fueron en origen "martyria", construidas como mausoleos para albergar las tumbas de los santos que habían muerto durante las persecuciones que solo terminaron plenamente con la conversión del emperador Constantino. Un ejemplo importante que ha sobrevivido es el Mausoleo de Gala Placidia en Rávena (Italia), que ha conservado sus mosaicos decorativos. Data del siglo V y pudo haberse utilizado brevemente como oratorio antes de convertirse en mausoleo.
Estos edificios copiaban tumbas paganas y eran cuadrados, cruciformes con brazos poco salientes o poligonales. Estaban techados por cúpulas con la intención de simbolizar el cielo. Los brazos salientes a veces estaban techados con cúpulas o semicúpulas que eran más bajas y colindaban con el núcleo central del edificio. Las iglesias bizantinas, aunque organizadas centralmente alrededor de un espacio abovedado, por lo general mantenían un eje claramente definido hacia el presbiterio absidal, que generalmente se extendía más allá de los otros ábsides. Esta proyección permitió el levantamiento de un iconostasio, una pantalla en la que se cuelgan los iconos y que oculta el altar a los fieles excepto en aquellos puntos de la liturgia en los que se abren sus puertas.
La arquitectura de Constantinopla (Estambul) en el siglo VI produjo iglesias que combinaban efectivamente las plantas centrada y basilical, con semicúpulas formando el eje y galerías porticadas a cada lado. La iglesia de Santa Sofía (actualmente un museo) fue el ejemplo más significativo y tuvo una enorme influencia tanto en los templos cristianos posteriores como en la arquitectura islámica, como la Cúpula de la Roca en Jerusalén y la Mezquita de los Omeyas en Damasco. Muchas iglesias ortodoxas orientales posteriores, en particular las más grandes, combinan una planta central con un extremo oriental abovedado y una nave con pasillos en el oeste.
En Rusia se desarrolló una forma variante de la iglesia centralizada, que adquirió prominencia en el siglo XVI. Aquí la cúpula fue reemplazada por un techo a cuatro aguas o cónico mucho más delgado y más alto, que quizás se originó por la necesidad de evitar que la nieve permaneciera en los techos. Uno de los mejores ejemplos de estas cubiertas en pabellón es la Catedral de San Basilio en la Plaza Roja de Moscú.

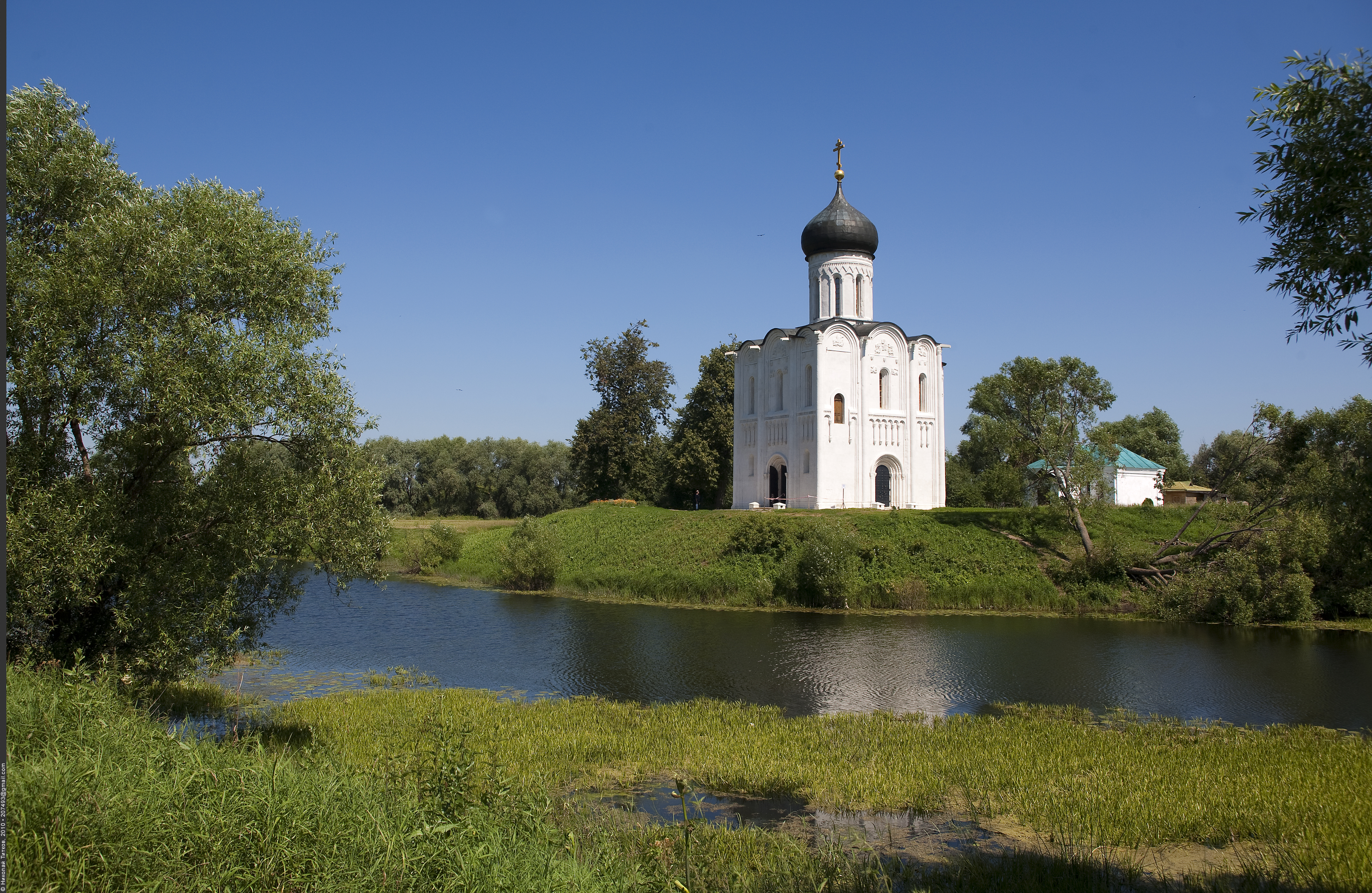
Iglesia de la Intercesión del río Nerl (1165), iglesia medieval parte de los Monumentos Blancos de Vladímir y Súzdal (Patrimonio de la Humanidad)
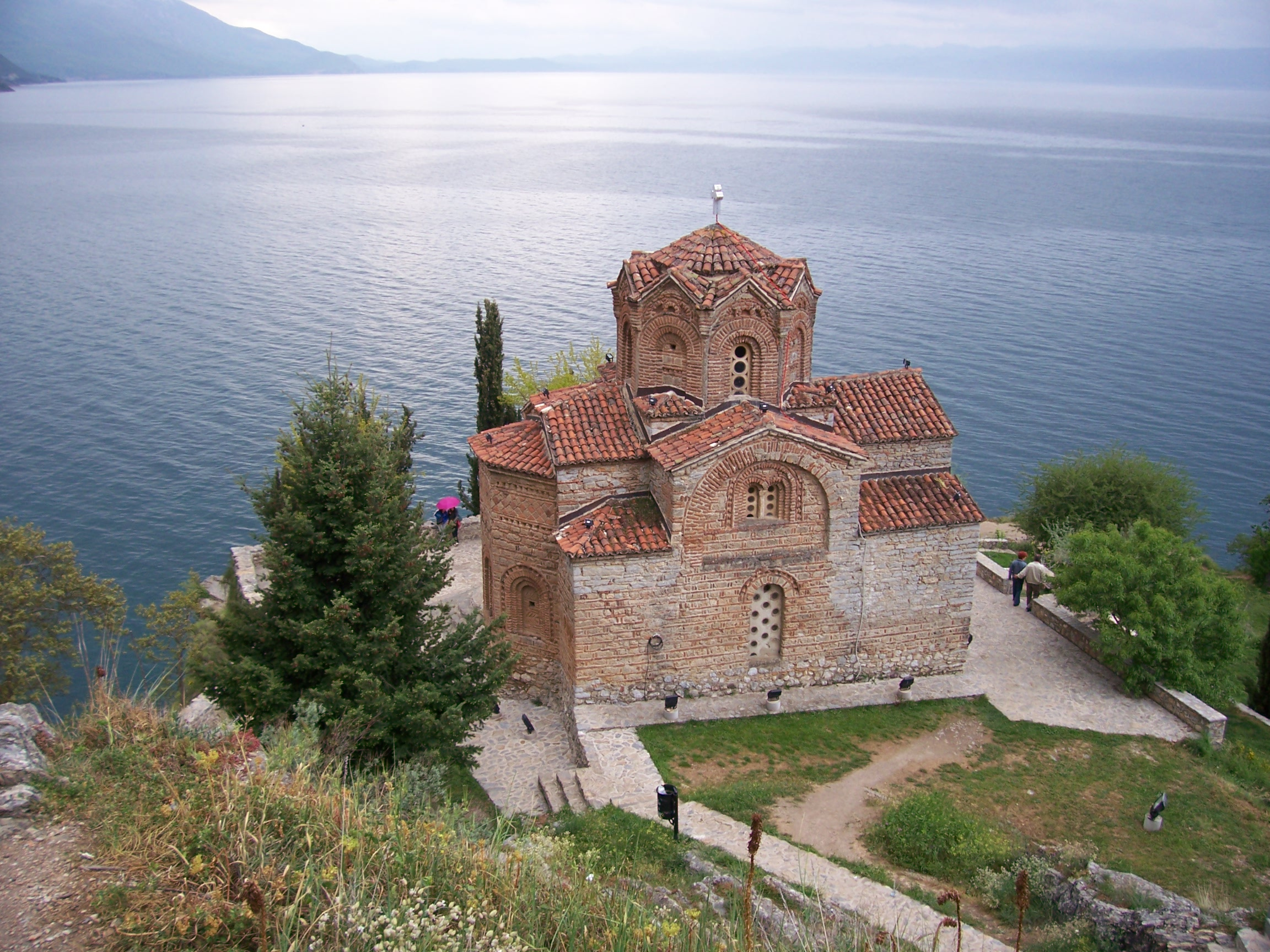
Iglesia de San Juan Kaneo (ca. siglo XIII), en Ohrid, Macedonia del Norte, es una típica iglesia ortodoxa bizantina con cúpula con planta en en forma de cruz
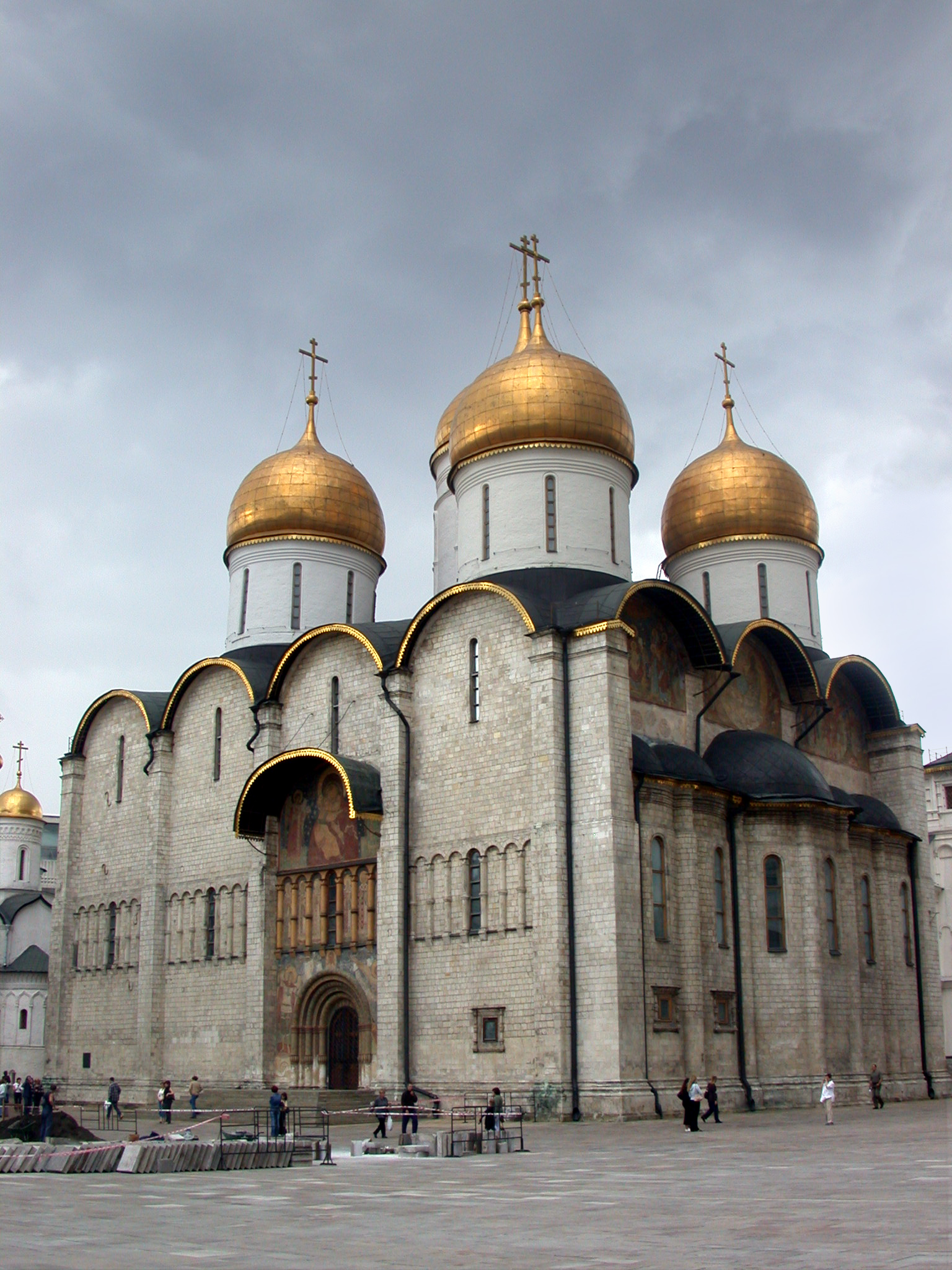
Catedral de la Dormición (1475-1479), en Moscú, iglesia renacentista rusa del arquitecto italiano Aristóteles Fioravanti
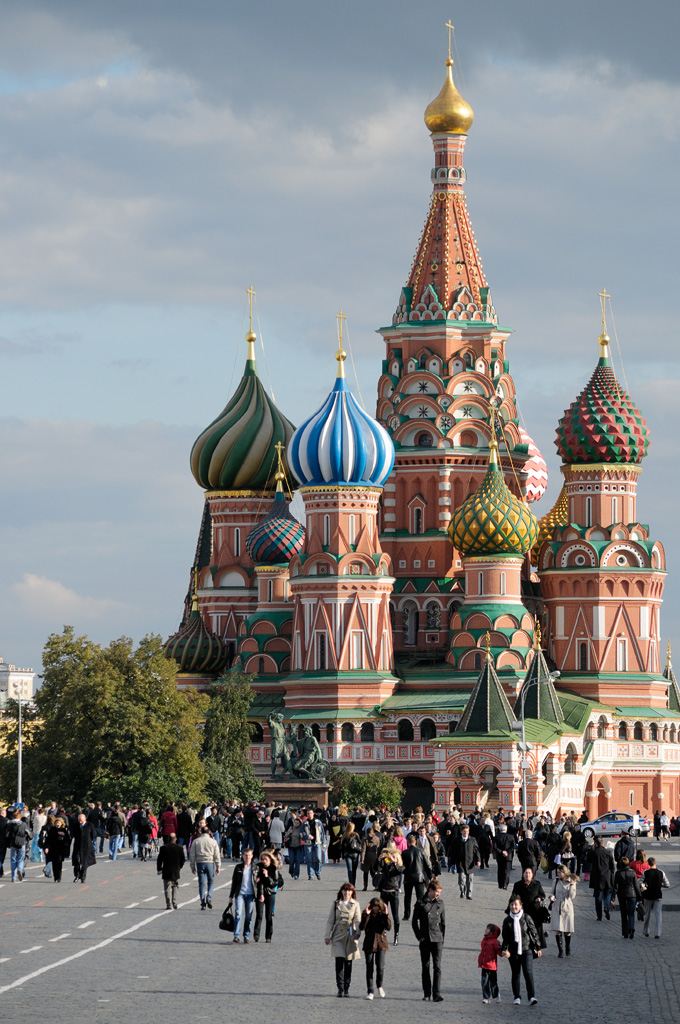
Catedral de San Basilio en la Plaza Roja de Moscú (1555-1561)
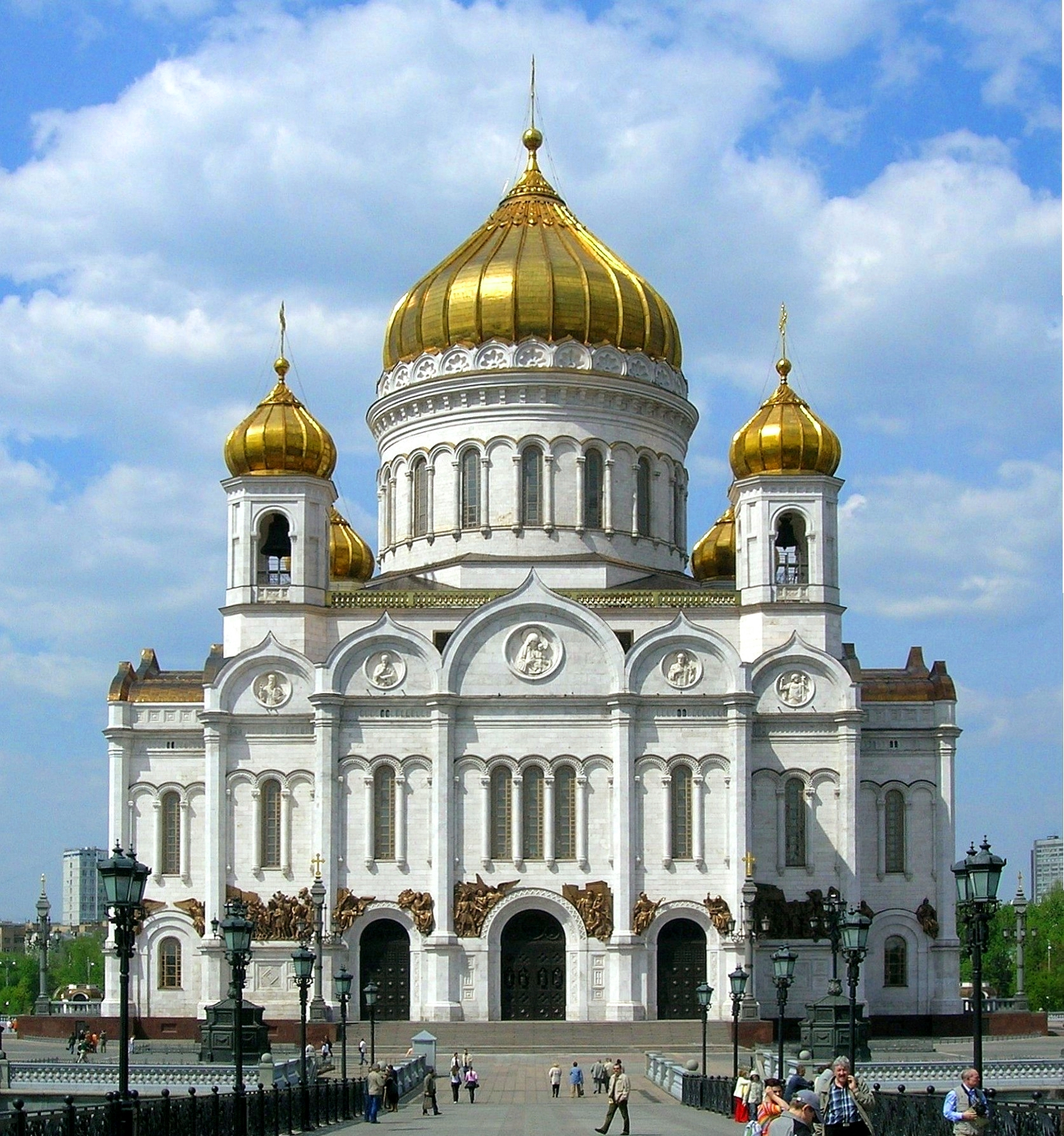
La catedral de Cristo Salvador de Moscú, la más alta de las iglesias ortodoxas del mundo (1995–2000, reconstrucción fiel de la antigua catedral levantada en 1839-1883, y dinamitada en 1931).

#### Occidente medieval

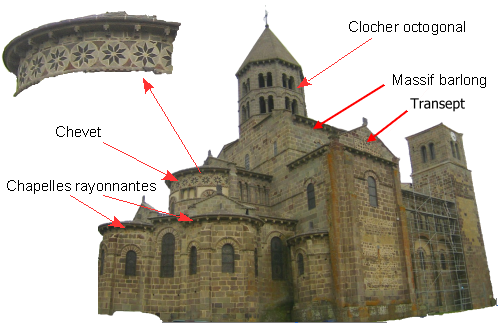
Elementos arquitectónicos de un templo románico. Iglesia de Saint-Nectaire (Francia)

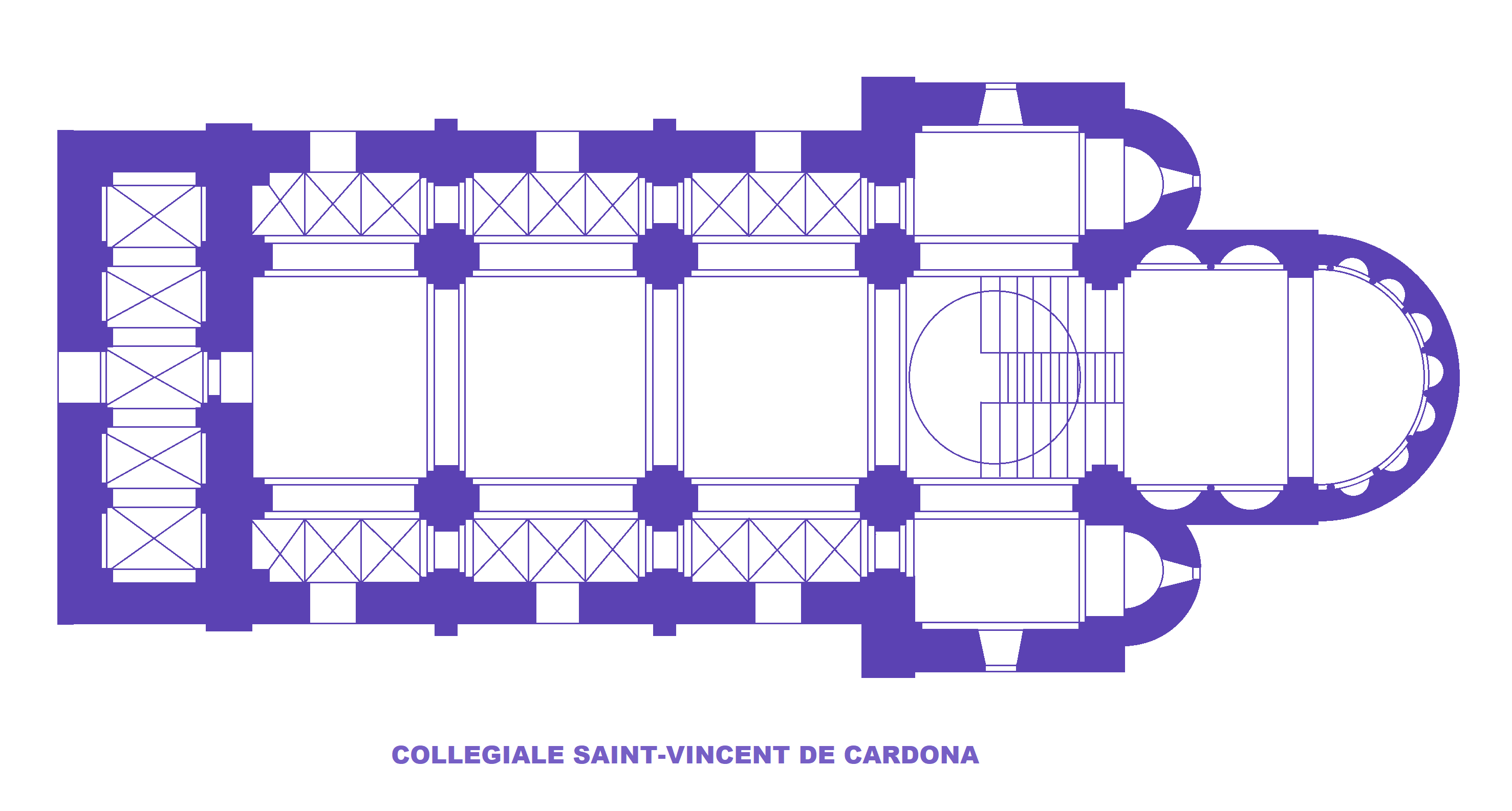
Colegiata de Cardona (España); templo románico con disposición en planta de cruz latina

La participación en el culto, que dio lugar a los edificios eclesiales porticados, comenzó a declinar a medida que la iglesia se volvió cada vez más clericalizada. El surgimiento de las iglesias en los monasterios también supuso cambios en la configuración de los edificios. La "iglesia de dos estancias" se convirtió en la norma para toda Europa. La primera "sala", la nave, era utilizada por la congregación; la segunda "sala", el santuario, era coto del clero y era el lugar donde se celebraba la misa, que a partir de entonces solo podía ser vista desde la distancia por la congregación a través del arco situado entre los dos espacios (en la época medieval tardía, cerrado por un tabique de madera, el coro alto). La elevación de la hostia, el pan de la comunión, para ser vista desde la distancia, se convirtió en el punto central de la misa, de forma que los feligreses dejaron de participar directamente en el rito de la consagración. Debido a  la pérdida de las líneas de visión, algunas iglesias disponían de orificios practicados estratégicamente en paredes y mamparas para permitir ver la elevación de la hostia consagrada desde la nave. Partiendo del doble principio de que todo sacerdote debía decir su misa todos los días, y que un altar solo se podía usar una vez cada día, en las comunidades religiosas se requería una serie de altares para los que había que encontrar espacio, al menos dentro de las iglesias monásticas.
Aparte de los cambios en la liturgia, la otra gran influencia en la arquitectura de la iglesia fue el uso de nuevos materiales y el desarrollo de nuevas técnicas de construcción. En el norte de Europa, las primeras iglesias a menudo se construían con madera, por lo que casi ninguna ha sobrevivido al paso de los siglos. Con el uso más amplio de la piedra por parte de los monjes de la Orden de San Benito, en los siglos X y XI se erigieron de nuevo grandes estructuras.
La iglesia de dos salas, particularmente si era una abadía o una catedral, podía disponer de un transepto, configurando los brazos de la cruz que ahora formaban la planta del edificio. Los edificios se volvieron más claramente un símbolo del fin para el que eran construidos. A veces, el punto de cruce entre las dos naves, ahora el foco central de la iglesia, estaría coronado por su propia torre, además de las torres del extremo oeste, o en lugar de ellas. Muchas de las primeras estructuras de este tipo se derrumbaron, como la Catedral de Ely (Inglaterra), y tuvieron que ser reconstruidas. Los santuarios, adaptados para albergar coros de monjes o de canónigos, se alargaron y se introdujeron cancelas, lugares separados de la nave por una verja.

### Arquitectura de iglesias románica

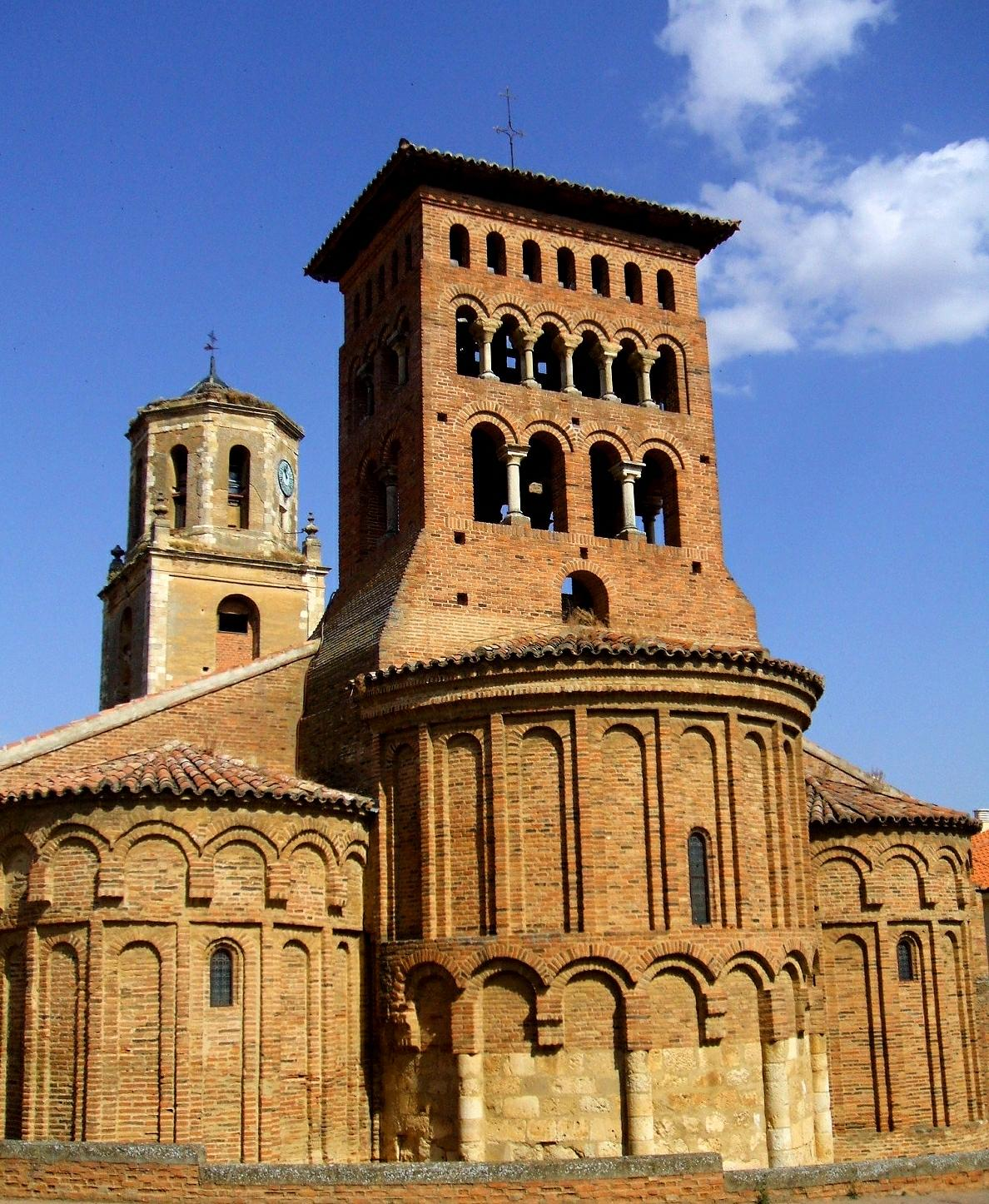
San Tirso (Sahagún, España), ejemplo de iglesia románica de ladrillo

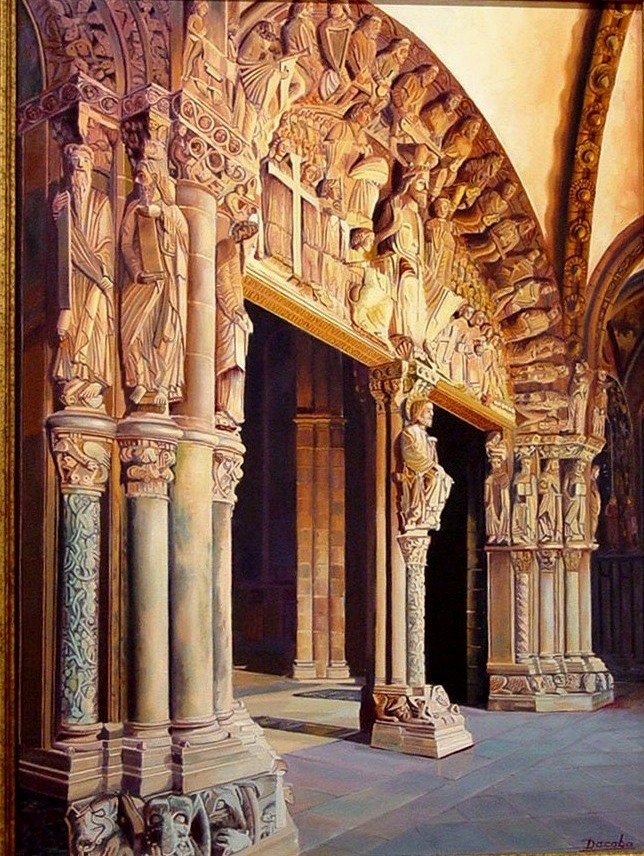
Pórtico de la Gloria, Catedral de Santiago de Compostela (España) (1168-1188)

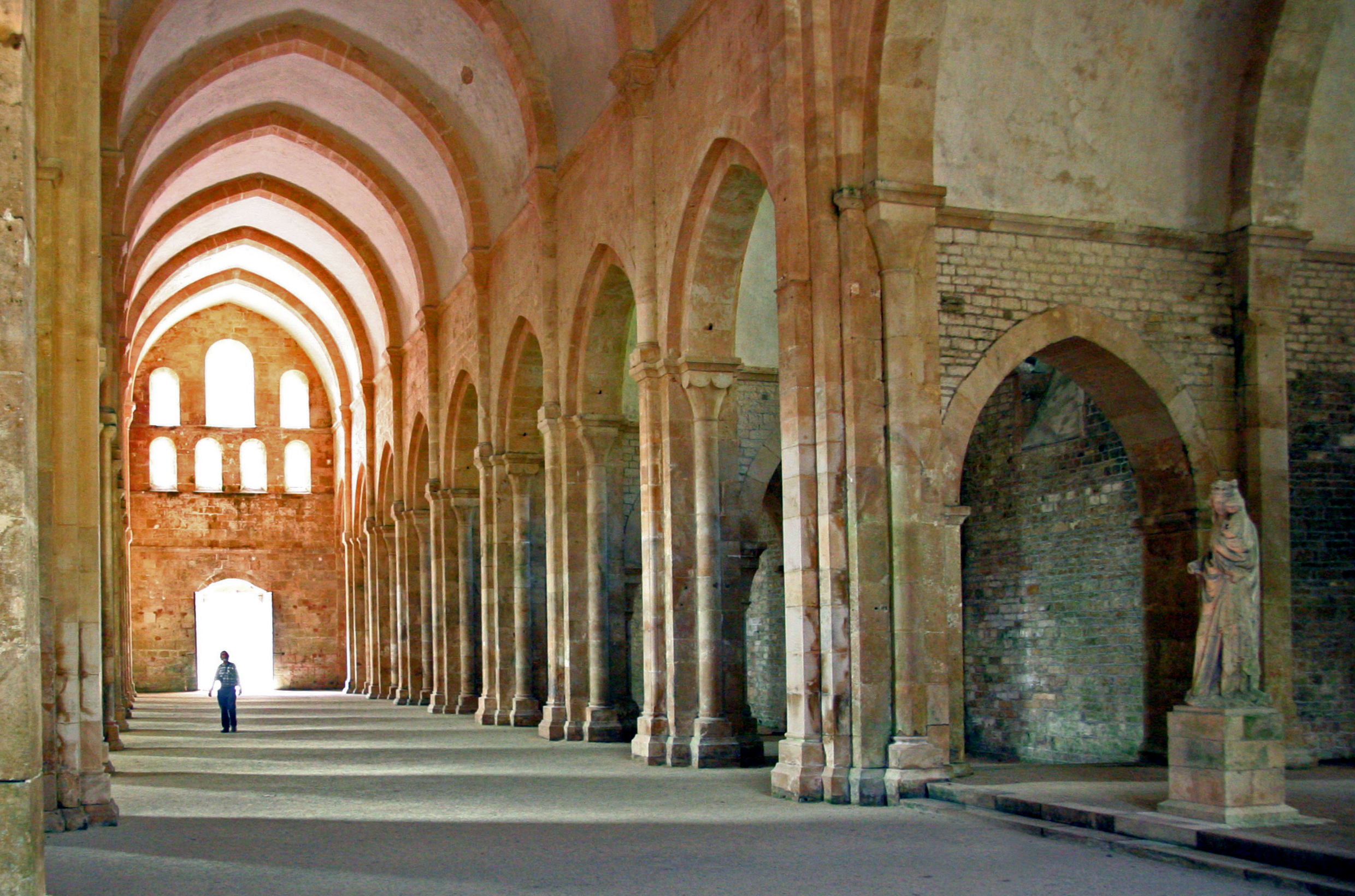
Iglesia cisterciense de la Abadía de Fontenay (Francia)

Tras la caída del Imperio romano de Occidente en el siglo V, el occidente cristiano viviría un período de unos 500 años en los que la fragmentación del antiguo imperio, una profunda crisis de subsistencia, las continuas guerras entre los señores feudales y el auge de la expansión islámica desde la orilla sur del Mediterráneo, hicieron que la inmensa mayoría de los templos cristianos de este período fueran modestas construcciones adaptadas a partir de edificios más antiguos, dando lugar a la conocida como arquitectura visigoda, con algunos ejemplos de iglesias conservados en Francia, España y Portugal.
Sin embargo, a partir del siglo X comienza la expansión de las órdenes monásticas, retomando el impulso inicial de la orden benedictina que desde el siglo VI había regentado algunos importantes monasterios por toda Europa. La orden de Cluny (año 910) y la orden del Cister (año 1098), sembraron casi de forma literal el continente de pujantes monasterios, con los que llevaron un estilo arquitectónico propio de cómo entender y construir las iglesias de sus monasterios, así como a imagen de las iglesias abaciales, los numerosos templos que los renacidos pueblos, villas y ciudades requerían para el culto.
Desde el punto de vista constructivo, las iglesias románicas (con una abundante presencia de variables locales) presentaban la clásica forma de cruz latina (es decir, con brazos desiguales). La nave principal solía estar rematada por una fachada elevada en un extremo (con una espadaña, un campanario o dos torres) y un ábside en el lado contrario. El transepto solía contener una portada secundaria, con la entrada al templo para los feligreses, y eran habituales la presencia de atrios porticados y de claustro adosado a la iglesia, especialmente en conjuntos catedralicios o monásticos.
Las construcciones románicas utilizaban de forma sistemática pesados muros de carga (normalmente de sillería o mampostería, aunque también existen notables edificios a base de ladrillo o adobe, particularmente en España, como la Iglesia de San Tirso (Sahagún)). y empleaban el arco de medio punto, con el que formaban bóvedas de cañón. Para evitar que el empuje lateral de los arcos comprometiera la verticalidad de los muros sobre los que se apoyaban, se solían disponer pesados contrafuertes.
Las primeras iglesias románicas, difundidas por la orden cluniacense, se convirtieron en auténticos relatos en piedra, volcando en su rica decoración figurativa (especialmente escultórica, pero también pictórica) escenas relacionadas con pasajes bíblicos y vidas de mártires y de santos. Con el paso del tiempo, estas representaciones artísticas dieron paso a una temática más profana, en la que empezaron a aparecer escenas de la vida cotidiana e incluso seres fantásticos o mitológicos. Hacia el año 1100, una visión renovada del monacato impuso una visión más austera y espiritual de la mano de la orden cisterciense. Esto supuso la drástica desaparición de las esculturas profanas de la decoración de los nuevos templos, sustituidas por elementos de inspiración vegetal o geométrica.
Esta vuelta a la simplicidad geométrica sentaría indirectamente las bases para la gradual irrupción del estilo gótico, cuya concepción estructural exenta de muros de carga supondría una auténtica revolución, aunque el nuevo estilo arquitectónico implicó el retorno a la utilización sistemática de la escultura figurativa como decoración de los templos.

### Arquitectura de iglesias gótica

Alzado oeste de la Catedral de Chartres (Francia)

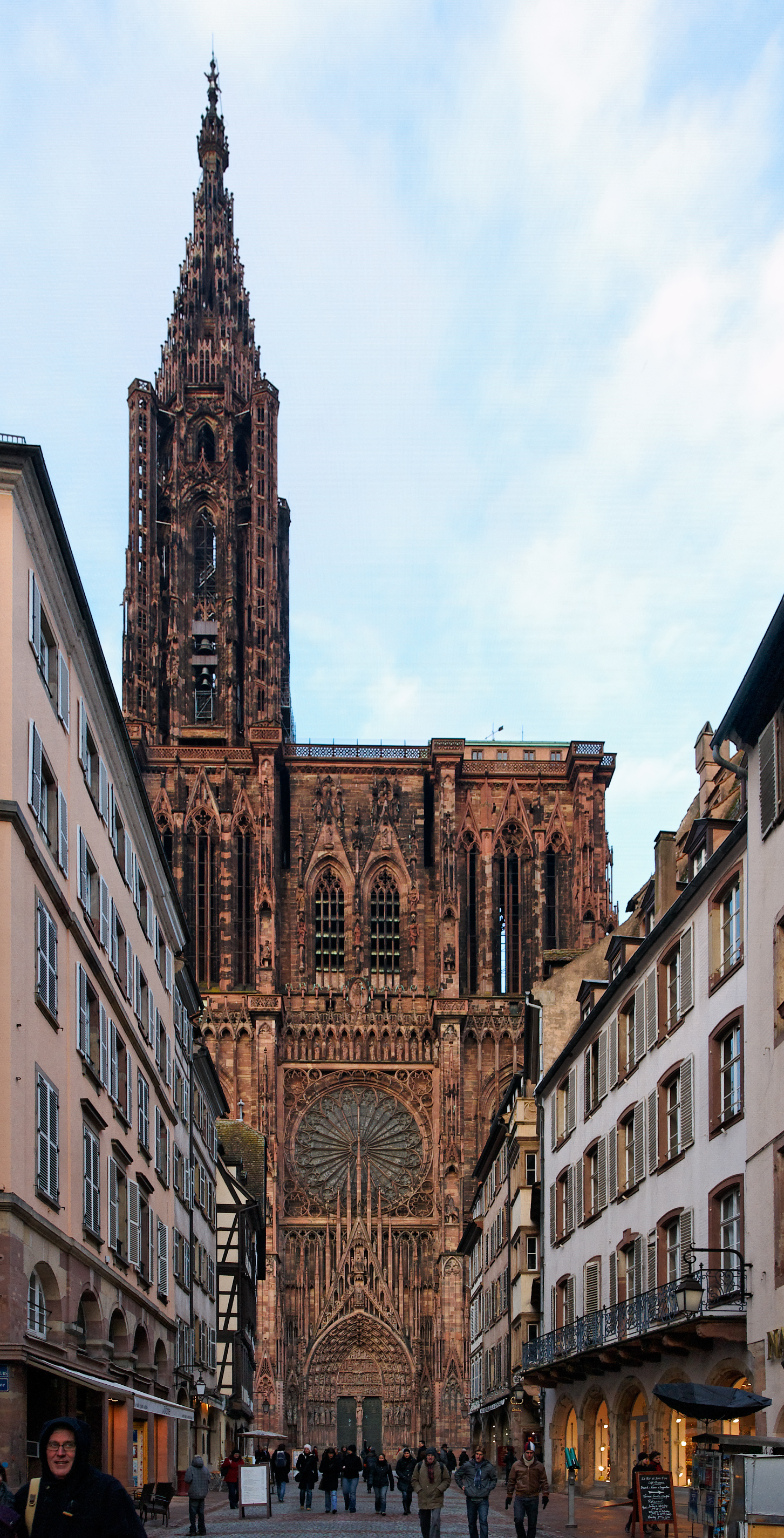
Catedral de Estrasburgo (Francia), fachada occidental

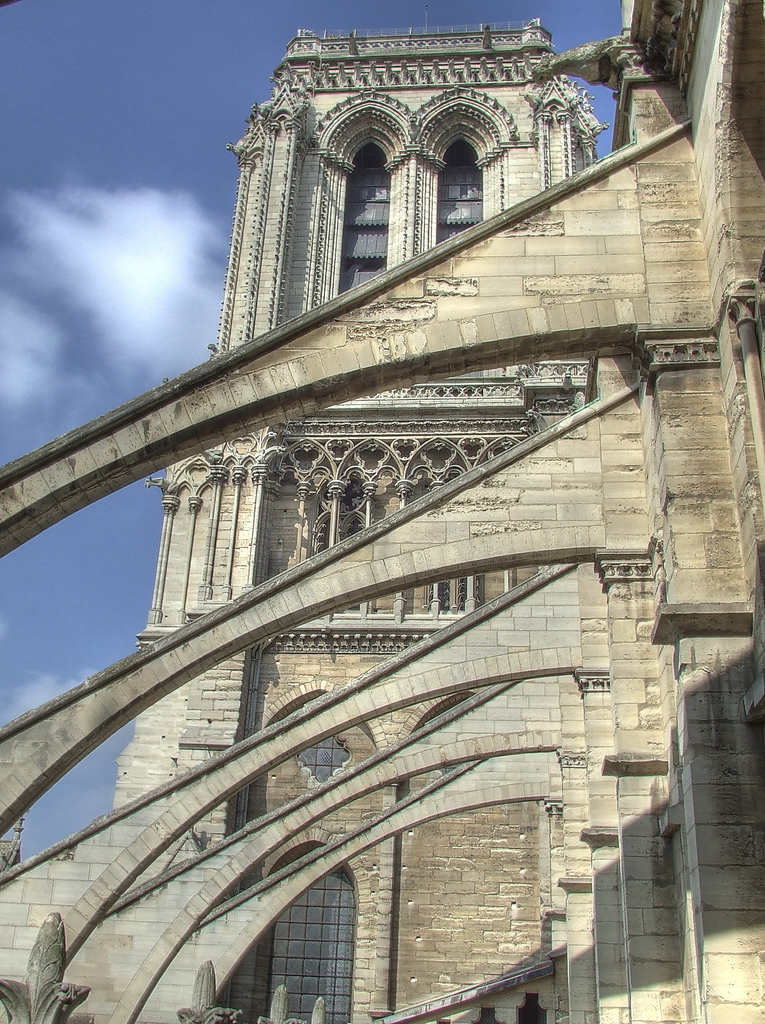
Arbotantes (Notre Dame, París)

La era gótica, a la que se refirió por primera vez el historiógrafo italiano Giorgio Vasari, comenzó en el noreste de Francia y se extendió lentamente por toda Europa. Quizás se expresó de manera más característica en el estilo rayonnant (radiante), que se originó en el siglo XIII, caracterizado por sus rebuscadas formas geométricas, con el fin de que los templos fueran lo más asombrosos y llamativos posible. Las iglesias góticas a menudo estaban muy decoradas, con características geométricas aplicadas a formas estructurales cada vez más complejas. Cuando el período gótico se acercaba a su fin, su influencia se había extendido a distintos tipos de edificios, como salas de gremios, lonjas  y edificios públicos y gubernamentales.
La arquitectura de la era gótica, originaria de la Francia del siglo XII, es un estilo en el que se enfatizan mucho las curvas, los arcos y la geometría compleja. Estas intrincadas estructuras, a menudo de inmenso tamaño, requirieron una gran cantidad de planificación, esfuerzo y recursos; involucrando a un gran número de maestros de obra y de trabajadores; y, a menudo, tardaban cientos de años en completarse, lo que se consideraba un tributo a Dios.
Las características de una iglesia de estilo gótico están en gran medida en congruencia con la ideología de que cuanto más impresionante es una iglesia, mejor refleja la majestad de Dios. Esto se logró a través de ingeniosas matemáticas e ingeniería en una época en la que las formas complejas, especialmente en las enormes catedrales, no se encontraban en otros tipos de estructuras. A través de esta habilidad recientemente adquirida de poder diseñar formas complejas, las iglesias empleaban arcos apuntados, arbotantes y pináculos para sustentarlos, así como luminosas ventanas curvas con vidrieras policromadas y elevadas bóvedas de crucería. Aunque pueda parecer paradójico, el factor crítico del diseño de una iglesia gótica era su anchura, lo que a su vez implicaba aumentar su altura.
La arquitectura gótica de las iglesias mostró un énfasis especial en integrar otras manifestaciones artísticas. Al igual que la estructura del edificio, se hizo hincapié en las formas geométricas complejas. Un ejemplo de esta tendencia son las vidrieras (que todavía se pueden encontrar en las iglesias modernas), elementos artísticos y funcionales a la vez, que permiten que la luz teñida de colores sumerja la iglesia en una atmósfera celestial. Otro elemento especialmente destacable en los grandes templos góticos eran las esculturas, creando representaciones realistas de figuras mediante el uso de curvas y formas complejas, incorporando un alto nivel de detalle de acuerdo con la temática representada.
Ejemplos notables
- Catedral de Chartres
- Catedral de Amiens
- Catedral de Reims
- Catedral de Beauvais
- Notre Dame de París
- Catedral de Siena
- Catedral de Santa María del Fiore
- Catedral de Milán
- Catedral de León
- Catedral de Palma de Mallorca
- Catedral de Canterbury
- Catedral de Lincoln
- Catedral de Colonia
- Monasterio de Batalha

### Arquitectura de iglesias renacentista

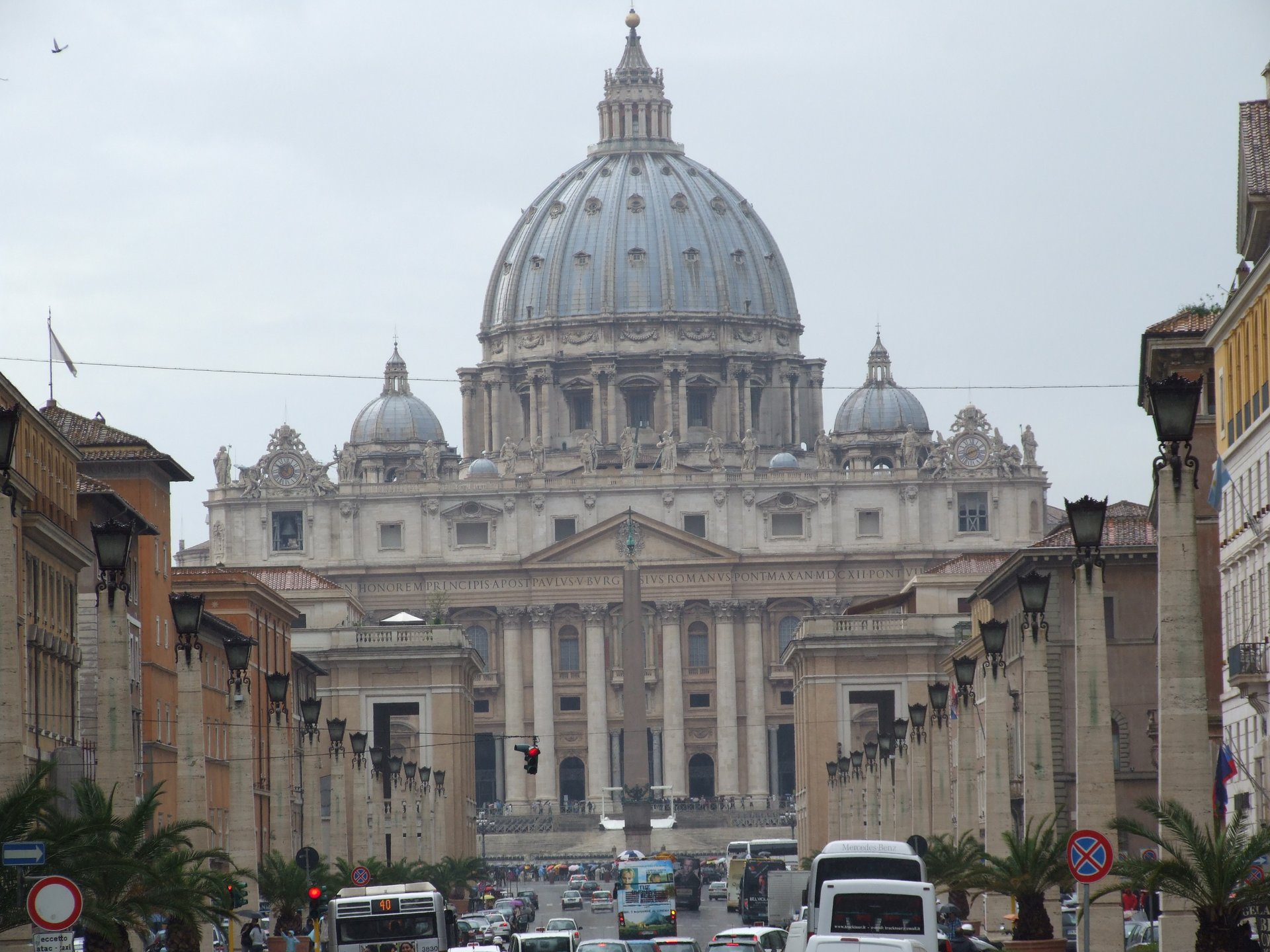
Cúpula renacentista de la Basílica de San Pedro (Roma)

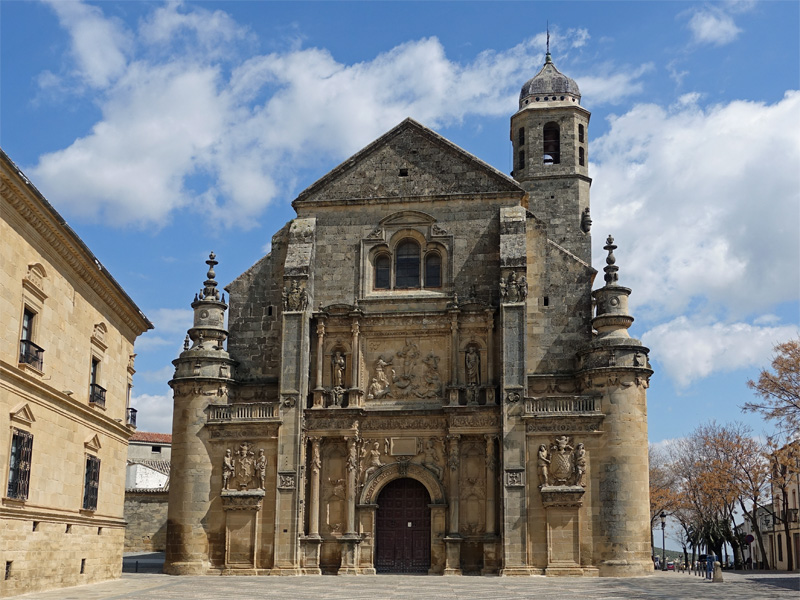
Sacra Capilla del Salvador (Úbeda, España), 1559

El final del periodo gótico, especialmente en Italia, se solapó con el inicio del estilo renacentista. Un claro ejemplo es la Catedral de Santa María del Fiore de Florencia (Italia), un monumental conjunto formado por un campanario, un baptisterio y una iglesia coronada por una enorme cúpula de base octogonal. El templo se había iniciado en el sobrio estilo gótico tardío propio de la Toscana, alejado de la exuberancia decorativa y de la ligereza estructural del gótico francés. Para construir la descomunal cúpula del templo, se recurrió a Filippo Brunelleschi, quien se inspiró en el Panteón de Agripa para abordar una construcción tan singular.
Otro genio del renacimiento, Miguel Ángel, completó la cúpula de la Basílica de San Pedro de Roma, proyecto iniciado por Bramante. Este tipo de cúpulas, inspiradas en la Roma imperial, se convertiría en un referente para numerosos templos posteriores. De hecho, la concepción renacentista de su grandiosa estructura, queda embebida en la concepción barroca de la mayoría de sus elementos decorativos, quedando el edificio enmarcado por la espectacular columnata y el conjunto de esculturas ideado por Lorenzo Bernini. La basílica de San Pedro se enmarca dentro de la concepción barroca de la liturgia, en la que las imágenes y la exuberante ornamentación del templo pretenden potenciar un sentimiento de elevación en los fieles.   
Cronológicamente a caballo entre dos estilos duraderos, el gótico y el barroco, el Renacimiento dejó una huella, aunque sobresaliente, relativamente escasa en el número de iglesias caracterizadas por este estilo. En este sentido, es un edificio especialmente destacable por su unidad estilística la Sacra Capilla del Salvador (Úbeda, España), proyectada por Diego de Siloé y Andrés de Vandelvira en 1559. Otra manifestación del estilo renacentista tardío en España es la arquitectura herreriana, con un conjunto tan destacable como el Monasterio de El Escorial, erigido entre 1563 y 1584.

### La Reforma y su influencia en la arquitectura de las iglesias

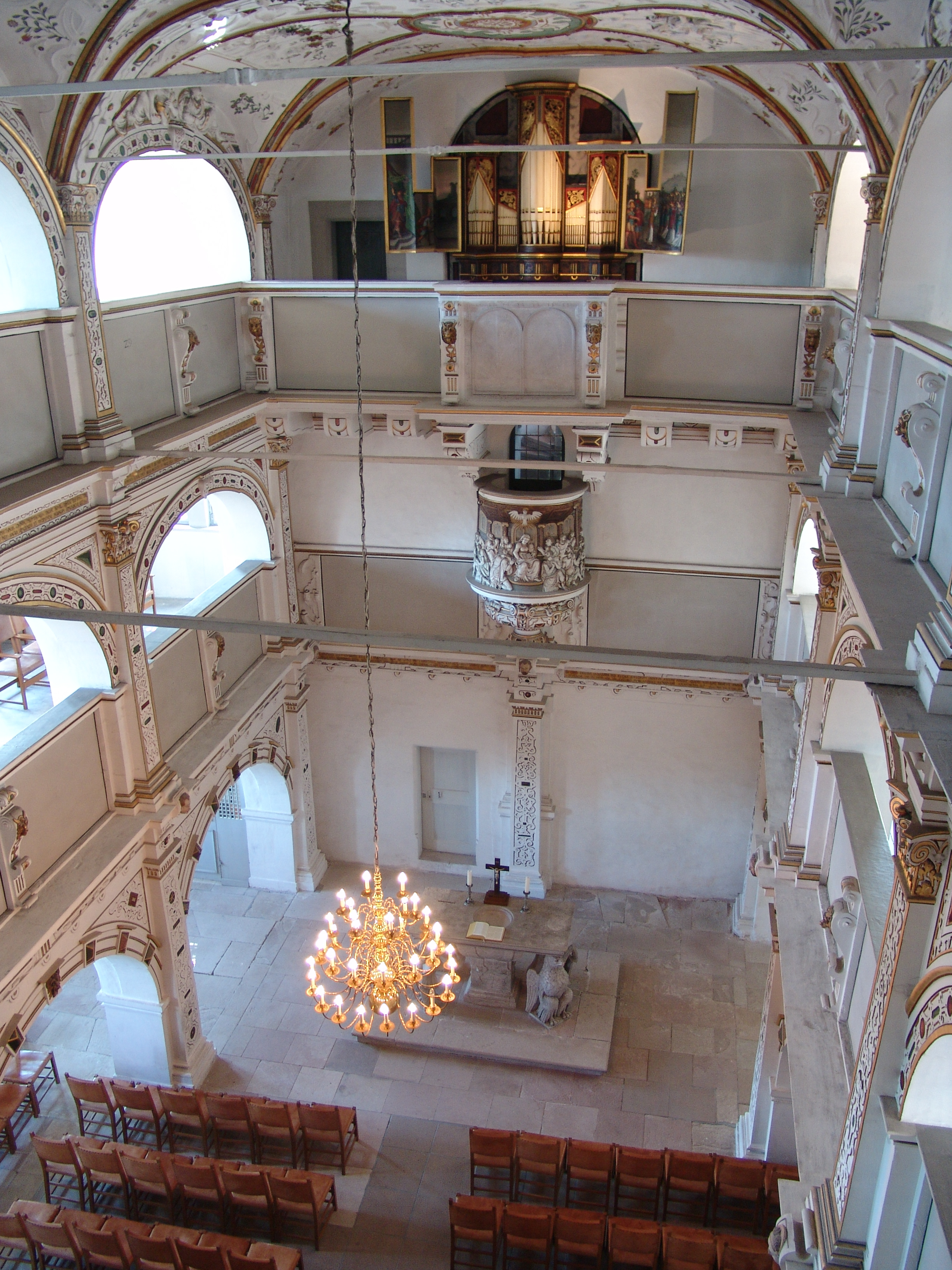
Capilla de la corte en el Castillo de Wilhelmsburg, Alemania, construida en 1590

A principios del siglo XVI, la Reforma protestante trajo un período de cambio radical al diseño de la iglesias. El día de Navidad de 1521, Andreas Karlstadt ofició la primera misa reformada. A principios de enero de 1522, el ayuntamiento de Wittenberg autorizó la eliminación de imágenes de las iglesias y confirmó los cambios introducidos por Karlstadt en Navidad. Según los ideales de la Reforma Protestante, la palabra hablada, el sermón, debe ser un acto central en el servicio de la iglesia. Esto implicaba que el púlpito se convirtió en el punto focal del interior de la iglesia y que los templos debían diseñarse para permitir que todos pudieran escuchar y ver al ministro. Los púlpitos siempre ha sido una característica de las iglesias occidentales, y el nacimiento del protestantismo condujo a grandes cambios en la forma en que se practicaba el cristianismo, dando gran protagonismo a la palabra hablada.
Durante el período de la Reforma, se hizo hincapié en la "participación plena y activa". El enfoque de las iglesias protestantes estaba en la predicación de la Palabra, más que en un énfasis sacerdotal. Por lo tanto, las antiguas iglesias católicas fueron redecoradas cuando se reformaron: se quitaron pinturas y estatuas de santos y, a veces, se colocó la mesa del altar frente al púlpito, como en la Catedral de Estrasburgo en 1524. Los bancos se volvieron hacia el púlpito, y se construyeron galerías de madera para permitir que más fieles siguieran el sermón.
La primera iglesia protestante de nueva construcción fue la capilla de la corte del Castillo de Neoburgo en 1543, seguida de la capilla de la corte del Castillo de Hartenfels en Torgau, consagrada por Martín Lutero el 5 de octubre de 1544.
Las imágenes y estatuas a veces se eliminaban durante tumultos desordenados y acciones de turbas descontroladas (en los Países Bajos, estas acciones recibieron el nombre de beeldenstorm). Los templos medievales fueron despojados de sus elementos decorativos, como la iglesia Grossmünster de Zürich en 1524, una postura reforzada por la reforma calvinista, que comenzó en 1535 por su iglesia principal, la Catedral de Ginebra. En la Paz de Augsburgo de 1555, que puso fin a un período de conflicto armado entre las fuerzas católicas y protestantes dentro del Sacro Imperio Romano Germánico, los gobernantes de los estados de habla alemana y el emperador Habsburgo Carlos I de España, acordaron aceptar el principio de Cuius regio, eius religio, lo que significa que la religión del gobernante debía dictar la religión de los gobernados.
En los Países Bajos, la iglesia reformada de Willemstad (Brabante Septentrional), fue construida en 1607 como el primer edificio de la iglesia protestante en los Países Bajos. Se trata de una iglesia abovedada con forma octogonal, ideado para reforzar el enfoque del calvinismo en la importancia del sermón. La Westerkerk de Ámsterdam fue construida entre 1620 y 1631 en estilo renacentista y sigue siendo la iglesia más grande de los Países Bajos diseñada de acuerdo con los criterios protestantes.

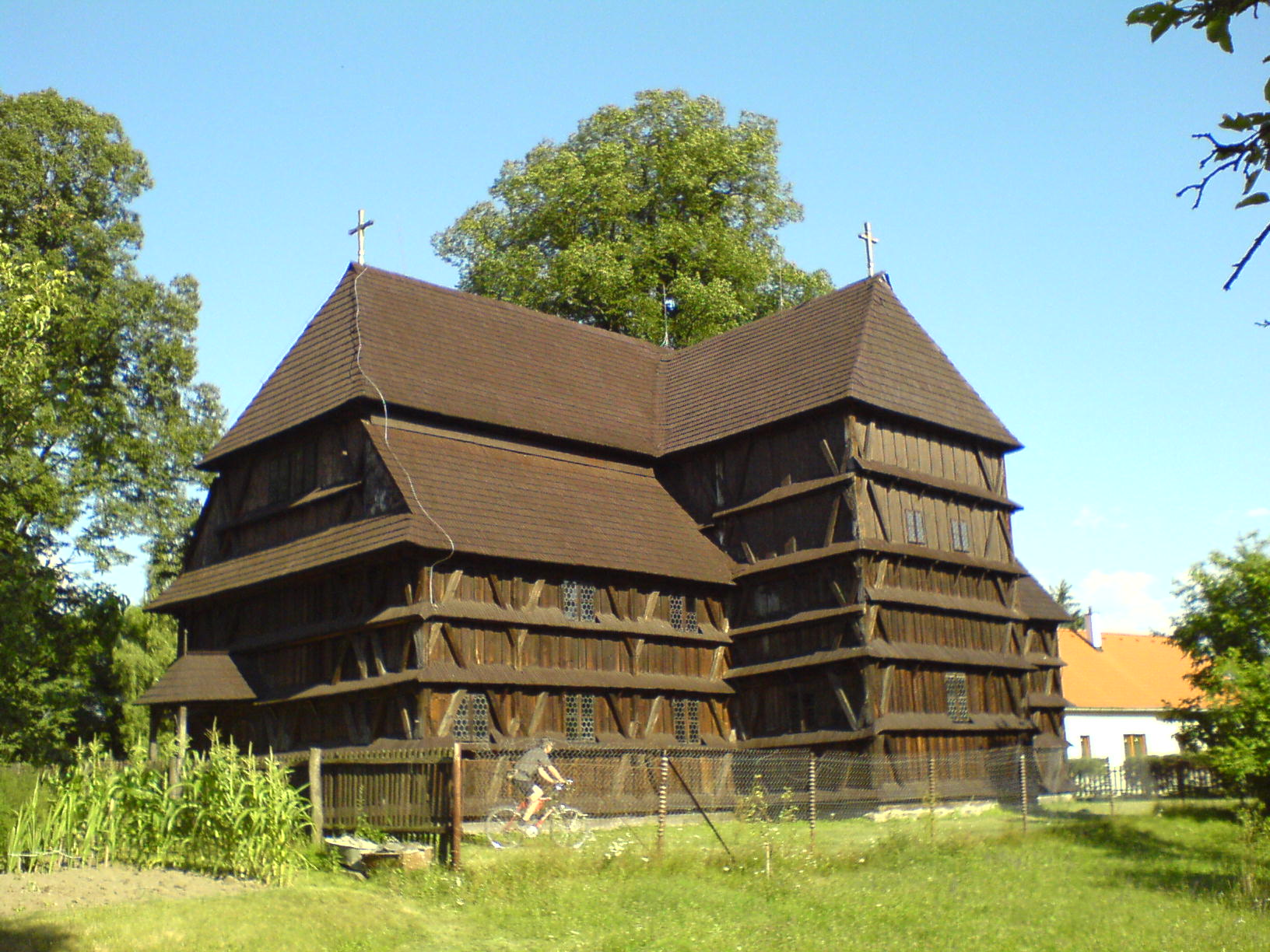
Iglesia protestante de madera de Hronsek (Eslovaquia), construida en 1726

A principios del siglo XVII, a pesar del principio del cuius regio, la mayoría de los pueblos del Imperio Habsburgo se habían vuelto protestantes, lo que provocó la Contrarreforma promovida por los emperadores de la casa de Habsburgo, que desembocó en la guerra de los Treinta Años en 1618. En los tratados de la Paz de Westfalia de 1648, que pusieron fin a la guerra, los Habsburgo se vieron obligados a tolerar tres iglesias protestantes en su provincia de Silesia, donde la contrarreforma no había tenido un éxito completo, como en Austria, Bohemia y Hungría, y aproximadamente la mitad de la población aún permanecía profesando la fe protestante. Sin embargo, los gobernantes ordenaron que estas tres iglesias se ubicaran fuera de los pueblos, y que no fueran reconocibles como iglesias. Para ello, debían ser estructuras de madera, que parecieran graneros o casas comunes, y no se les permitía tener torres ni campanas. La construcción debía completarse en un año. En consecuencia, los protestantes construyeron sus tres Iglesias de la Paz de Jawor y Świdnica, lo suficientemente grandes como para dar espacio a más de 5000 personas cada una. Cuando las tropas protestantes bajo el liderazgo sueco nuevamente amenazaron con invadir los territorios de los Habsburgo durante la gran guerra del Norte, los Habsburgo se vieron obligados a permitir más iglesias protestantes dentro de su imperio según el Tratado de Altranstädt (1707), aunque limitando estas nuevas construcciones con requisitos similares, dando lugar a las llamadas Gnadenkirchen (Iglesias de Gracia), que en su mayoría eran estructuras de madera más pequeñas.
En Gran Bretaña, durante los siglos XVII y XVIII, se hizo habitual que las iglesias anglicanas exhibieran el Escudo del Reino Unido en el interior, ya fuese como pintura o como bajorrelieve, con el fin de simbolizar el papel del monarca como jefe de la iglesia.
Durante los siglos XVII y XVIII se construyeron iglesias protestantes en el estilo barroco originado en Italia, aunque conscientemente decoradas de forma más sencilla. Algunas de ellas eran bastante grandes, como por ejemplo, la iglesia de Santa Katarina (Estocolmo), la iglesia de San Miguel (Hamburgo) o la Frauenkirche (Dresde), construida entre 1726 y 1743 como un signo de la voluntad de los ciudadanos de pertenecer a la iglesia protestante después de que su gobernante se hubiera convertido al catolicismo.

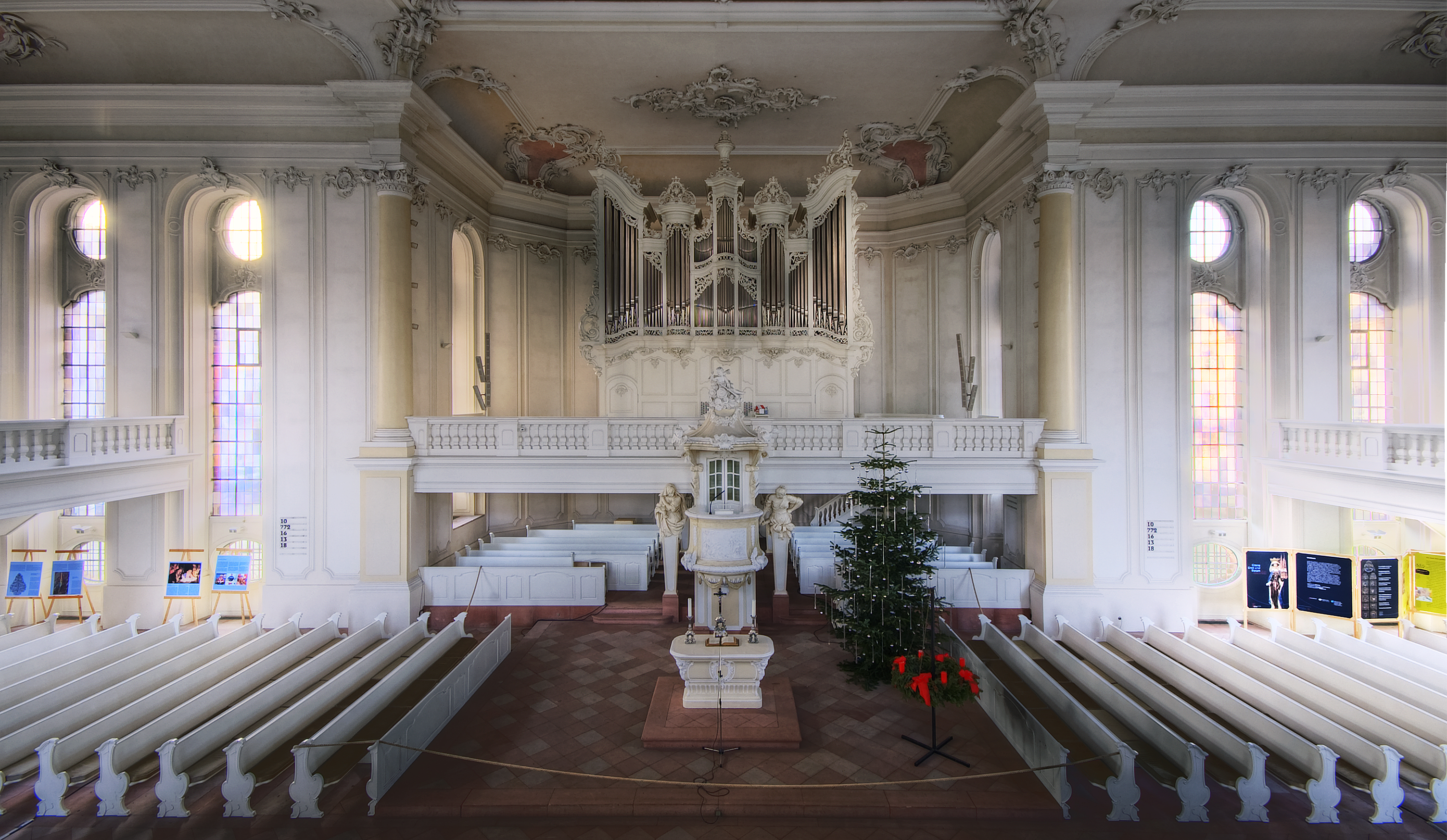
Interior de la Ludwigskirche en Saarbrücken

Algunas iglesias se construyeron con una alineación nueva y genuinamente protestante: el transepto se convirtió en la parte central de la iglesia, mientras que la nave principal se omitió, por ejemplo en la Ludwigskirche de Saarbrücken. Este esquema de construcción también fue bastante popular en Suiza, siendo las más grandes las iglesias de Wädenswil (1767) y Horgen (1782). Un nuevo esquema de diseño de interiores protestante se estableció en muchas iglesias luteranas alemanas durante el siglo XVIII, siguiendo el ejemplo de la capilla de la corte del castillo de Wilhelmsburg de 1590: la conexión del altar con la pila bautismal, el púlpito y el órgano alineados en un eje vertical. El retablo central sobre el altar fue reemplazada por el púlpito.
La corriente neoluterana criticó a principios del siglo XIX este esquema por ser demasiado profano. Por lo tanto, la Conferencia de la Iglesia Evangélica Alemana recomendó el lenguaje gótico de las formas para la construcción de iglesias en 1861, y la arquitectura neogótica comenzó su exitosa expansión. Con respecto a las iglesias protestantes, no solo fue una expresión del historicismo, sino también de un nuevo programa teológico que puso la Cena del Señor por encima del sermón nuevamente. Dos décadas más tarde, los luteranos liberales y los calvinistas expresaron su deseo de una nueva arquitectura eclesiástica genuinamente protestante, concebida sobre la base de los requisitos litúrgicos. Los espacios para el altar y los fieles ya no deben estar separados unos de otros. En consecuencia, las iglesias no solo debían dar espacio para el servicio, sino también para las actividades sociales de la parroquia, y debían ser vistas como lugares de reunión para los feligreses. La Ringkirche de Wiesbaden fue la primera iglesia realizada de acuerdo con esta ideología en 1892-1894. La unidad de la parroquia se expresaba en una arquitectura que unía el púlpito y el altar en un mismo círculo, siguiendo la antigua tradición calvinista.

### La iglesia de la Contrarreforma y el barroco

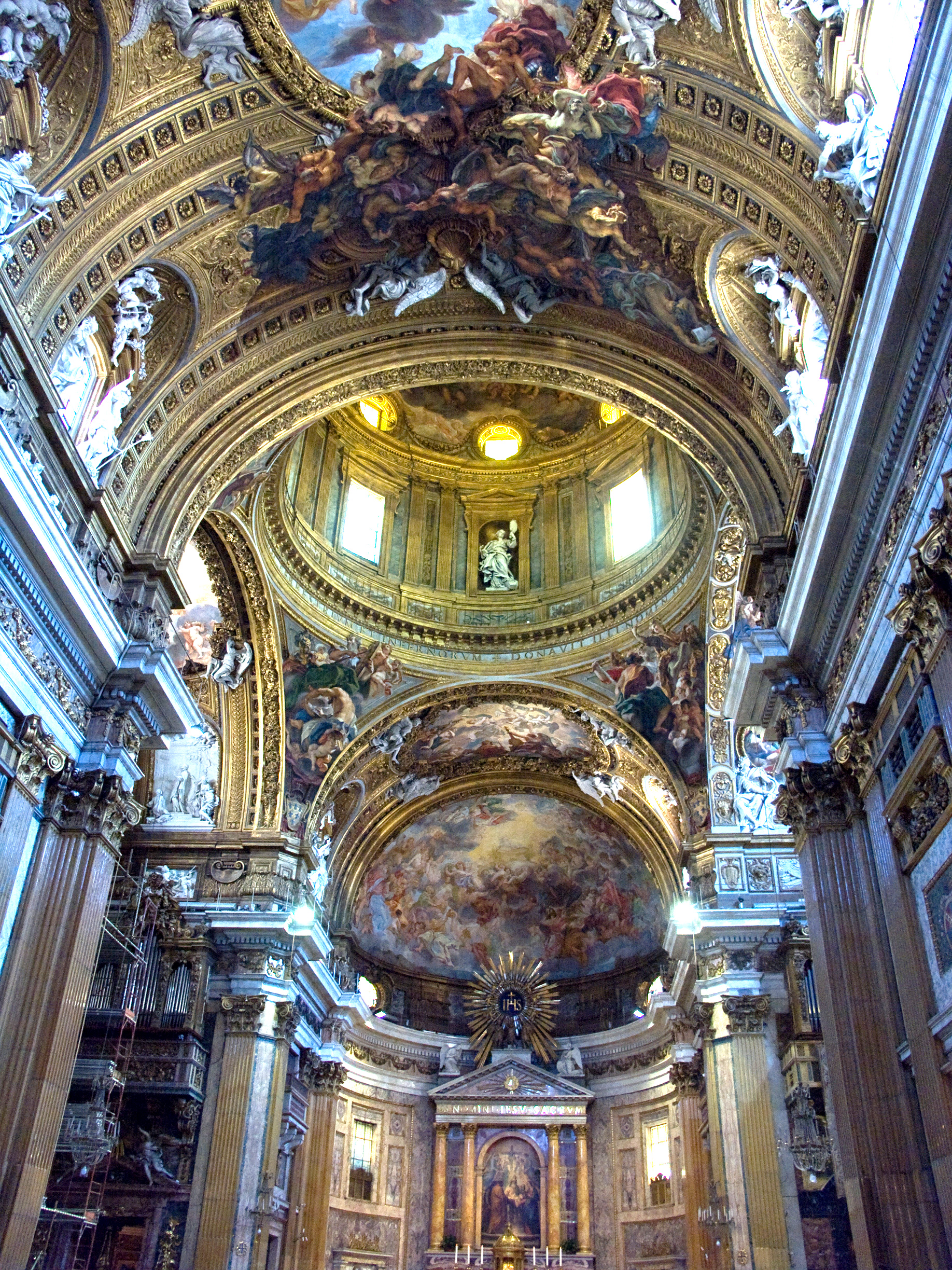
Interior de la Iglesia del Gesù (Roma), prototipo de los templos barrocos de la Contrarreforma

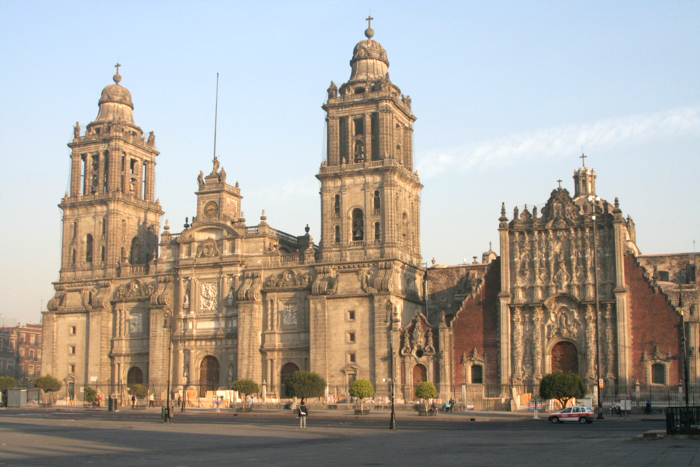
Fachada principal de la Catedral de México

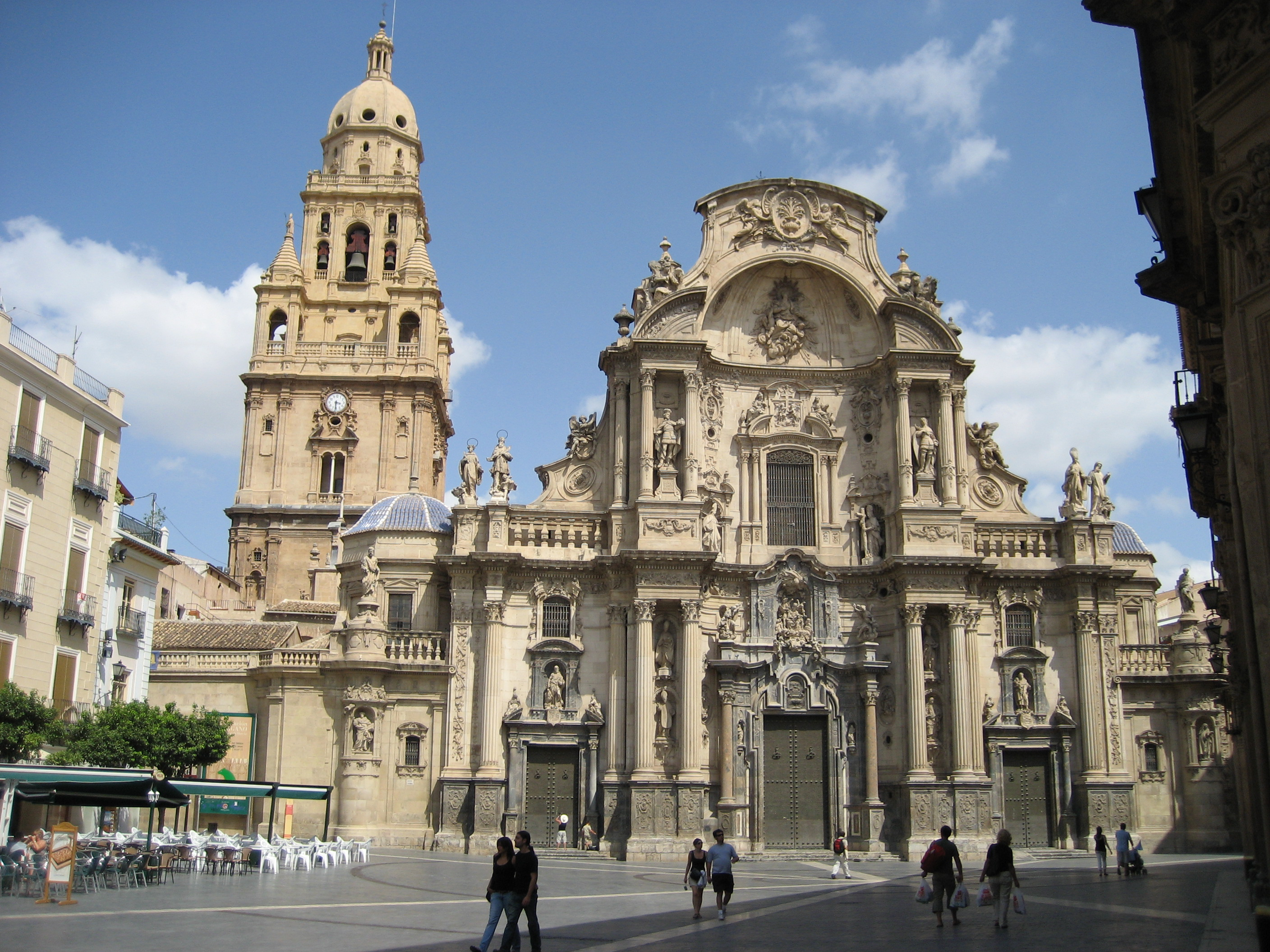
Fachada barroca de la Catedral de Murcia (España)

Tras el cisma protestante, la Iglesia católica liderada por la Compañía de Jesús se embarcó en un movimiento de renovación conocido como la Contrarreforma, destinado a recuperar la fe católica en los estados luteranos de Europa. Es posible que de forma deliberada este movimiento litúrgico se apoyara en el estilo barroco, que de alguna manera suponía una reafirmación superlativa en el ornamento de las iglesias, contraria al espíritu luterano que había promovido la sistemática supresión de elementos decorativos en los antiguos templos católicos.
Las iglesias barrocas en general introdujeron un nuevo sentido del espacio, creando una geometría compleja que potenciaba el carácter tridimensional del exterior y del interior de los templos. Para ello, se utilizaron recursos como la adopción de cúpulas de planta elíptica; se diseñaron fachadas audazmente curvadas; se procuró iluminación natural cenital a las naves; y se decoraron los techos de las bóvedas con pinturas al fresco, incluyendo marcados escorzos. Todos estos elementos permitían de alguna manera difuminar los límites físicos del edificio. El ambiente interior se completaba mediante una profusa ornamentación de elementos de estuco dorado en forma de guirnaldas con motivos vegetales, y de una dramática iconografía hagiográfica (tanto escultórica como pictórica), destinada a exaltar el espíritu de los fieles, adoptando con el mismo fin un camino diametralmente opuesto al criterio marcado por la iglesia luterana.     
El prototipo de esta clase de templos es la iglesia del Gesù de Roma, cuya construcción comenzó en 1568. Estaba diseñada de acuerdo con las nuevas exigencias formuladas durante el Concilio de Trento. Se suprimió el nártex, de forma que el feligrés es proyectado inmediatamente al cuerpo de la iglesia, compuesto por una simple nave central, sin naves laterales, de manera que la congregación esté junta y concentrada alrededor del altar mayor. Una serie de capillas interconectadas sustituyen a las naves laterales, y los transeptos quedan reducidos a esbozos que enfatizan los altares en los muros del fondo.
El ejemplo del Gesù no eliminó completamente la tradicional iglesia basilical con naves laterales, pero después de que se asentara su ejemplo, los experimentos con el plano de las iglesias barrocas, ovales o de cruz griega, quedaron en gran medida limitadas a iglesias menores y a capillas.
El estilo barroco tuvo una gran presencia hasta el comienzo del siglo XX en la Europa meridional, especialmente en Francia, Italia y España; y a través de esta última, en la mayoría de los grandes templos de Hispanoamérica (como la Catedral de México o la Catedral de Lima).
Como ya se ha señalado, la Basílica de San Pedro en Roma, pese a sus orígenes renacentistas, acabó convirtiéndose en uno de los paradigmas de la concepción de un templo barroco, que a su vez sirvió de inspiración a otra gran iglesia de un período posterior: la Catedral de San Pablo de Londres, proyectada por Christopher Wren, referente a su vez de un buen número de iglesias barrocas en el mundo anglosajón.

### Período neoclásico

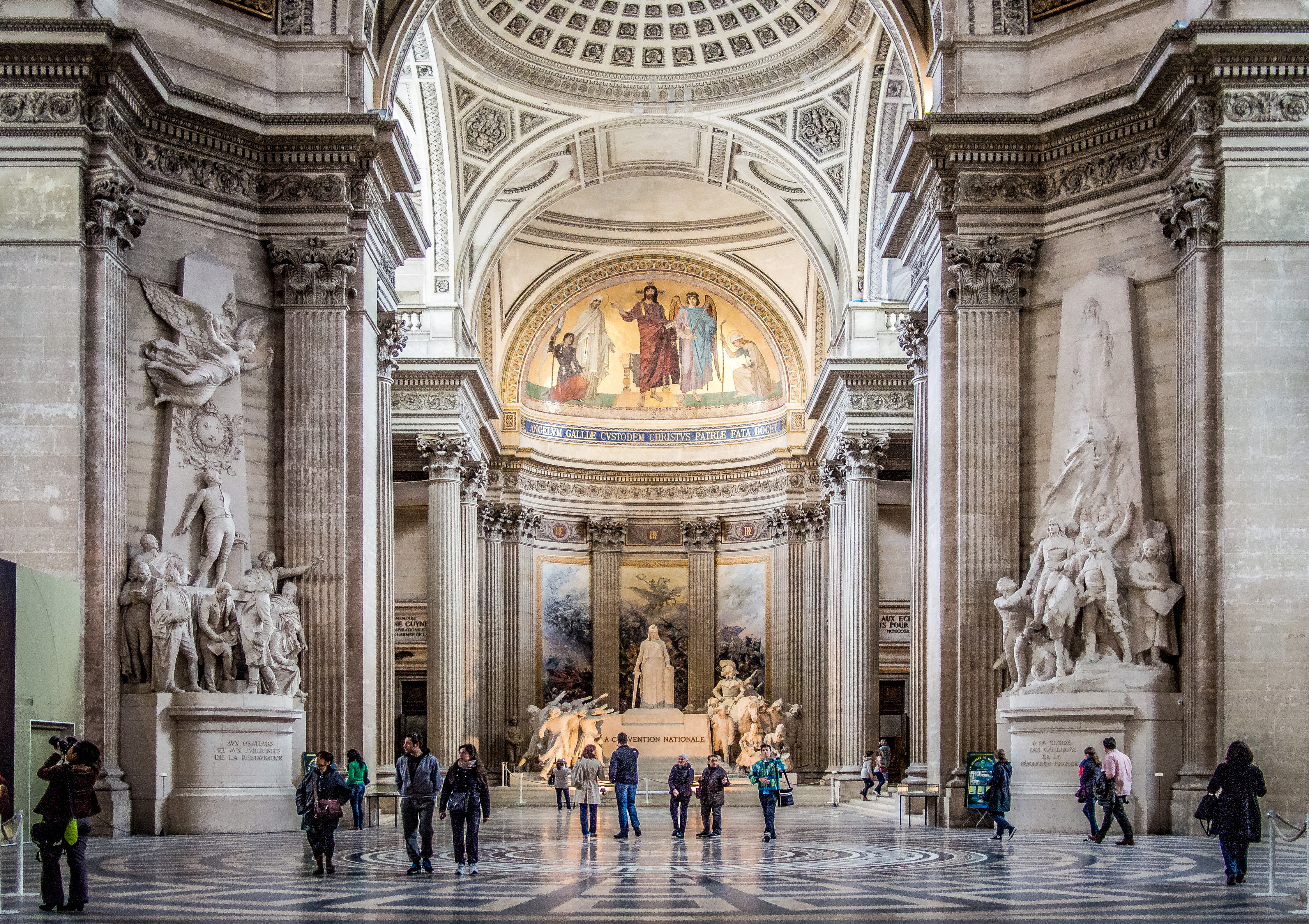
Grandioso interior del Panteón de París (1764-1790), inicialmente, ideado por Jacques-Germain Soufflot como un templo dedicado a Santa Genoveva.

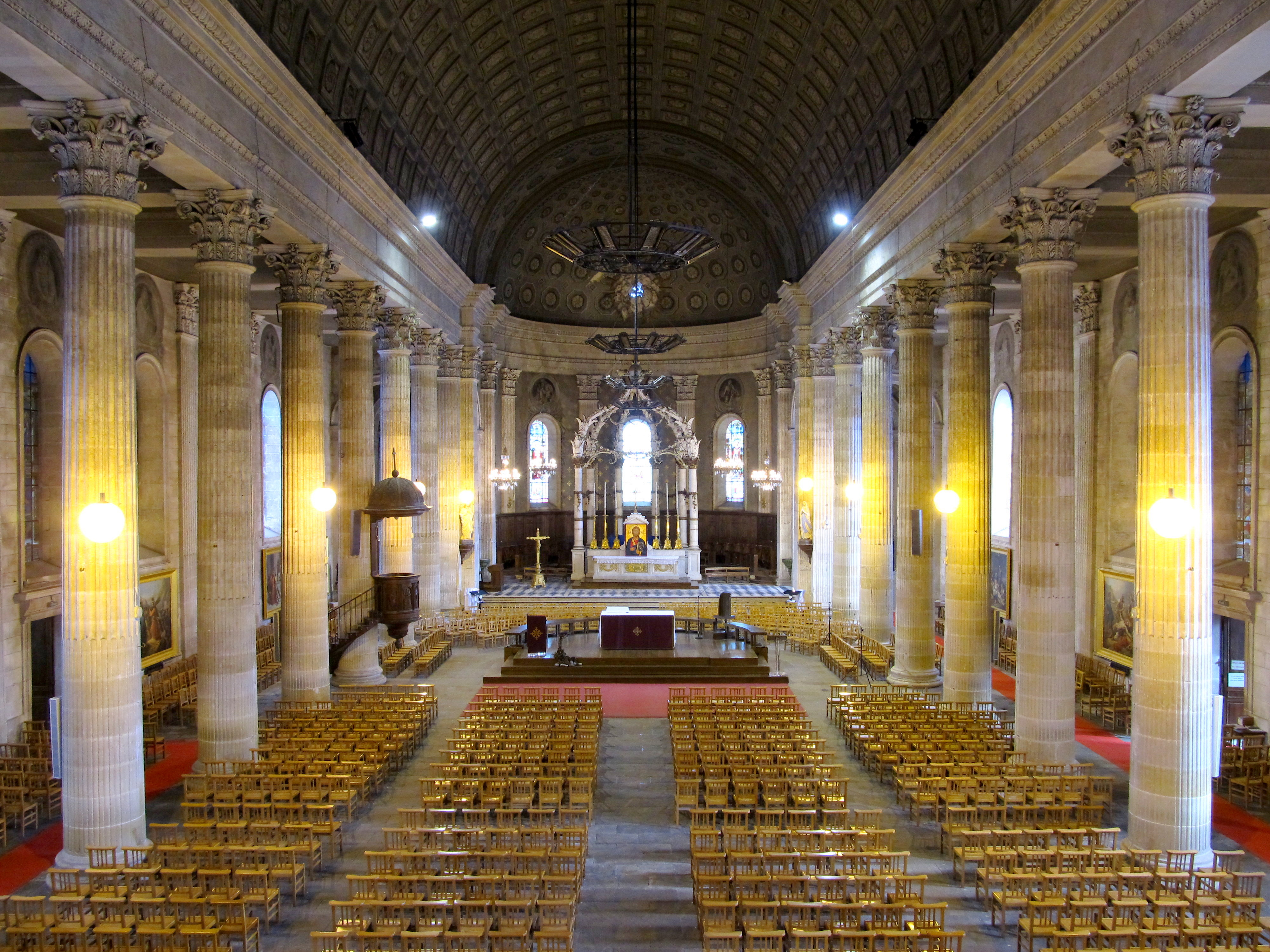
Interior de iglesia de Saint-Louis de La Roche-sur-Yon, Francia

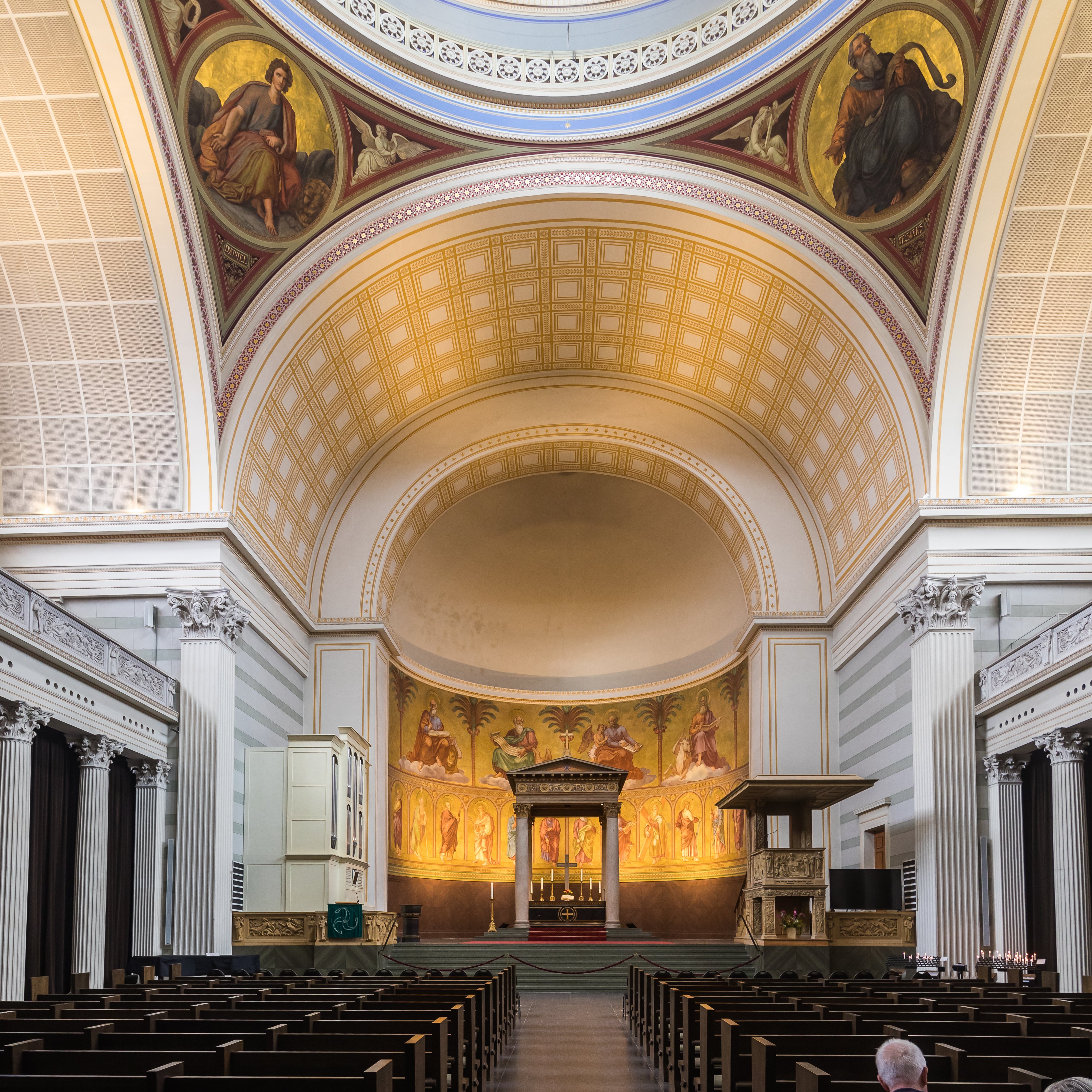
Interior de San Nicolás (1830-1837), Potsdam, obra de Karl Friedrich Schinkel

La proliferación de templos barrocos en los que se había llegado a extremos casi extravagantes en la decoración, como ya había sucedido en ocasiones anteriores, provocó un movimiento de reacción preconizando la vuelta a formas mucho más simples, inspiradas a través del renacimiento en la antigüedad clásica.
Un ejemplo característico de este estilo es la iglesia de la Madeleine de París, cuyo exterior reproduce exactamente el aspecto de un templo griego, aunque su distribución interior se corresponde con la de una iglesia convencional, incluyendo cuatro lucernarios circulares integrados en la cubierta que imitan pequeñas cúpulas, y un ábside detrás del altar, cuya disposición no puede observarse desde el exterior del edificio. Otra iglesia francesa destacable de este periodo es el Panteón de París (inicialmente, ideado como un templo dedicado a Santa Genoveva.
Italia prefirió recrear sus modelos antiguos ya bien avanzado el siglo XVIII y en los comienzos del siglo XIX. El modelo del Panteón de Agripa en Roma se repite en un gran número de templos, como el de la iglesia de la Gran Madre di Dio (1818-1831) en Turín, de Ferdinando Bonsignore y San Francisco de Paula (1816-1846) en Nápoles, que reproducen el pórtico octóstilo y el volumen cilíndrico del Panteón.
Otras iglesias reseñables son la Catedral de Pamplona (España), o la Catedral Metropolitana de Buenos Aires (Argentina).

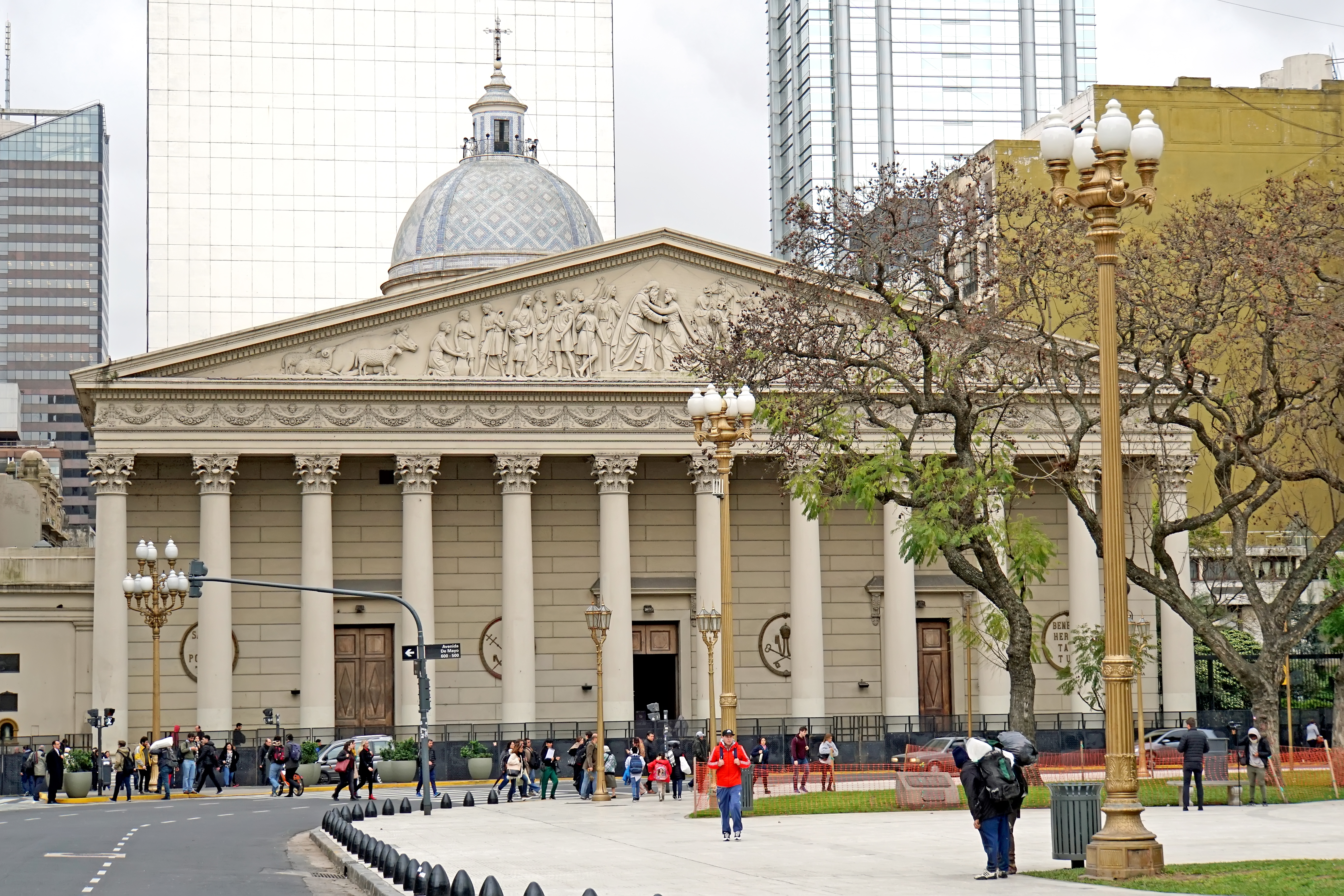
Catedral Metropolitana de Buenos Aires (1752-1852)
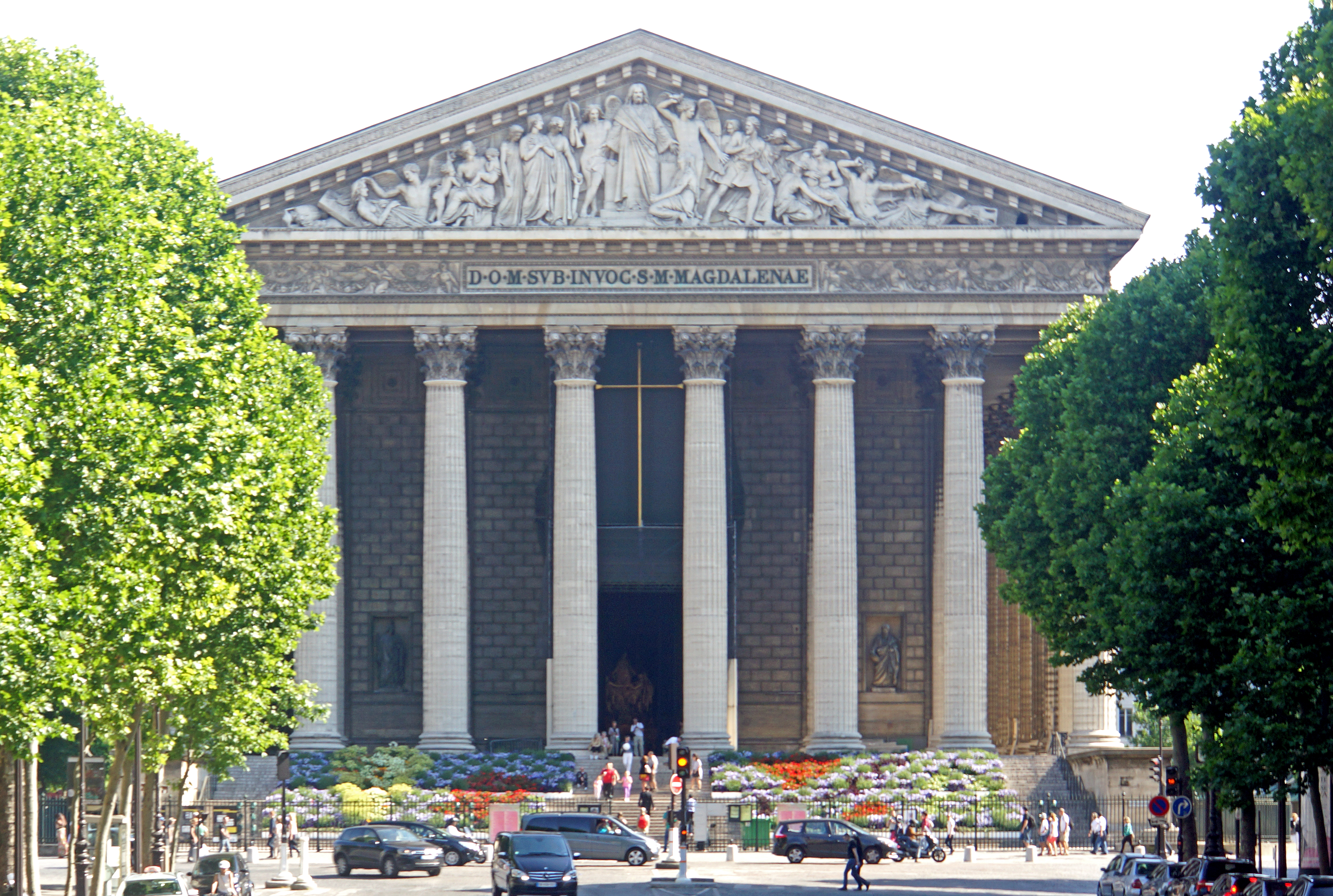
Iglesia de la Madeleine (1763-1842), París (Francia)
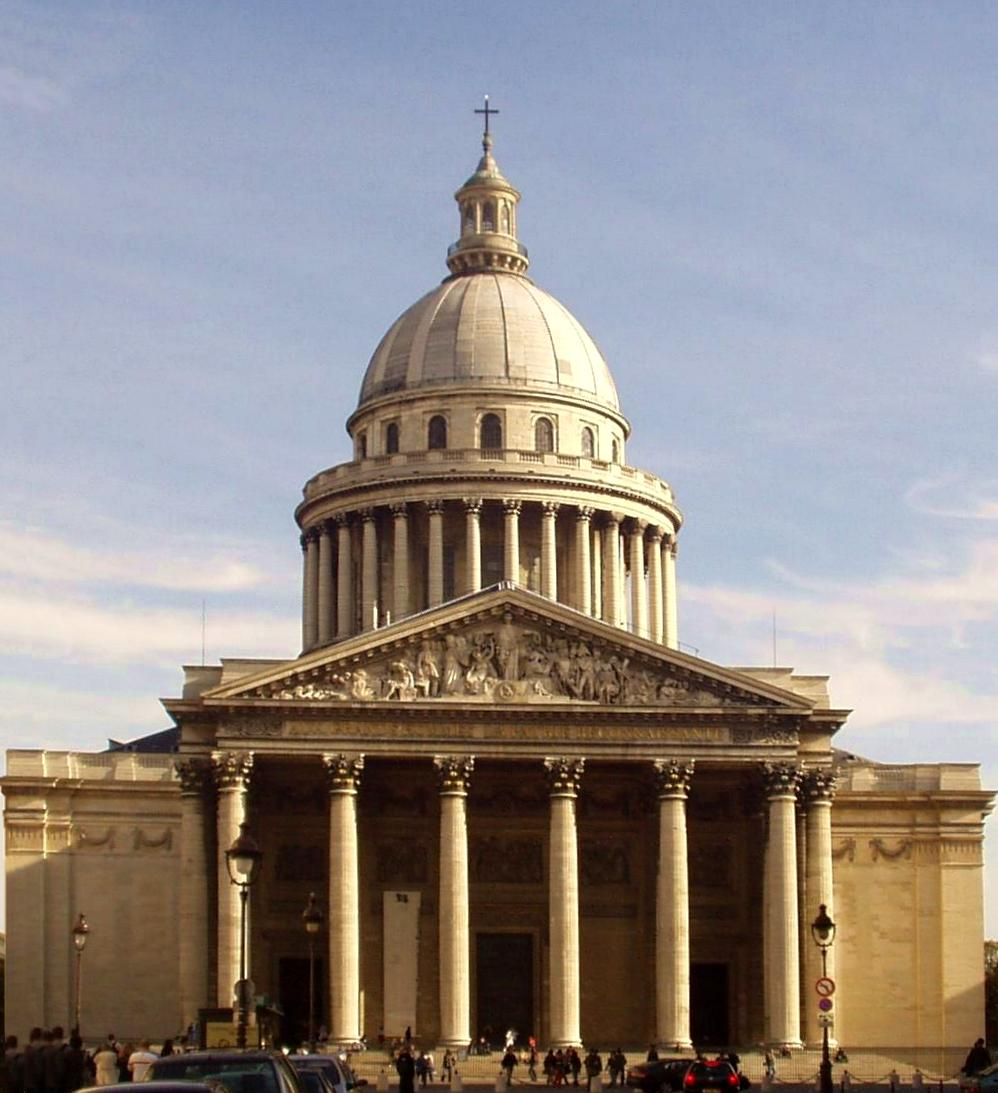
Panteón de París (1764-1790), de Jacques-Germain Soufflot
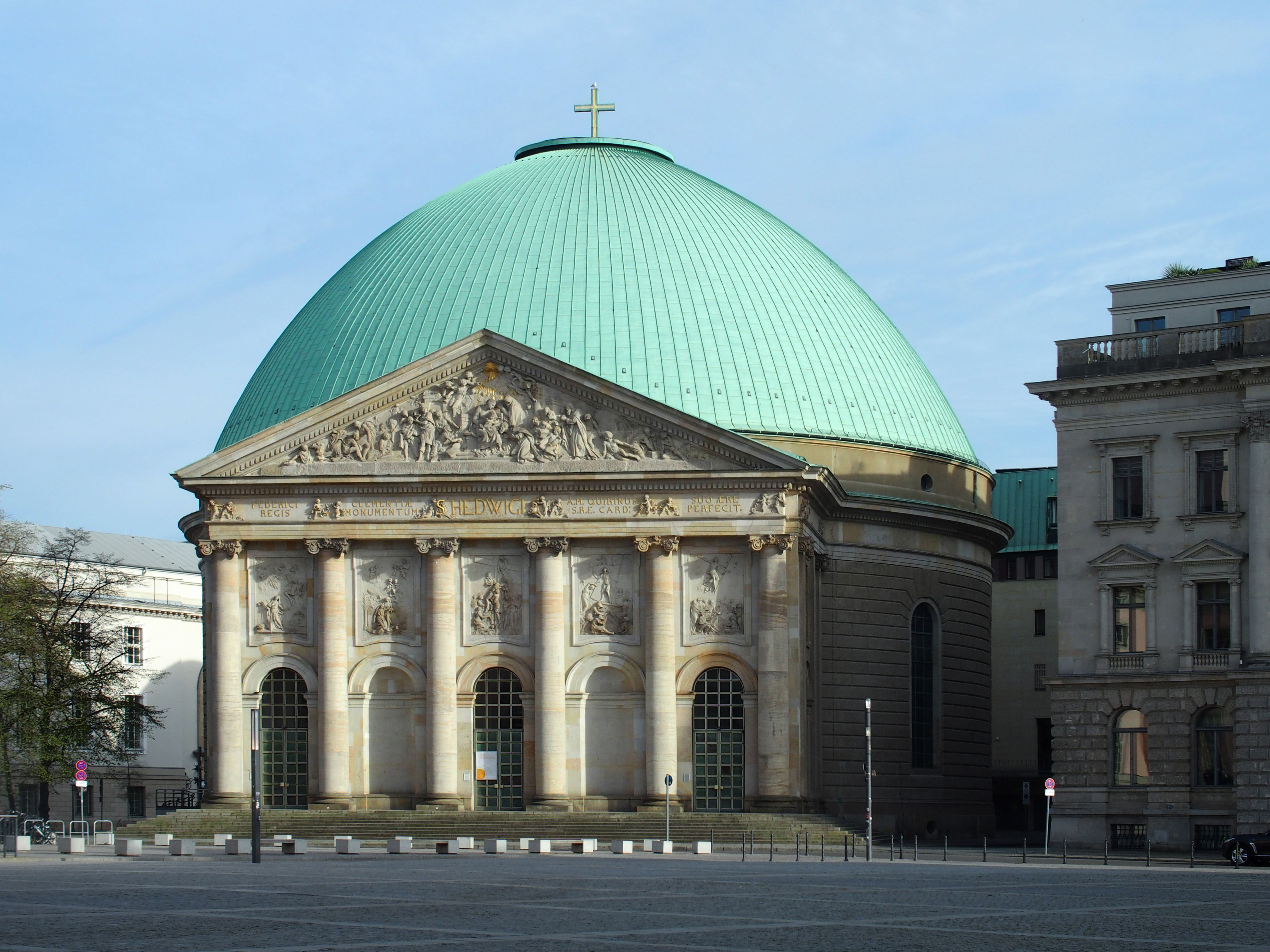
Catedral de Santa Eduvigis (1747-1773;  destruida en la II Guuera Mundial y recoonstruida en 1952-1963), Berlín, obra de Georg Wenzeslaus von Knobelsdorf

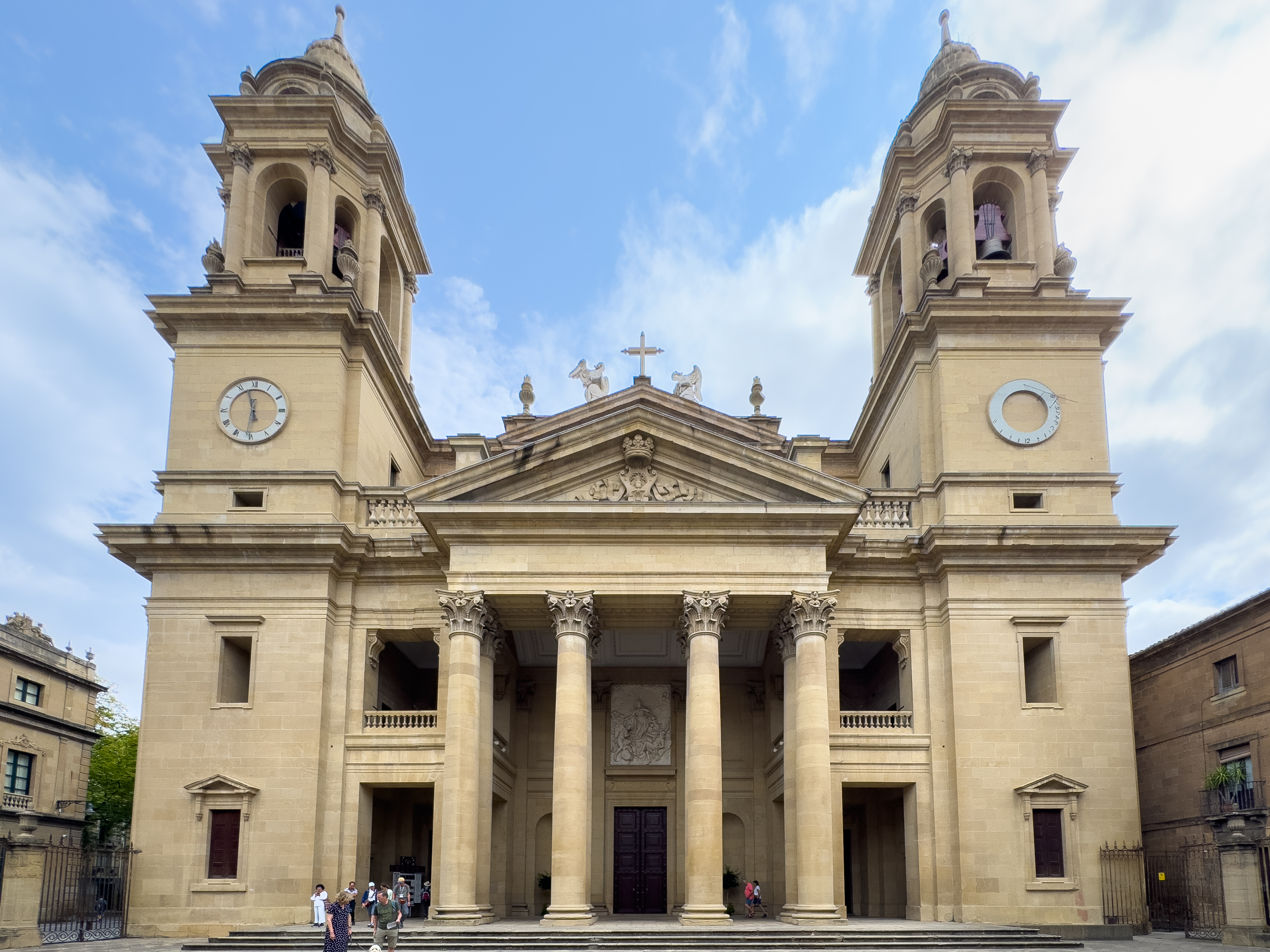
Fachada neoclásica de la catedral de Pamplona (España, 1783-1798), obra de Ventura Rodríguez
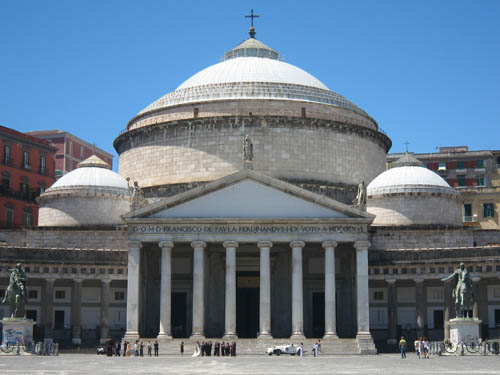
La basílica de San Francisco de Paula (1816-1846) en la piazza del Plebiscito, en Nápoles
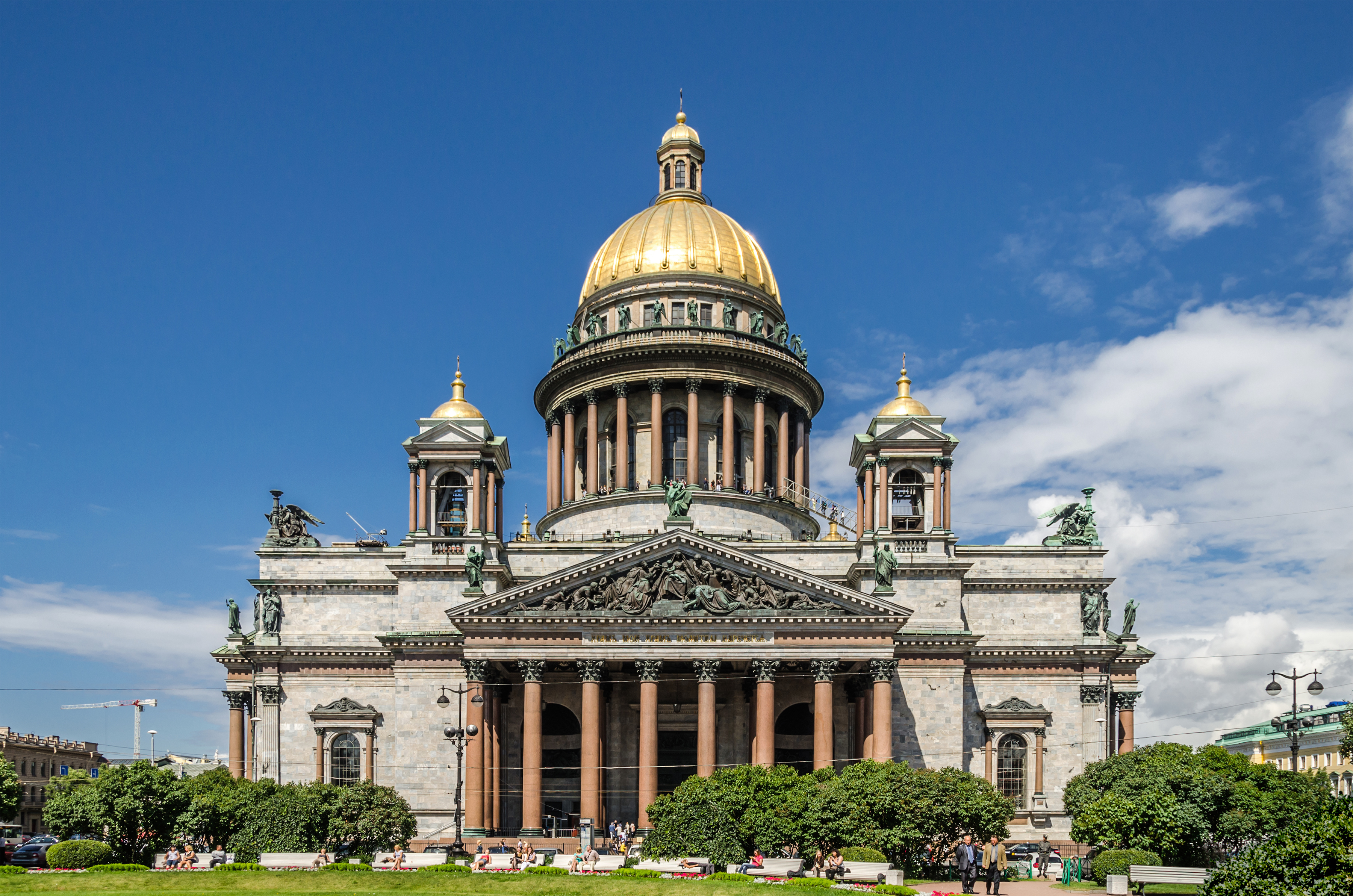
Catedral de San Isaac (1818-1858), obra de August de Montferrand en San Petersburgo
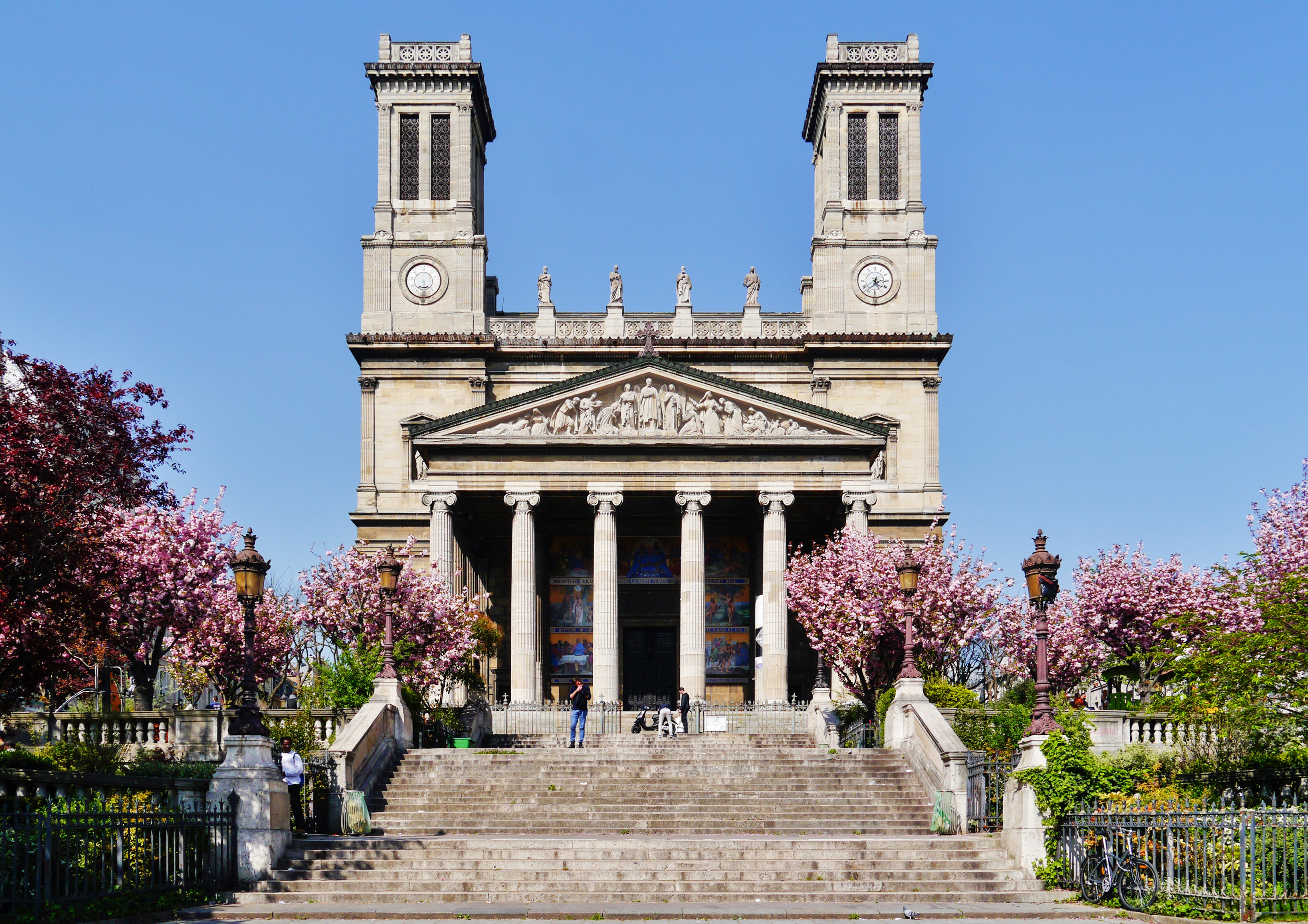
Iglesia de San Vicente de Paúl (1824-1844), París, obra de Jacques Hittorff
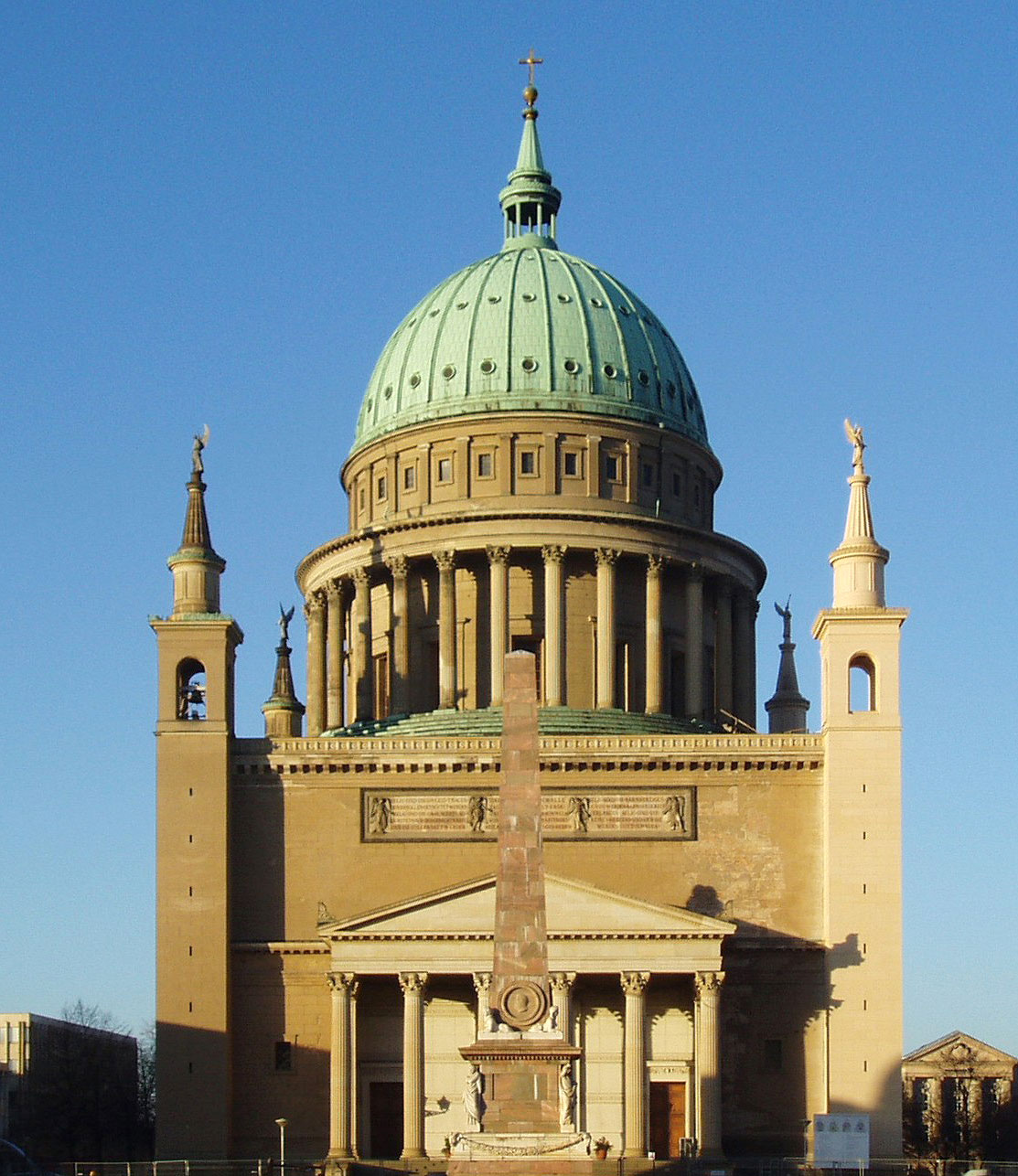
Iglesia de San Nicolás (1830-1837), Potsdam, obra de Karl Friedrich Schinkel

### Arquitectura neogótica

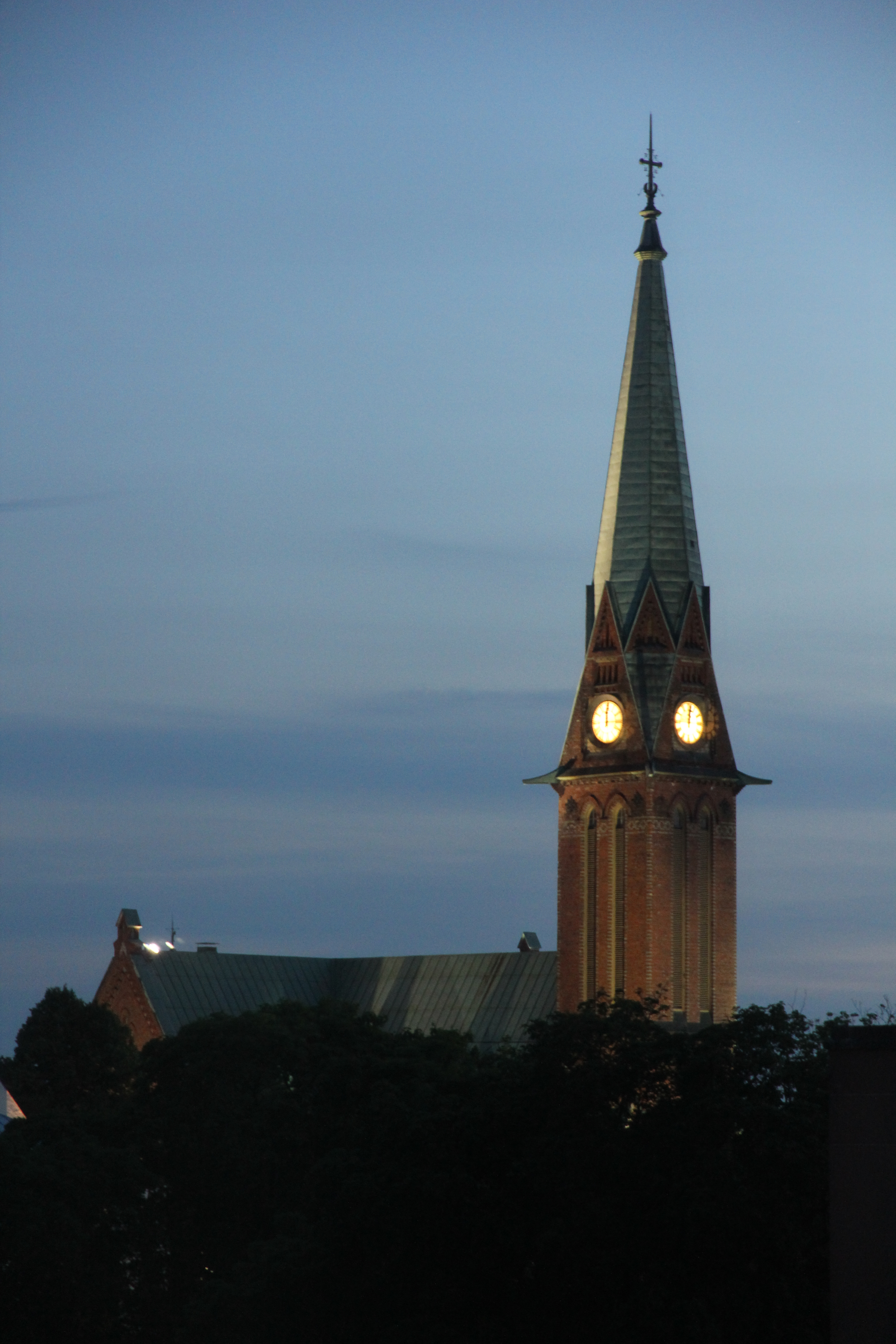
Iglesia de Kotka, Finlandia (1898)

Al final del siglo XIX, se produjo un nuevo cambio de tendencia en la concepción de la arquitectura en general, quizá agotada por el rigor academicista que había supuesto el período neoclásico. El período romántico supuso una revitalización del espíritu historicista, vinculado al origen medieval de los distintos pueblos de Europa. Esta circunstancia supuso una recuperación del estilo gótico tradicional, cuyo auge abarcó buena parte del siglo XIX (convertido en una de las señas de identidad de la época victoriana) y que con distinta intensidad, ha permanecido presente hasta nuestros días.
El estilo neogótico ha abarcado distintas interpretaciones del estilo gótico original, desde copias literalmente inspiradas en iglesias existentes (incorporando sistemáticamente elementos como arbotantes, pináculos o gárgolas), hasta interpretaciones más o menos libres que se limitan al empleo de arcos ojivales y a prescindir de pesados muros de carga.   
Además de iglesias de nueva planta, como la iglesia de San Pedro y San Pablo (Oostende) (Bélgica), la Basílica de Santa Clotilde de París, la Catedral de Liverpool o la Catedral de San Patricio de Nueva York, la recuperación del estilo gótico permitió concluir con técnicas modernas iglesias emblemáticas que llevaban siglos construyéndose, como la Catedral de Colonia o la Catedral de Milán.
Otro ejemplo neogótico notable es el Templo de Salt Lake City (1888), iglesia principal de la iglesia de Jesucristo de los Santos de los Últimos Días en Utah (Estados Unidos).
Desde el punto de vista litúrgico, las iglesias neogóticas recuperaron la mayoría de los espacios accesorios que habían sido eliminados de la concepción barroca de los templos.
El mismo espíritu que impulsó la recuperación del estilo gótico, supuso la reaparición de distintos estilos arquitectónicos locales, como los estilos neomudéjar (con el que se acometió la restauración de la iglesia de San Pedro (Teruel)) y neoherreriano en España; o el estilo neotudor en el Reino Unido.

### Arquitectura modernista

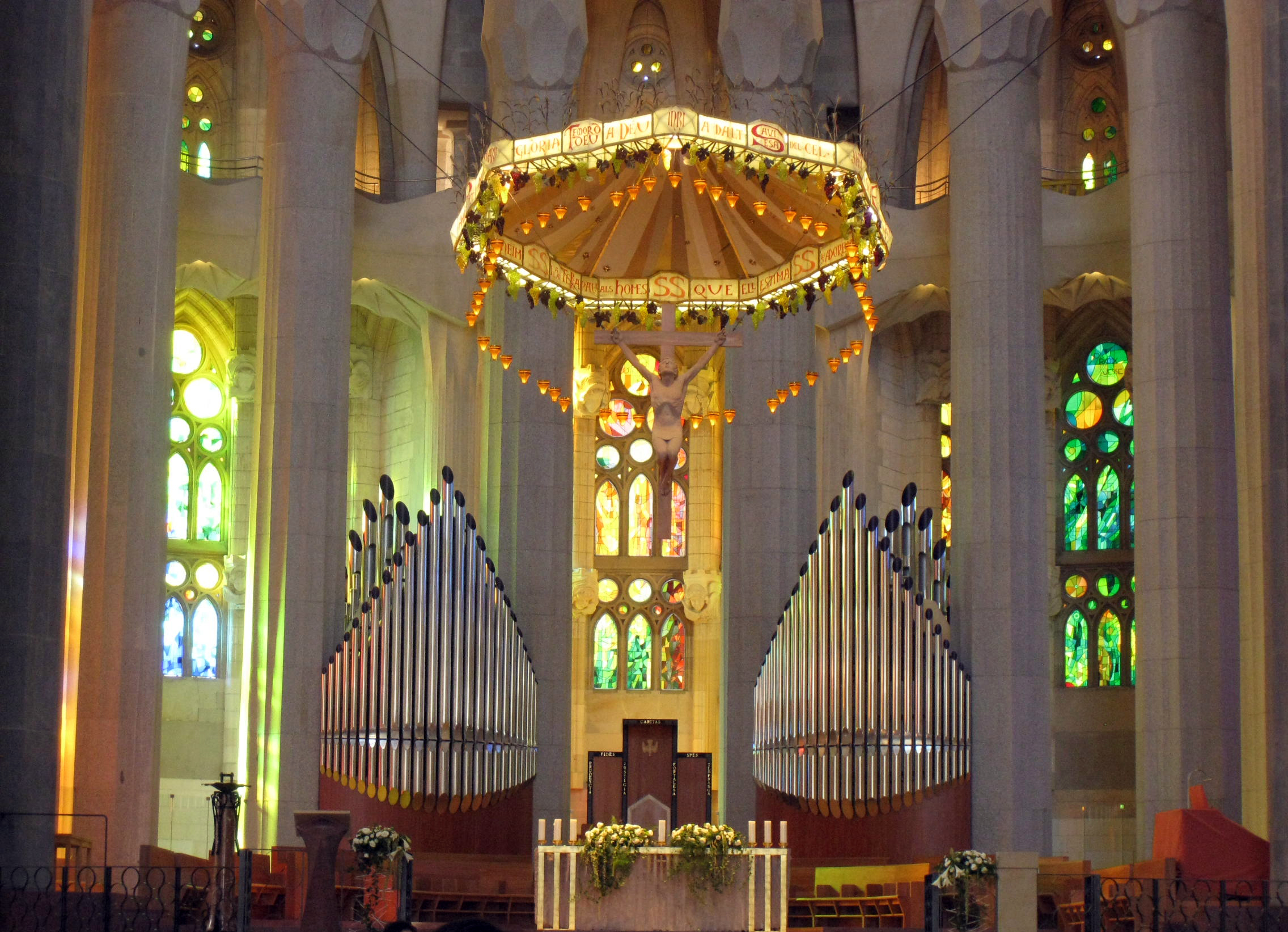
Baldaquino suspendido sobre el altar del Templo de la Sagrada Familia de Barcelona

El enfoque de la arquitectura modernista implicaba una total ruptura con las formas del pasado (tanto del academicismo neoclásico, como de las concepciones de la perspectiva planteadas en el renacimiento y en el barroco). El nuevo movimiento se tradujo en una gama de formas directamente inspiradas en la naturaleza, que se alejaban de conceptos rígidamente geométricos, como la simetría especular o determinadas relaciones de escala, y en la que las formas redondeadas y suaves pasaban a adquirir un nuevo protagonismo, impulsadas por el dominio recientemente adquirido de nuevos materiales de construcción, como el acero o el hormigón armado.
Sin embargo, esta nueva forma arquitectónica no tuvo una gran influencia en los nuevos templos cristianos, todavía anclados en modelos del pasado (como el barroco o el neoclásico) o en revisiones actualizadas de otros estilos pretéritos (especialmente, bajo el influjo del estilo neogótico). El estilo modernista, cuyas primeras realizaciones vieron la luz en Bélgica gracias al arquitecto Victor Horta, quizás era demasiado rupturista para los convencionales gustos de la jerarquía eclesiástica del momento, y dejó pocas muestras, pero muy relevantes, de su influencia en la arquitectura religiosa. Sería el arquitecto español Antoni Gaudí, que ya había realizado algunos encargos de edificios religiosos como el Palacio Episcopal de Astorga (de clara inspiración neogótica), quien consiguió imprimir su inconfundible sello personal al Templo Expiatorio de la Sagrada Familia de Barcelona, cuyo lenguaje expresivo ya había experimentado a menor escala en la Cripta de la Colonia Güell.
Desde el punto de vista litúrgico, Gaudí retomó el modelo de la Basílica de San Pedro de Roma, situando el altar bajo un baldaquino.

### Arquitectura moderna

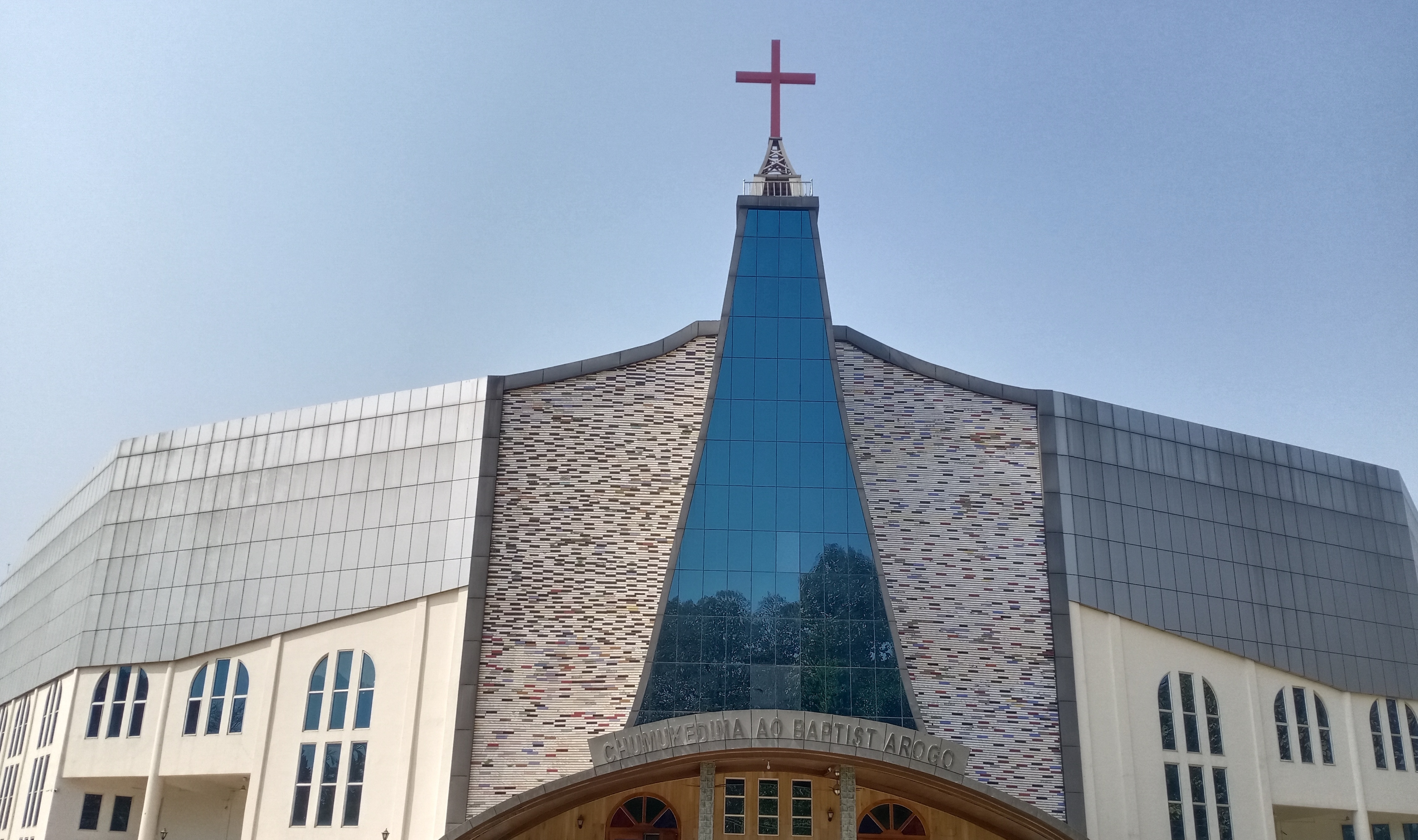
Edificio de la Iglesia Bautista Chumukedima Aaya, Kohima, afiliada al Concilio de la Iglesia Bautista de Nagaland (India).

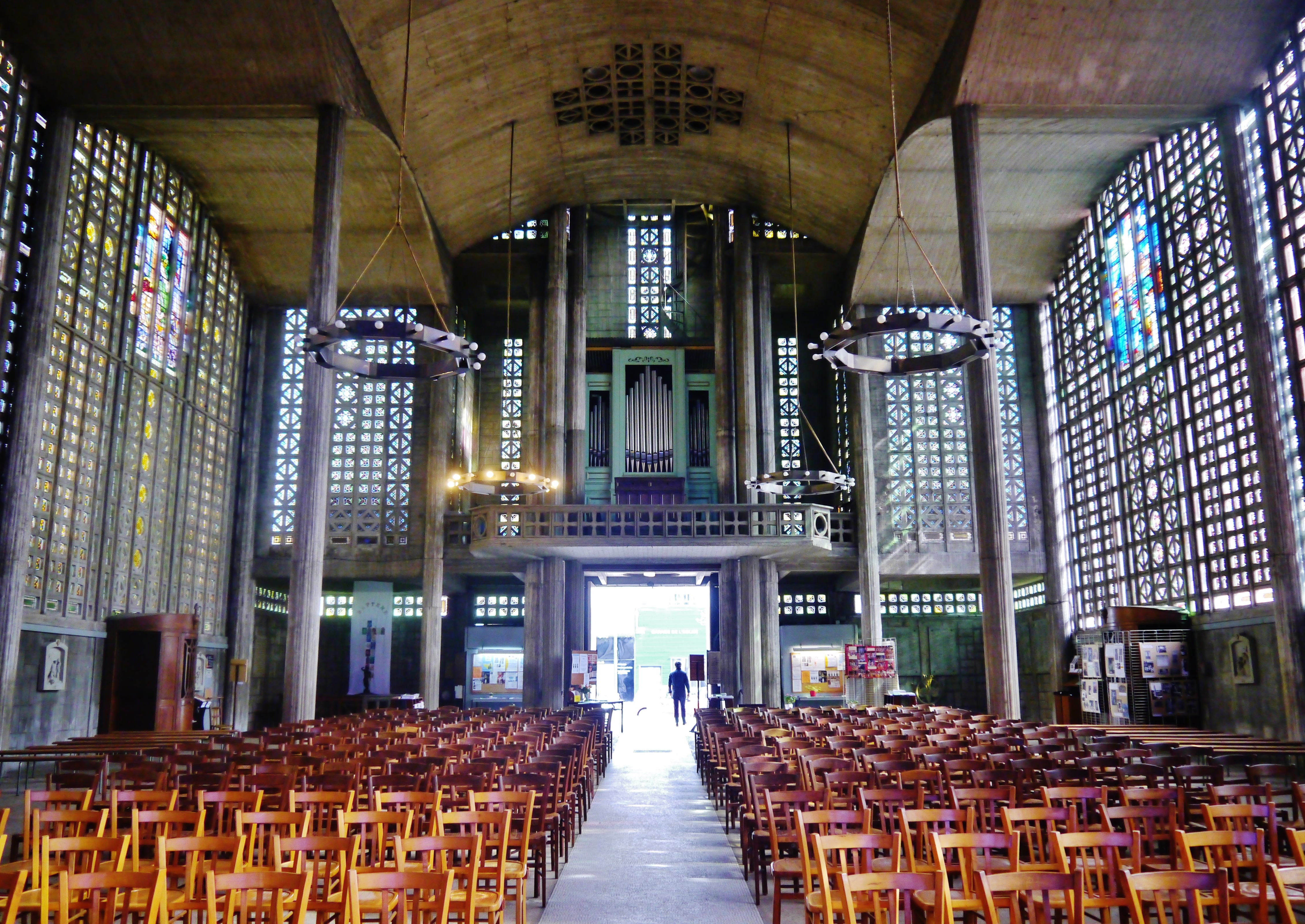
Interior de la iglesia de Nuestra Señora (Le Raincy) (Francia), obra de Auguste Perret (1923)

La idea de que la adoración era un rito colectivo y que la congregación no debería ser excluida de la visión o de participar en el mismo no se deriva del movimiento litúrgico. Los planos simples de una sola estancia son casi la esencia de la modernidad en la arquitectura. En Francia y en Alemania, entre la Primera y la Segunda Guerra Mundial, tuvieron lugar algunos de los principales desarrollos. La iglesia de Le Raincy cerca de París, obra de Auguste Perret se cita como el punto de partida del proceso, no solo por su disposición sino también por el material utilizado, el hormigón armado. Más importante para el desarrollo del proceso fue Schloss Rothenfels-am-Main en Alemania, remodelada en 1928. Rudolf Schwartz, su arquitecto, tuvo una gran influencia en la construcción de iglesias posteriores, no solo en el continente europeo sino también en los Estados Unidos. Schloss Rothenfels era un gran espacio rectangular, con paredes blancas sólidas, ventanas profundas y un pavimento de piedra. No tenía decoración. El único mobiliario consistía en un centenar de taburetes movibles con forma de cubos negros. Para el culto, se instaló un altar y los fieles lo rodeaban por tres de sus lados.
Corpus Christi en Aquisgrán fue la primera iglesia parroquial de Schwartz y se adhiere a los mismos principios, que recuerdan mucho al movimiento artístico de la Escuela de la Bauhaus. Externamente es un cubo plano; el interior tiene paredes blancas y ventanas incoloras. Es un langbau, es decir, un rectángulo estrecho al final del cual se encuentra el altar. Debía ser, dijo Schwartz, una iglesia no 'cristocéntrica' sino 'teocéntrica'. Había bancos sencillos frente al altar, que por detrás tenía una gran pared simplemente pintada de blanco, que simbolizaba la región del Padre invisible. La influencia de esta simplicidad se extendió a Suiza con arquitectos como Fritz Metzger y Dominikus Böhm.

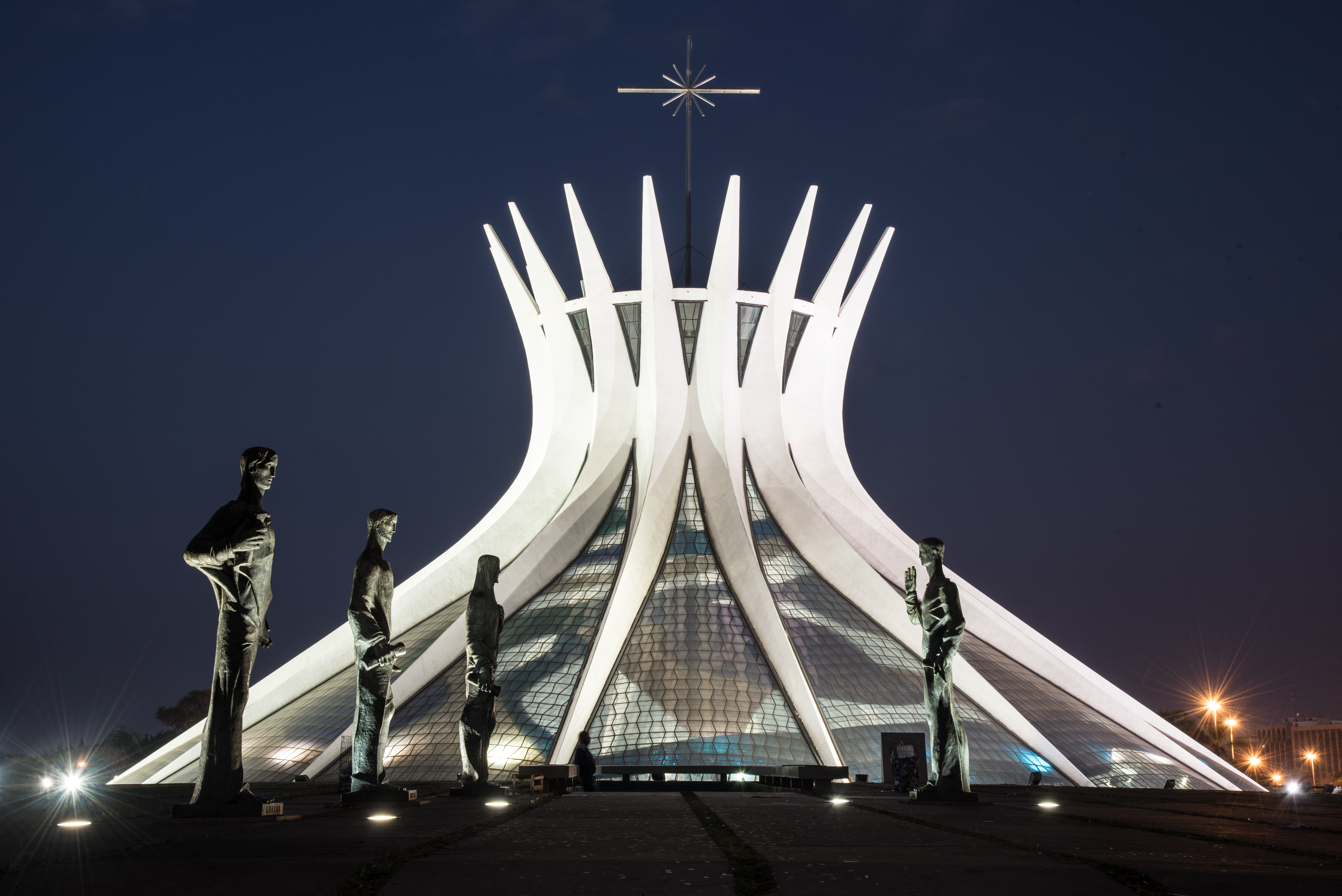
Catedral de Brasilia (Brasil), Oscar Niemeyer (1958-1970)

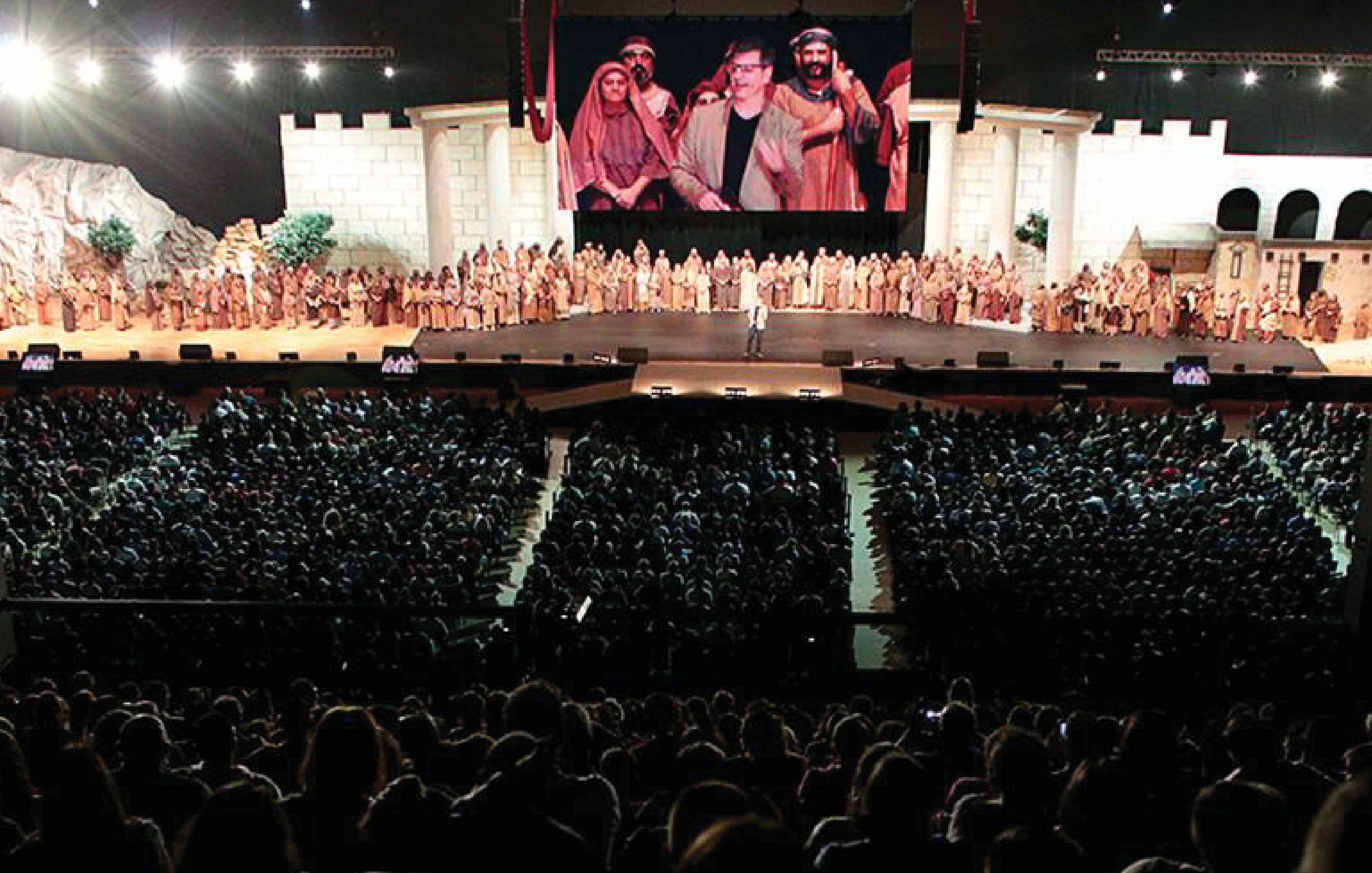
Interior de la Iglesia de la ciudad en São José dos Campos, afiliada a la Convención Batista Brasileña, 2013.

Después de la Segunda Guerra Mundial, Metzger continuó desarrollando sus ideas, especialmente con la iglesia de San Francisco en Basilea-Richen. Otro edificio notable es la Capilla Notre Dame du Haut en Ronchamp, diseñada por Le Corbusier (1954). Se pueden encontrar principios similares de simplicidad y continuidad de estilo en los Estados Unidos, en particular en la iglesia de la abadía católica de San Procopio, en Lisle, cerca de Chicago (1971).
Un principio teológico que resultó en un cambio fue el decreto Sacrosanctum Concilium del Concilio Vaticano II, emitido en diciembre de 1963. Este alentó la 'participación activa' (en latín: actuosa participatio) de los fieles en la celebración de la liturgia y requirió que las nuevas iglesias se debían construir con estos criterios. Posteriormente, las rúbricas e instrucciones alentaron el uso de un altar independiente que permitiera al sacerdote oficiar de cara a los feligreses, y no de espaldas como hasta entonces. El efecto de estos cambios se puede ver en iglesias como las catedrales católicas Metropolitanas de Liverpool y de Brasilia, ambos edificios circulares y con un altar independiente.
Diferentes principios y presiones prácticas produjeron otros cambios. Las iglesias parroquiales se construyeron inevitablemente de manera más modesta. A menudo, la escasez de fondos, así como la teología del 'mercado' sugirieron la construcción de iglesias de usos múltiples, en las que los eventos seculares y sagrados podrían tener lugar en el mismo espacio en diferentes momentos. Una vez más, el énfasis en la unidad de la acción litúrgica fue contrarrestado por un retorno a la idea de movimiento. Tres espacios, uno para el bautismo, uno para la liturgia de la palabra y otro para la celebración de la Eucaristía con una congregación de pie alrededor de un altar, fueron promovidos por Richard Giles en Inglaterra y Estados Unidos. La congregación debía desplazarse de un lugar a otro. Tales configuraciones eran menos apropiadas para congregaciones grandes que para las pequeñas. Así, en el primer caso, la disposición en un proscenio en forma de arco con enormes anfiteatros.

### Posmodernismo

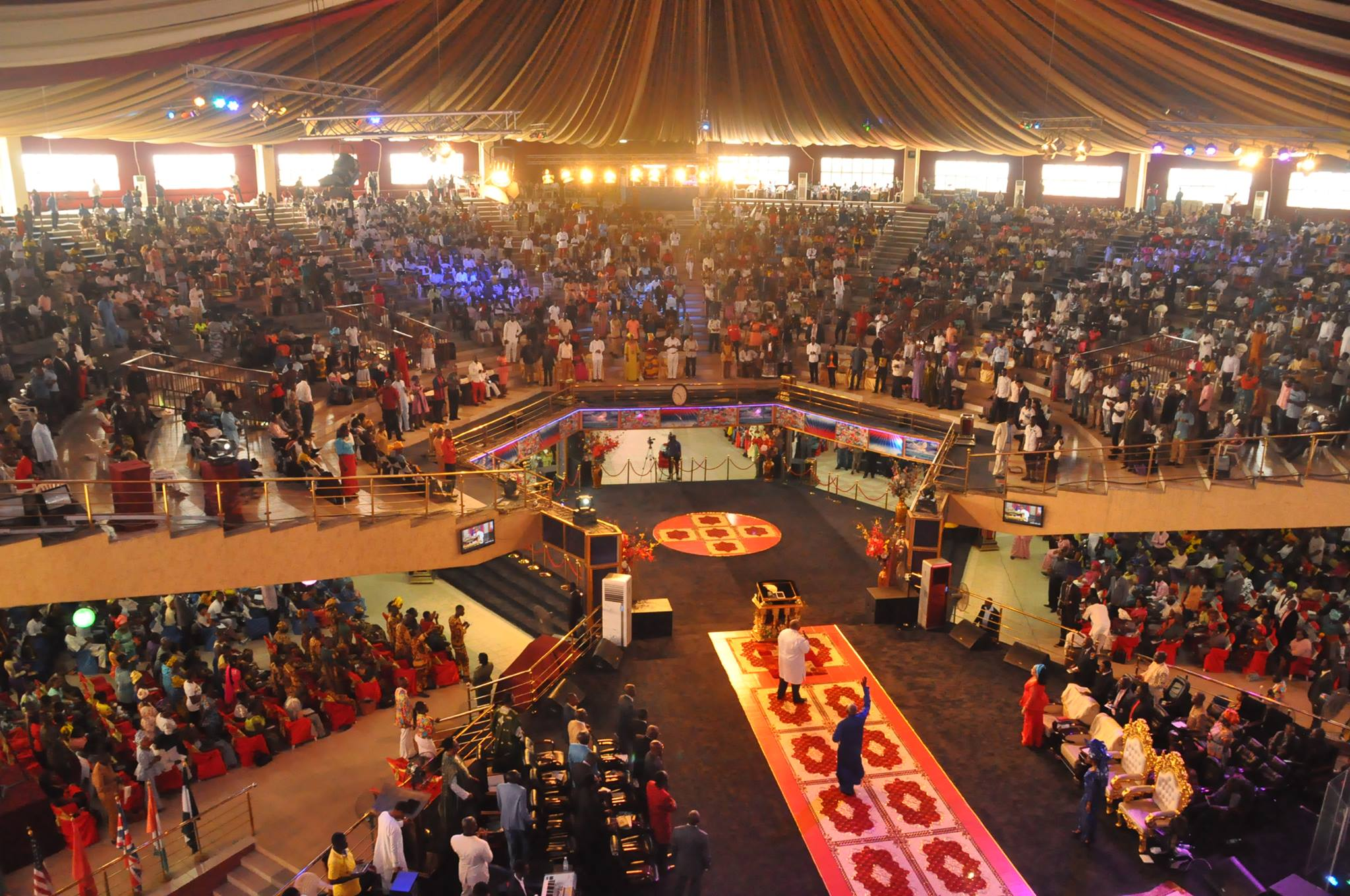
Iglesia Bíblica Palabra de Vida, Warri, Delta, Nigeria.

Al igual que con otros movimientos posmodernos, el movimiento postmoderno en arquitectura se formó en reacción a los ideales del modernismo y como respuesta a la percepción de insipidez, hostilidad y utopía del movimiento moderno. Aunque raros en los diseños de la arquitectura de iglesias, existen casos que destacan por recuperar y renovar los estilos históricos y la "memoria cultural" de la arquitectura cristiana. Entre los arquitectos notables de esta tendencia figuran Steven Schloeder, Duncan Stroik y Thomas Gordon Smith.
El estilo funcional y las formas y espacios formalizados del movimiento modernista son reemplazados por una estética sin disculpas: los estilos chocan, la forma se adopta por sí misma y abundan las nuevas formas de ver los estilos y el espacio familiares. Quizás lo más obvio es que los arquitectos redescubrieron el valor expresivo y simbólico de los elementos y formas arquitectónicos que habían evolucionado en siglos de evolución, a menudo manteniendo el significado en la literatura, la poesía y el arte, pero que habían sido abandonados por el movimiento moderno. Por ejemplo, los edificios de las iglesias de Nigeria en el siglo XX evolucionaron desde su aspecto antiguo de monumento extranjero, hasta el diseño contemporáneo que hace parecer los templos a fábricas.

### Realizaciones eclécticas posteriores

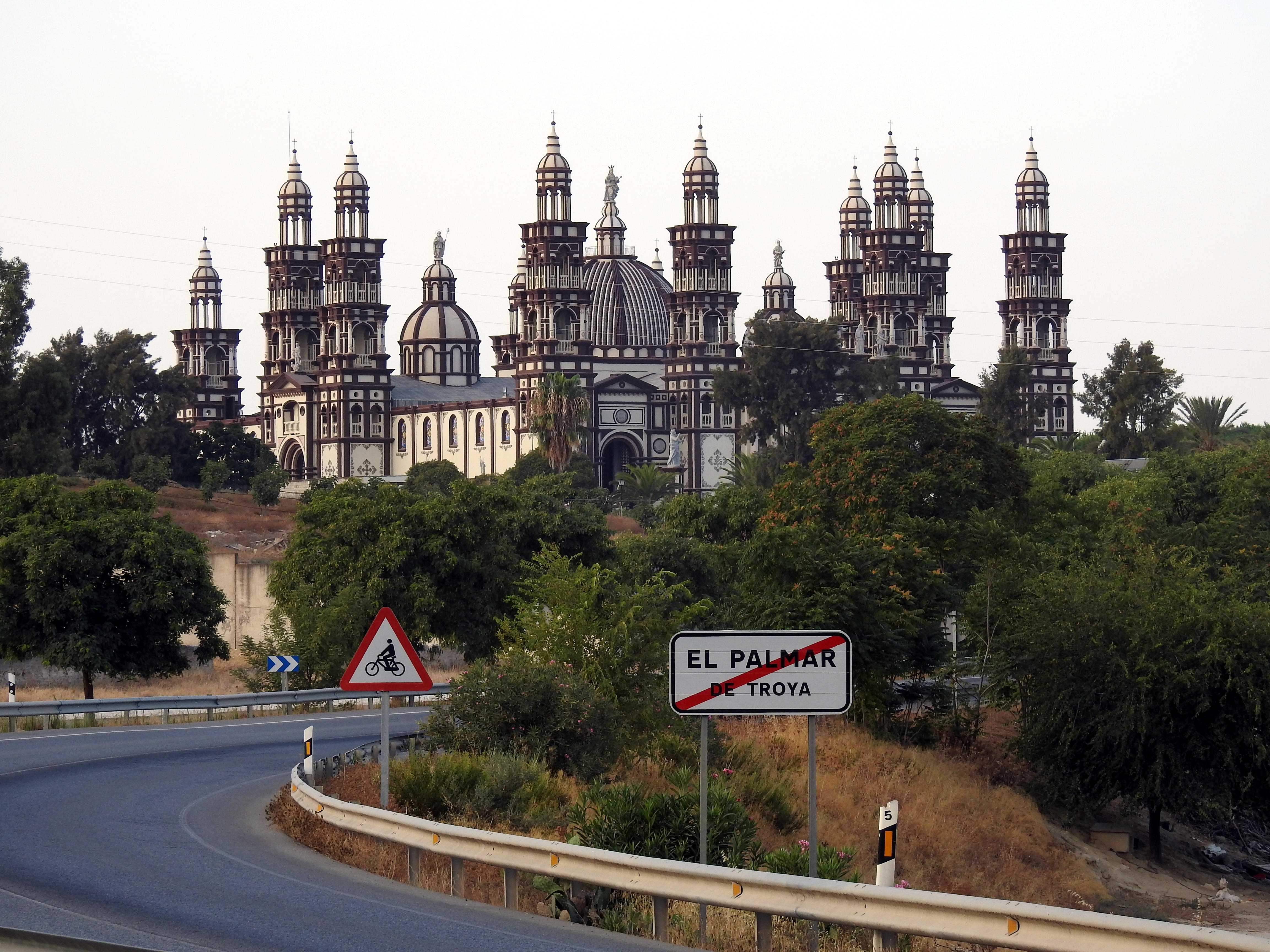
Catedral del Palmar de Troya (1982-2014)

A partir de la segunda mitad del siglo XX, coincidiendo con un nuevo aire de apertura en la Iglesia católica suscitado por el Concilio Vaticano II, se confirmó una tendencia que de forma latente ya estaba afectando a la arquitectura de las iglesias (especialmente, las católicas) desde la irrupción de los movimientos moderno y posmoderno, y que se manifestó en una notable dispersión estilística de las nuevas iglesias. Los templos construidos desde entonces se han adscrito a tendencias más o menos vanguardistas, vinculadas a la particular personalidad de cada arquitecto o equipo de arquitectos, en una búsqueda de la utilidad, la comodidad y la estética de la construcción, y capaz a su vez de remarcar el carácter religioso de los edificios.
No todos los nuevos templos han logrado satisfacer estos requisitos, evocando conceptos de edificios que poco tienen que ver con el concepto tradicional de una iglesia. En cualquier caso, bajo una apariencia externa "vanguardista" (carente en muchos casos de referentes estilísticos y condicionada por una búsqueda de la originalidad a toda costa), parece haberse consolidado el aspecto funcional del interior de los nuevos templos, en los que salvo en raras ocasiones, se ha dado protagonismo a espacios diáfanos bañados por la luz natural (utilizando vitrales o bloques de vidrio); se disponen elementos decorativos sencillos valiéndose de la textura superficial de los materiales (especialmente del ladrillo visto, del hormigón coloreado, de la madera o de celosías metálicas); y la decoración figurativa y escultórica ha quedado reducida a la mínima expresión.
Esta tendencia se ha hecho casi universal en los nuevos templos parroquiales construidos a partir de 1950 aproximadamente. Sin embargo, existen algunos casos de grandes templos de finales del siglo XX en los que la dispersión de sus estilos es una seña de identidad, pudiendo registrarse en el mismo período la construcción de templos ligados a tradiciones arquitectónicas radicalmente distintas, como la Basílica de Nuestra Señora de la Paz de Yamusukro (Costa de Marfil), que imita sin complejos la arquitectura de la Basílica de San Pedro de Roma; la Catedral del Palmar de Troya (1982-2014) que evoca el estilo barroco-neoclásico del Pilar de Zaragoza; o la Catedral de Nuestra Señora de los Ángeles (California), proyectada por el arquitecto español Rafael Moneo (2002), cuyo personal estilo entronca de alguna manera con los diseñadores racionalistas de la primera mitad del siglo XX.
Hoy por hoy, la progresiva independencia de las distintas iglesias locales y el interés de los arquitectos en dotar a los edificios que construyen de su propio sello personal, hacen que la arquitectura de las iglesias se mueva en un magma de tendencias dispersas, únicamente vinculadas por los requisitos que la función pastoral impone al interior de los edificios; y muy lejos de las casi monolíticas tendencias estilísticas que se abrazaron durante siglos en el diseño y la construcción de iglesias.

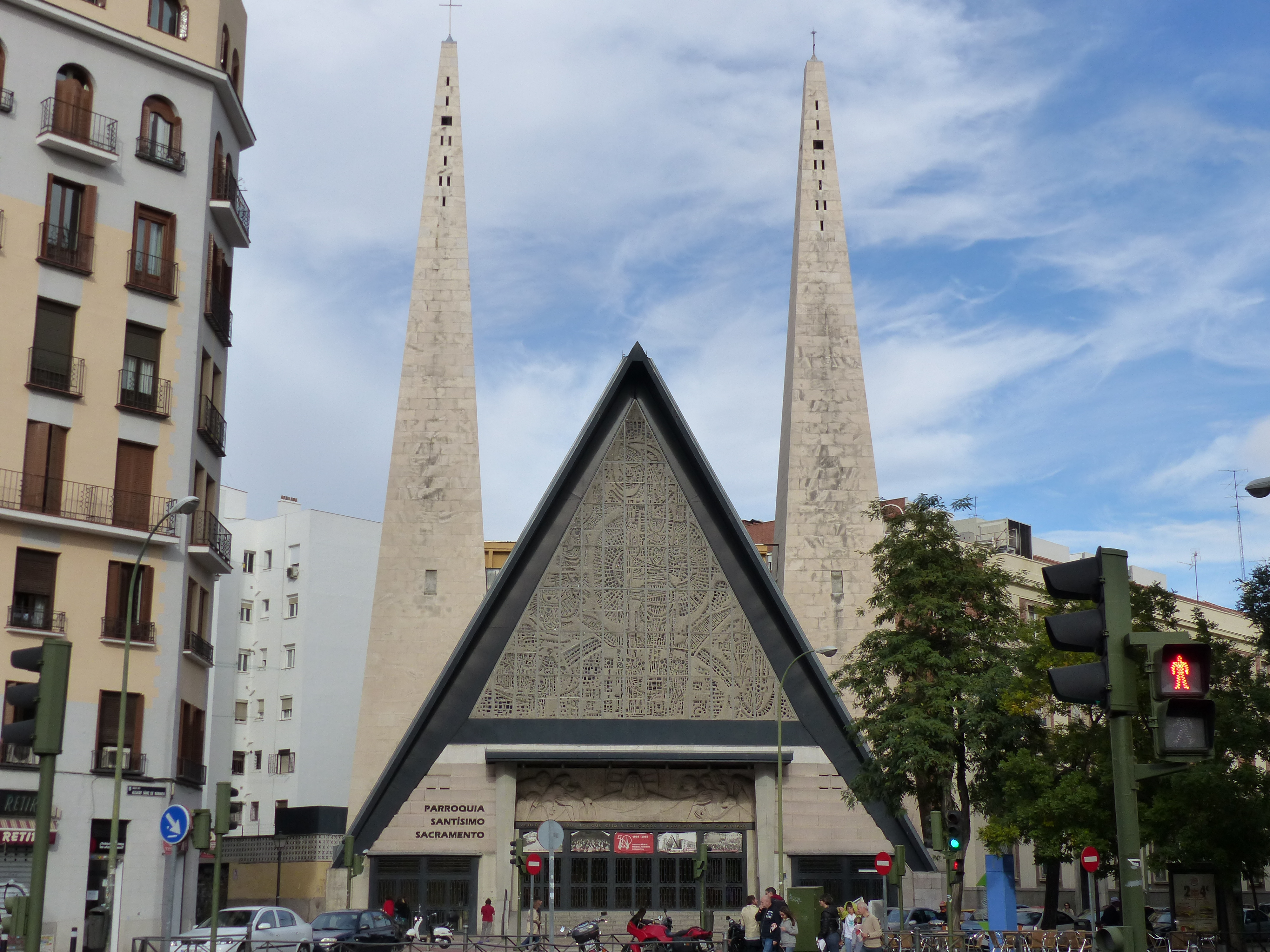
Iglesia del Santísimo Sacramento (Madrid), 1970)
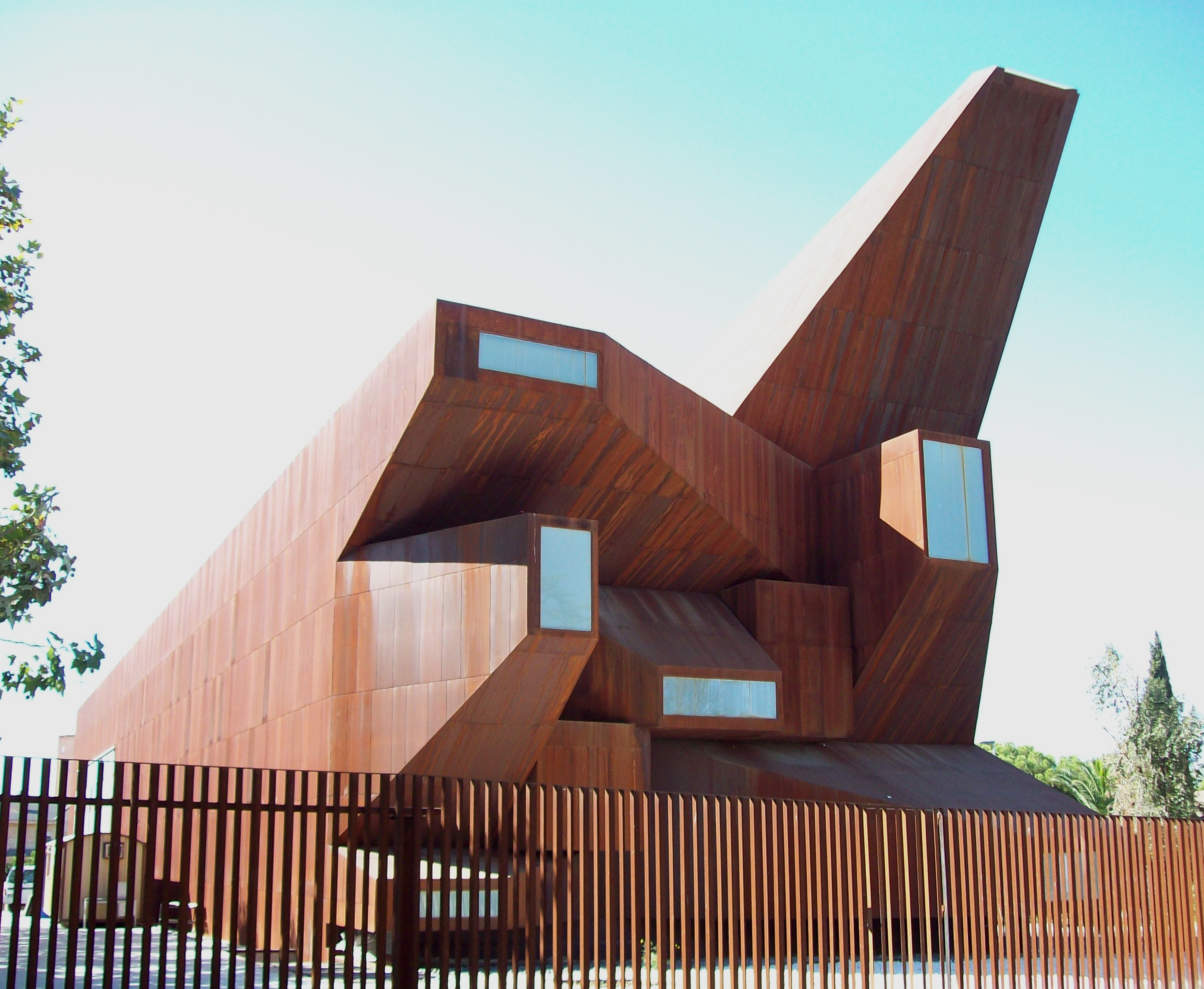
Parroquia de Santa Mónica (Rivas Vaciamadrid) (España)
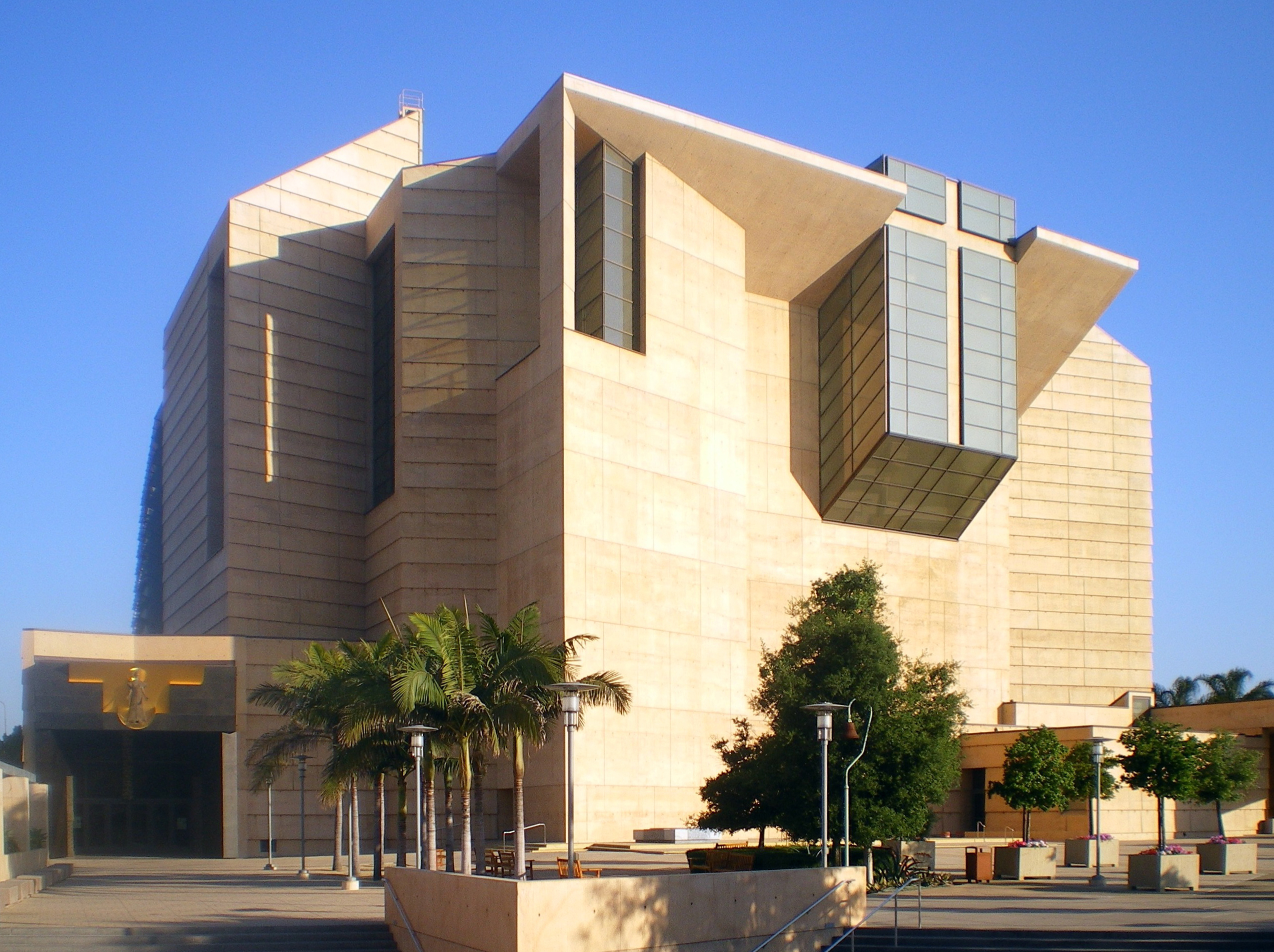
Catedral de Nuestra Señora de los Ángeles (California), proyectada por Rafael Moneo (2002)

## Algunos estilos arquitectónicos locales

### Reinos cristianos e influencia árabe en España: iglesias visigóticas, mozárabes y mudéjares
| Ermita mozárabe de San Baudelio de Berlanga             | Frescos en la ermita de San Baudelio de Berlanga |
| Sala de la columna y frescos (San Baudelio de Berlanga) |                                                  |

La particular situación de constante cambio de fronteras entre los reinos cristianos y el Califato Andalusí que se vivió a lo largo de siete siglos de reconquista en la península ibérica, generó que la arquitectura de las iglesias existentes a un lado y a otro de la frontera se viera influida de distintas formas por la cultura islámica.
Con anterioridad a la invasión árabe, los distintos pueblos procedentes del centro de Europa que se asentaron en la antigua Hispania, desarrollaron un particular estilo denominado arquitectura visigoda, del que se conserva un reducido conjunto de pequeñas iglesias caracterizadas por el empleo del arco de herradura (un detalle de procedencia oriental que acabarían asimilando los árabes en España), de muros de carga masivos, ventanas muy pequeñas, y en muchos casos, por reutilizar columnas, capiteles y otros elementos constructivos procedentes de antiguas construcciones romanas. Ejemplos reseñables  son la iglesia de San Juan de Baños, la de San Pedro de la Nave, o el conjunto de San Pedro de Tarrasa.
Otro estilo eclesial propio de España queda englobado en el denominado arte asturiano, históricamente a caballo entre las construcciones visigóticas y las románicas, pero con una marcada personalidad propia relacionada con el arte carolingio. Desarrollado en el siglo VIII en Asturias, y todavía sin el influjo de  la presencia árabe en la península, entre los contados ejemplos que se conservan, se pueden citar las iglesias de San Julián de los Prados, San Miguel de Lillo y San Salvador de Valdediós.
La arquitectura mozárabe, desarrollada por comunidades cristianas en territorio musulmán, dio lugar a modestas iglesias y ermitas, en las que se hibridaron algunos elementos de la cultura islámica con antiguas iglesias generalmente de origen visigótico. El resultado es un estilo en el que una rica ornamentación pictórica de inspiración oriental se combinaron con edificios de raíz cristiana. La realización más notable de este tipo de iglesias es la ermita de San Baudelio de Berlanga, que a la riqueza de sus pinturas murales suma una curiosa cúpula sustentada por un pilar central. 
Por el contrario, el estilo mudéjar fue el producto de la adaptación de los métodos de construcción y de decoración de los artífices musulmanes pobladores de los territorios reconquistados por los reinos cristianos de la península ibérica, a la edificación de iglesias. El largo período en el que se mantuvo esta situación propició que el mudéjar se convirtiera en un estilo con numerosas realizaciones destacables por toda España, y especialmente en Aragón (la arquitectura mudéjar de Aragón ha sido declarada Patrimonio de la Humanidad). Suele tratarse de edificios de ladrillo cocido o de adobe, cuya habilidosa disposición crea bellas composiciones geométricas con las que se da vida a las fachadas, en las que se combinan con algunos elementos policromados de cerámica vidriada. Los interiores se distinguen por la utilización de materiales fáciles de trabajar (como yeso, cerámica o madera), lo que facilitaba la profusión decorativa, que da cabida tanto a elementos geométricos propios del arte islámico, como a elementos iconográficos más propios de la tradición cristiana. Entre las realizaciones más destacadas de este estilo se pueden citar la Catedral de Teruel, la iglesia de San Martín (también en Teruel) o la Iglesia del Monasterio de Guadalupe (Cáceres). 
El estilo mudéjar sirvió de inspiración al denominado estilo neomudéjar, en el que se han construido numerosas iglesias a partir del siglo XIX, como la iglesia de San Fermín de los Navarros en Madrid (véase iglesias neomudéjares).

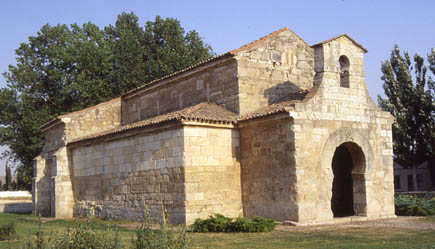
Iglesia visigótica de San Juan de Baños
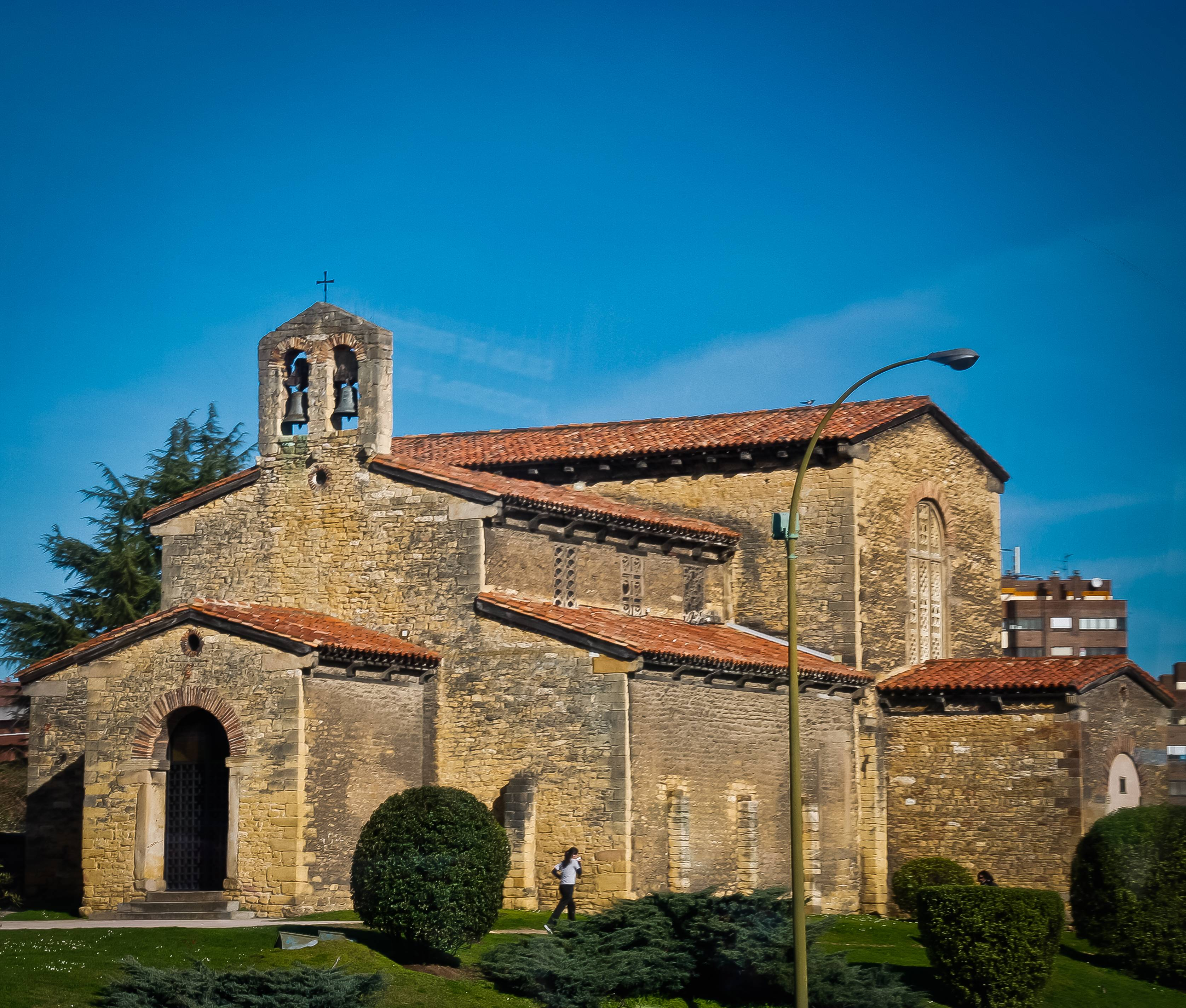
San Julián de los Prados, Oviedo  (Asturias), iglesia prerrománica de principios del IX de Oviedo una de las principales muestras del arte asturiano declarada Patrimonio de la Humanidad en 1998.
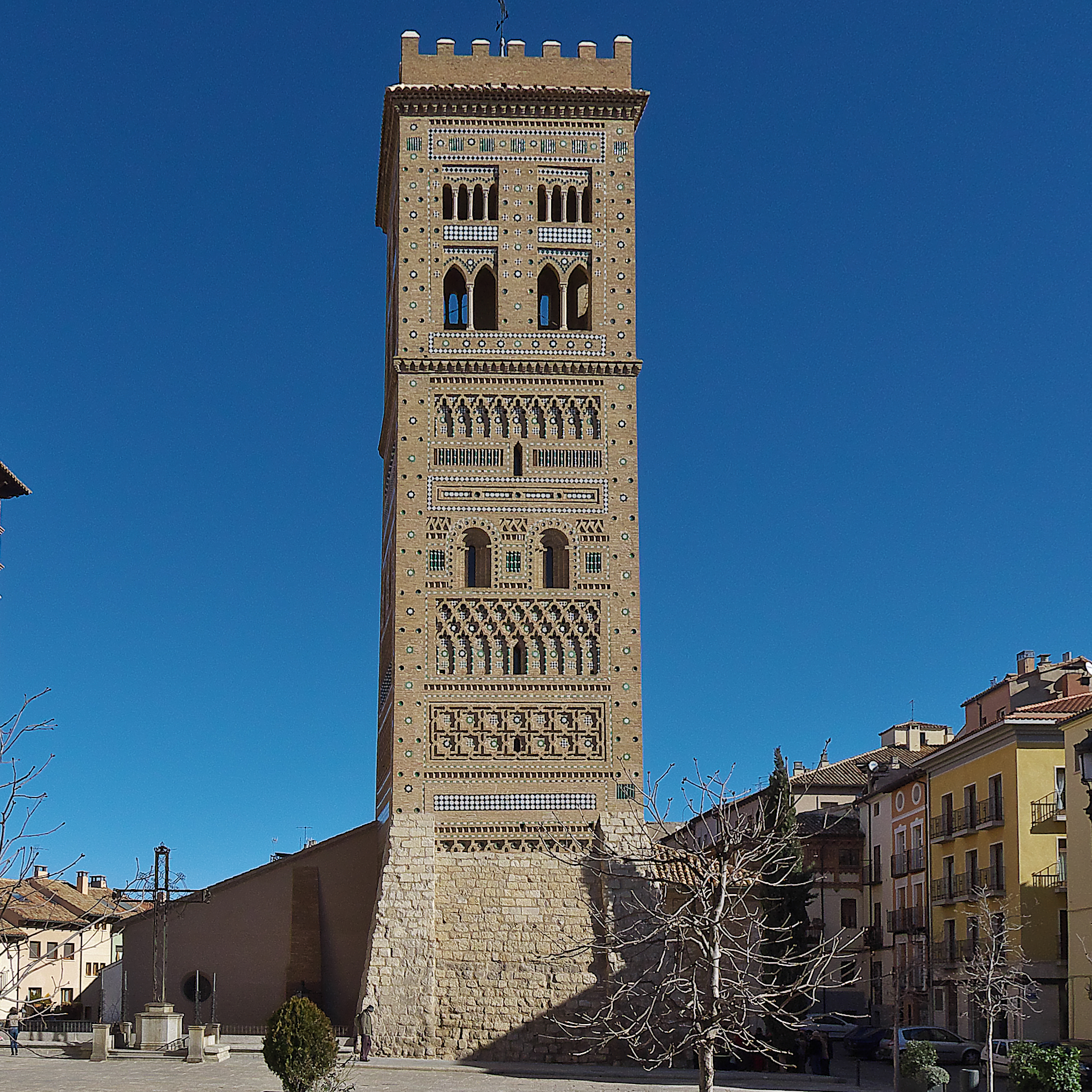
Torre de la Iglesia de San Martín, Teruel
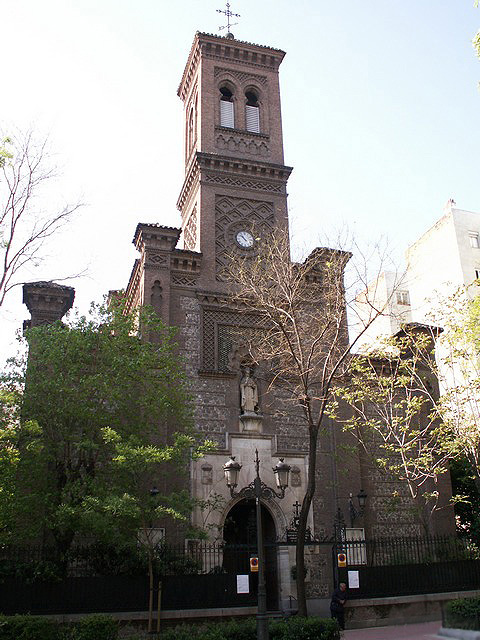
Iglesia de San Fermín de los Navarros, Madrid (1886-1890), iglesia neomudéjar

### Arquitectura de iglesias etíope-eritrea

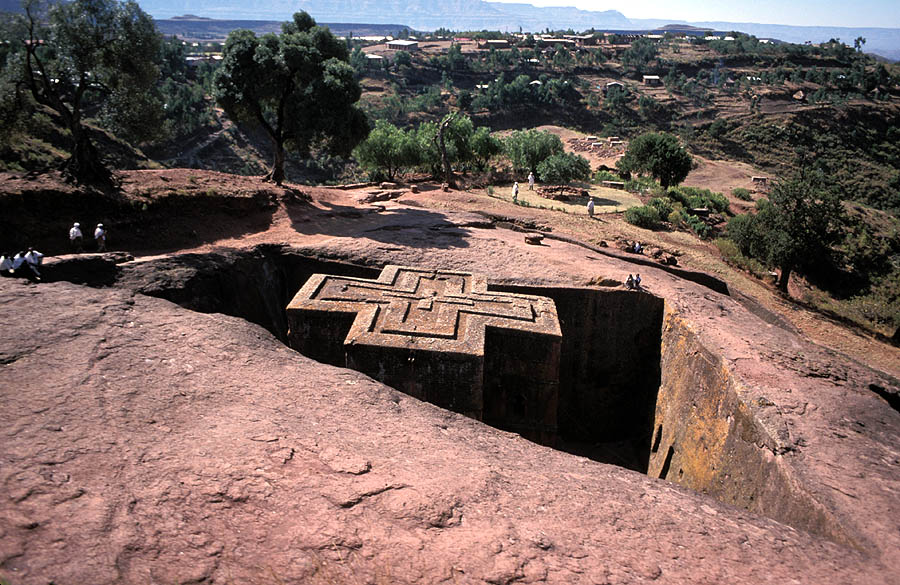
Biet Ghiorgis desde arriba, una de las iglesias excavadas en la roca de Lalibela, Etiopía

Aunque tiene sus raíces en las tradiciones del cristianismo oriental (especialmente de la iglesia siria), y luego estuvo expuesto al influjo europeo, el estilo arquitectónico tradicional de las iglesias del Tewahedo ortodoxo (Iglesia ortodoxa de Etiopía-Iglesia ortodoxa de Eritrea) ha seguido un camino propio. Las primeras iglesias conocidas muestran el diseño familiar diseño basilical. Por ejemplo, la iglesia de Debre Damo se organiza alrededor de una nave de cuatro brazos separados por columnas monolíticas reutilizadas; en el extremo occidental se sitúa un nártex de techo bajo, mientras que en el este se encuentra el maqdas o Lugar Santísimo, separados por el único arco del edificio.

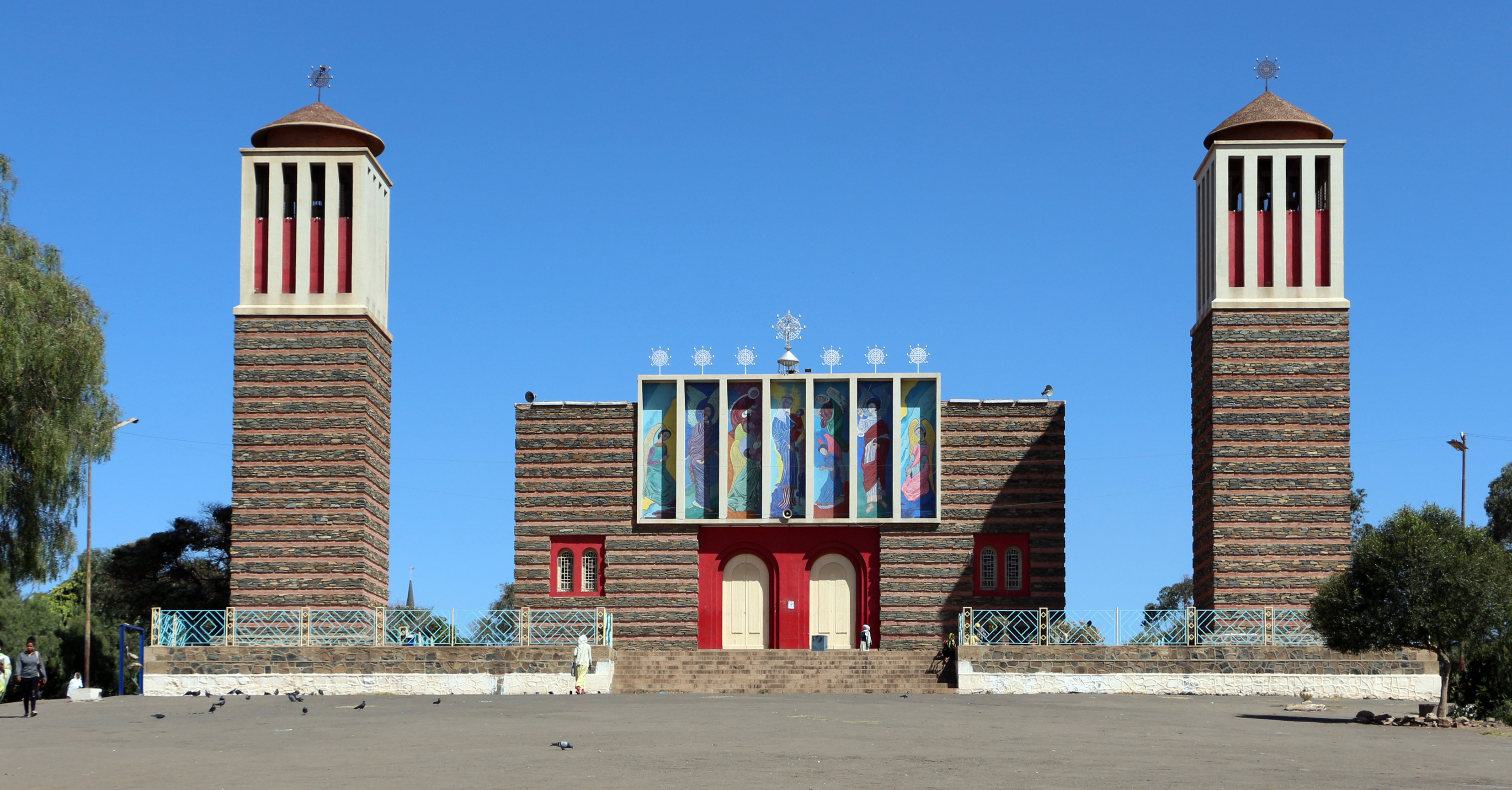
Catedral copta Enda Mariam en Asmara, Eritrea

El siguiente período, que comienza en la segunda mitad del primer milenio d. C. y se extiende hasta el siglo XVI, incluye tanto estructuras construidas con materiales convencionales como excavadas en la roca. Aunque la mayoría de los ejemplos supervivientes del primer tipo se encuentran ahora en cuevas, el historiador Thomas Pakenham descubrió un ejemplo en Wolo, protegido dentro de unos muros circulares de construcción posterior. Un ejemplo de estas iglesias edificadas sería la de Yemrehana Krestos, que tiene muchas semejanzas con la iglesia de Debre Damo tanto en planta como en construcción.
El otro estilo de este período, quizás la tradición arquitectónica más famosa de Etiopía, son los numerosos iglesias monolíticas, entre las que figuran casas de culto talladas en la ladera de las montañas, como Abreha we Atsbeha, que aunque aproximadamente cuadradas, la nave y los transeptos se combinan para formar un contorno cruciforme, calificada como una iglesia en cruz inscrita. Luego están las iglesias de Lalibela, que fueron creadas excavando "una ladera de toba volcánica suave y rojiza, variable en dureza y composición". Algunas de estas iglesias, como Bete Ammanuel y Biet Ghiorgis en forma de cruz, son completamente independientes de la toba volcánica de alrededor (con todo su perímetro excavado), mientras que otros edificios, como Bete Gabriel-Rufael y Bete Abba Libanos, solo están separados de la roca viva en uno o dos lados. El acceso a todas estas iglesias está resuelto a través de un laberinto de túneles.
El período final de la arquitectura de la iglesia etíope, que se extiende hasta la actualidad, se caracteriza por iglesias redondas con techos cónicos, bastante similares a las casas ordinarias en las que viven los habitantes del macizo etíope. A pesar de este parecido, los interiores son bastante diferentes en la distribución de sus estancias, basados en una división en tres partes:
1. El maqdas, donde se guarda el tabot, y solo pueden entrar los sacerdotes
2. Un deambulatorio interior llamado qiddist, utilizado por los comulgantes en la misa
3. Un deambulatorio exterior, el qene mehlet, utilizado por los dabtara y accesible a cualquier persona.[73]

### Iglesias de madera en Noruega

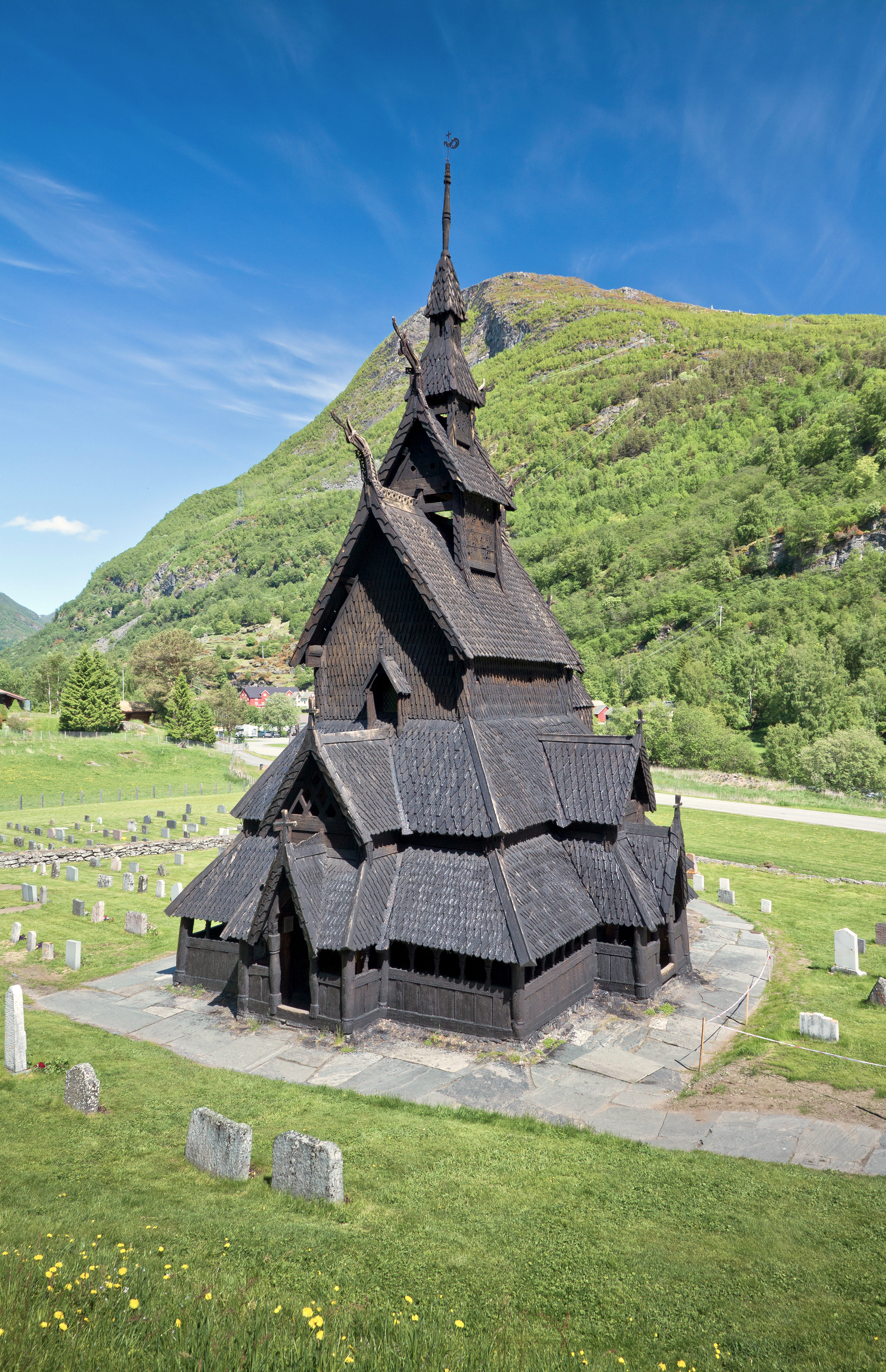
Iglesia de madera de Borgund, Noruega, finales del siglo XII

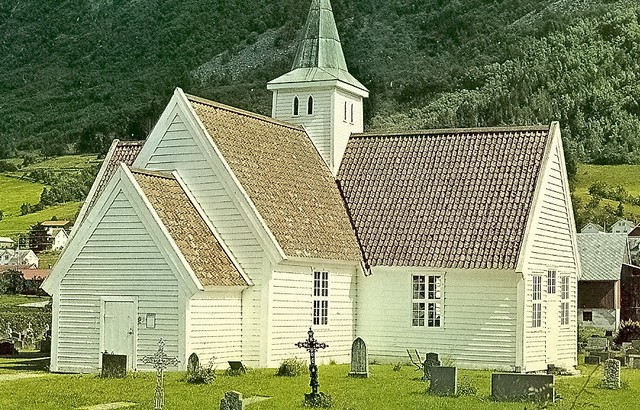
Iglesia Old Olden, edificio de troncos de madera (1759)

En Noruega, la arquitectura de las iglesias ha sido condicionada por el uso de la madera como material preferente, particularmente en áreas escasamente pobladas. Las iglesias construidas hasta la Segunda Guerra Mundial son aproximadamente en un 90% de madera, excepto las construcciones medievales. Durante la Edad Media, todas las iglesias de madera en Noruega (alrededor de 1000 en total) se construyeron con la técnica denominada stavkirke, con tan solo 271 construcciones de mampostería. Después de la reforma protestante, cuando se reanudó la construcción de iglesias nuevas (o el reemplazo de las antiguas), la madera seguía siendo el material dominante. La construcción mediante troncos dio un estilo de construcción más bajo y más resistente en comparación con las iglesias de madera livianas y, a menudo, altas. Sin embargo, estas construcciones se volvían estructuralmente inestable cuando se disponían paredes largas y altas, particularmente si se introducían ventanas altas. La adición de transeptos mejoró la estabilidad de la técnica de troncos y es una de las razones por las que la planta cruciforme se utilizó ampliamente durante los siglos XVII y XVIII. Por ejemplo, la iglesia Old Olden (1759), que reemplazó a un antiguo edificio dañado por un temporal, se construyó en forma cruciforme para resistir mejor los vientos más fuertes. La longitud de los árboles (y de sus troncos) también determinó la longitud de las paredes según Sæther. En la iglesia de Samnanger, por ejemplo, las esquinas exteriores se cortaron para evitar la necesidad de empalmar troncos. El resultado es una planta octogonal en lugar de rectangular. Las construcciones cruciformes proporcionaron una estructura más rígida e iglesias más grandes, pero la vista al púlpito y al altar estaba obstruida por las esquinas interiores del crucero. La planta octogonal ofrece buena visibilidad, así como una estructura rígida que permite construir una nave relativamente ancha; Håkon Christie cree que esta es una razón por la que el diseño octogonal se hizo popular durante el siglo XVIII. Vreim considera que la introducción de la técnica de los troncos después de la reforma se tradujo en la aparición de una multitud de diseños de iglesias en Noruega.

## Imágenes de la arquitectura de iglesias de diferentes siglos

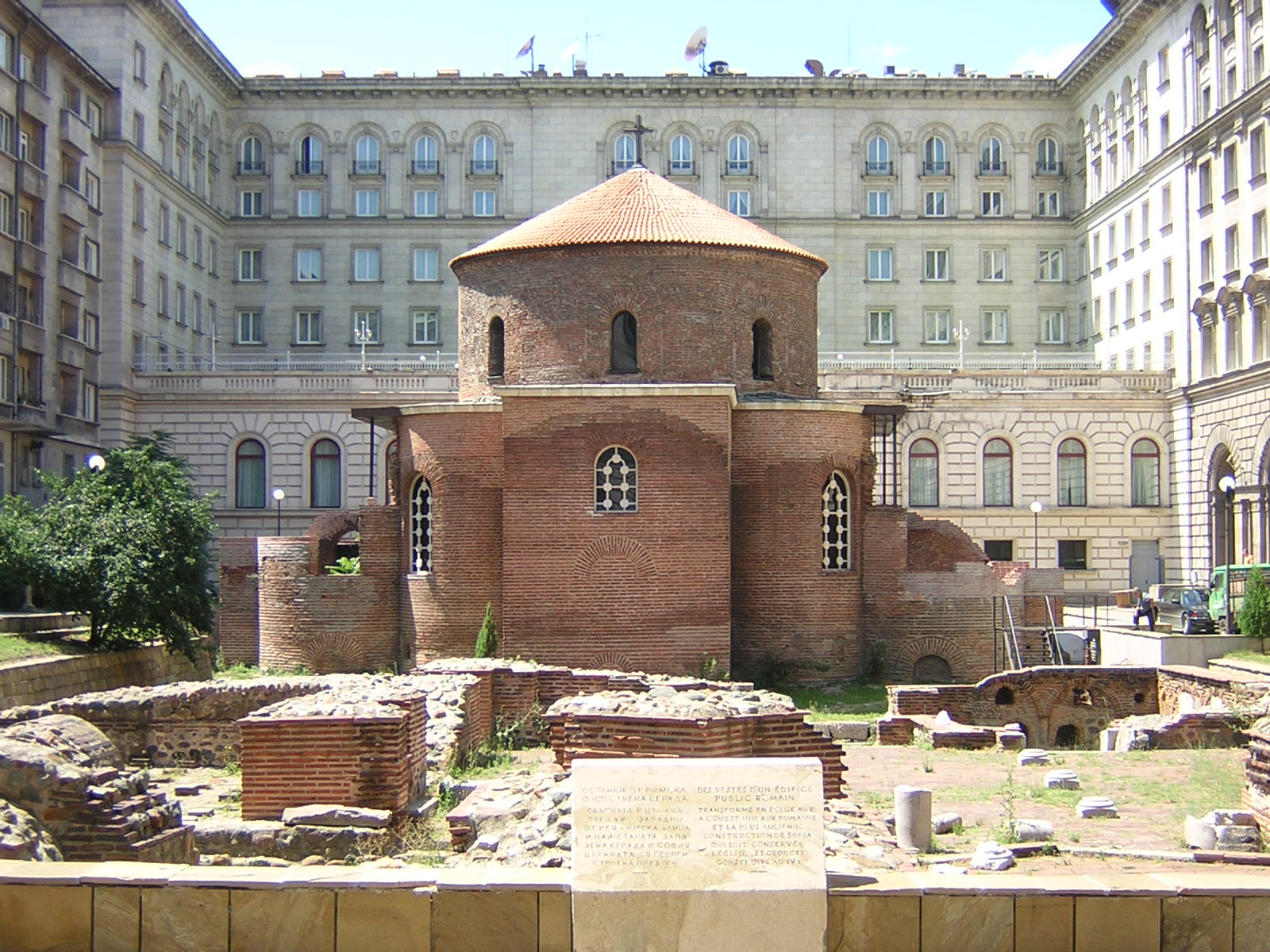
Iglesia de Sveti Georgi, Sofía; algunos restos de Serdica se pueden ver en primer plano (principios del siglo IV)
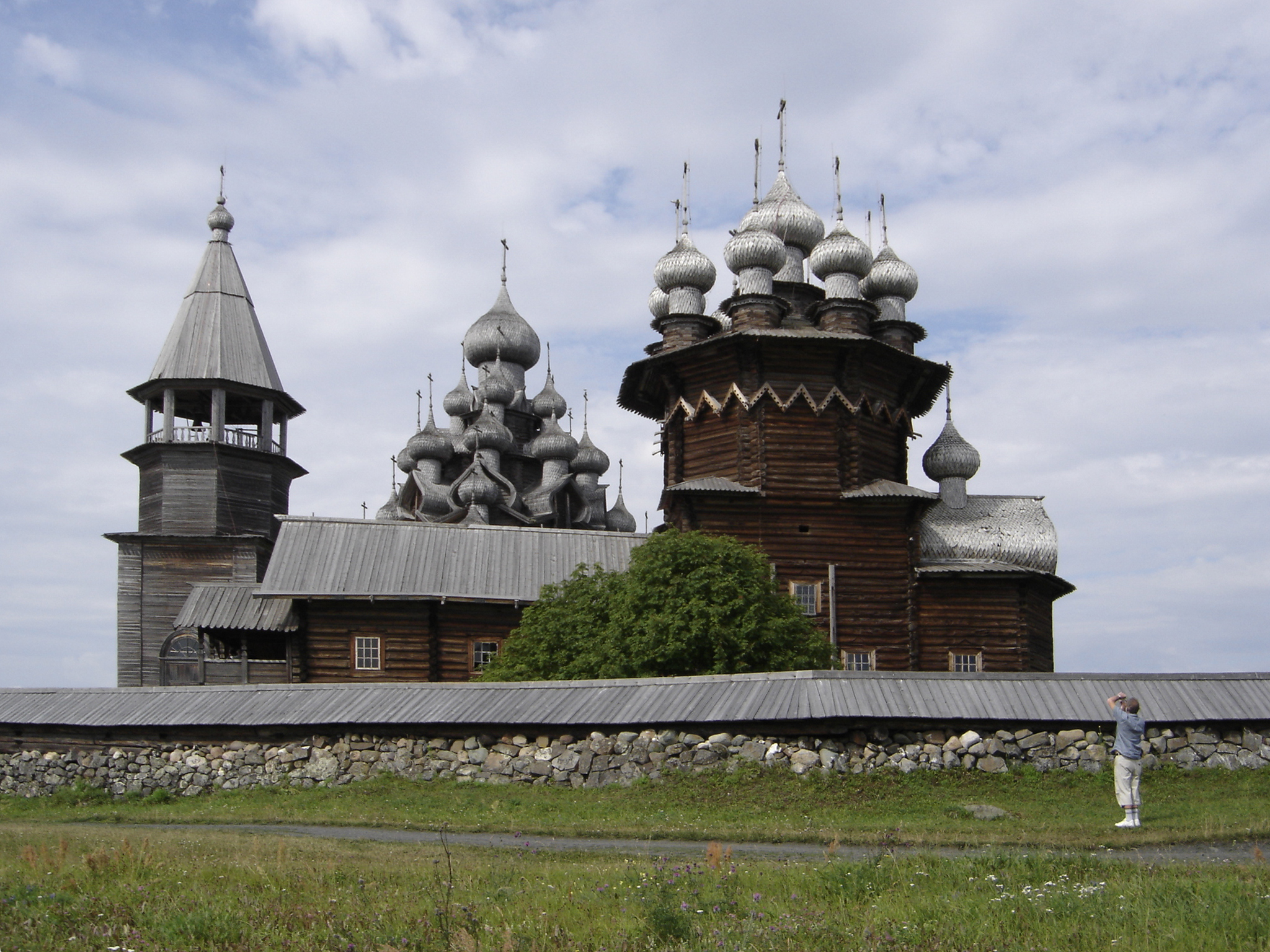
Kizhi Pogost, isla de Kijí, lago Onega, Rusia
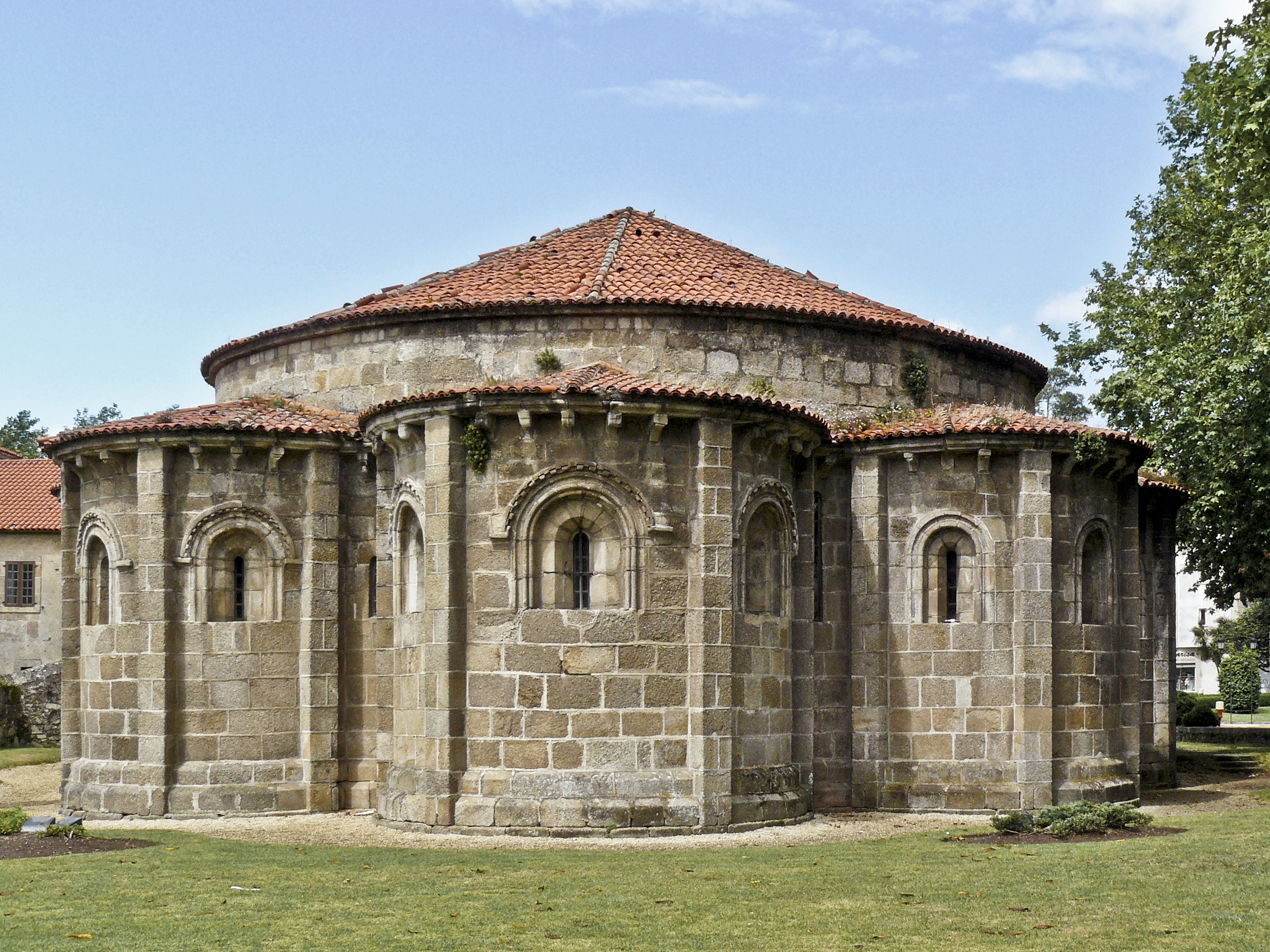
Santa María de Cambre, Galicia (España), con su ábside de cinco capillas
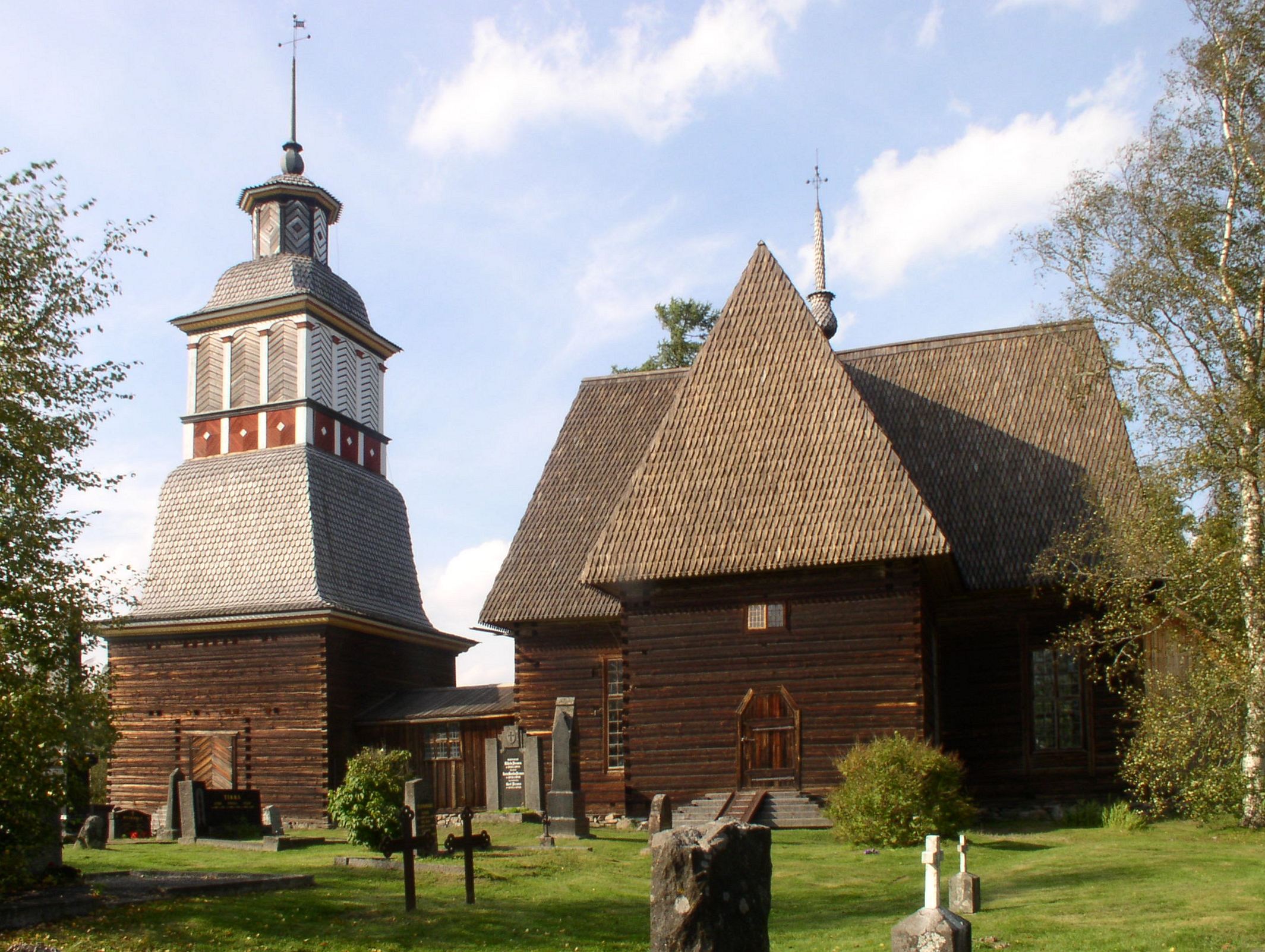
Iglesia vieja de Petäjävesi, Región de Finlandia Central
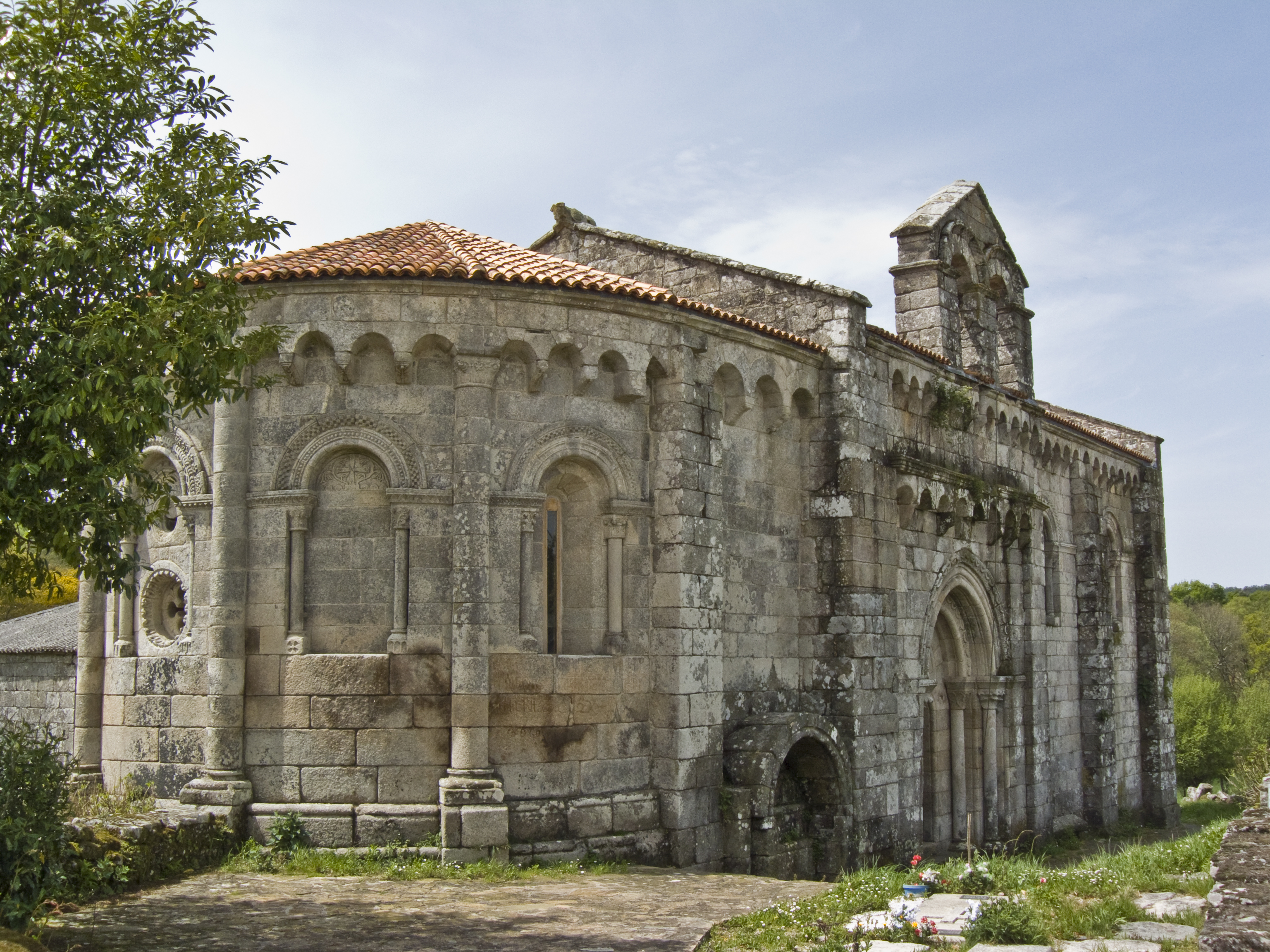
San Pedro de Dozón, España
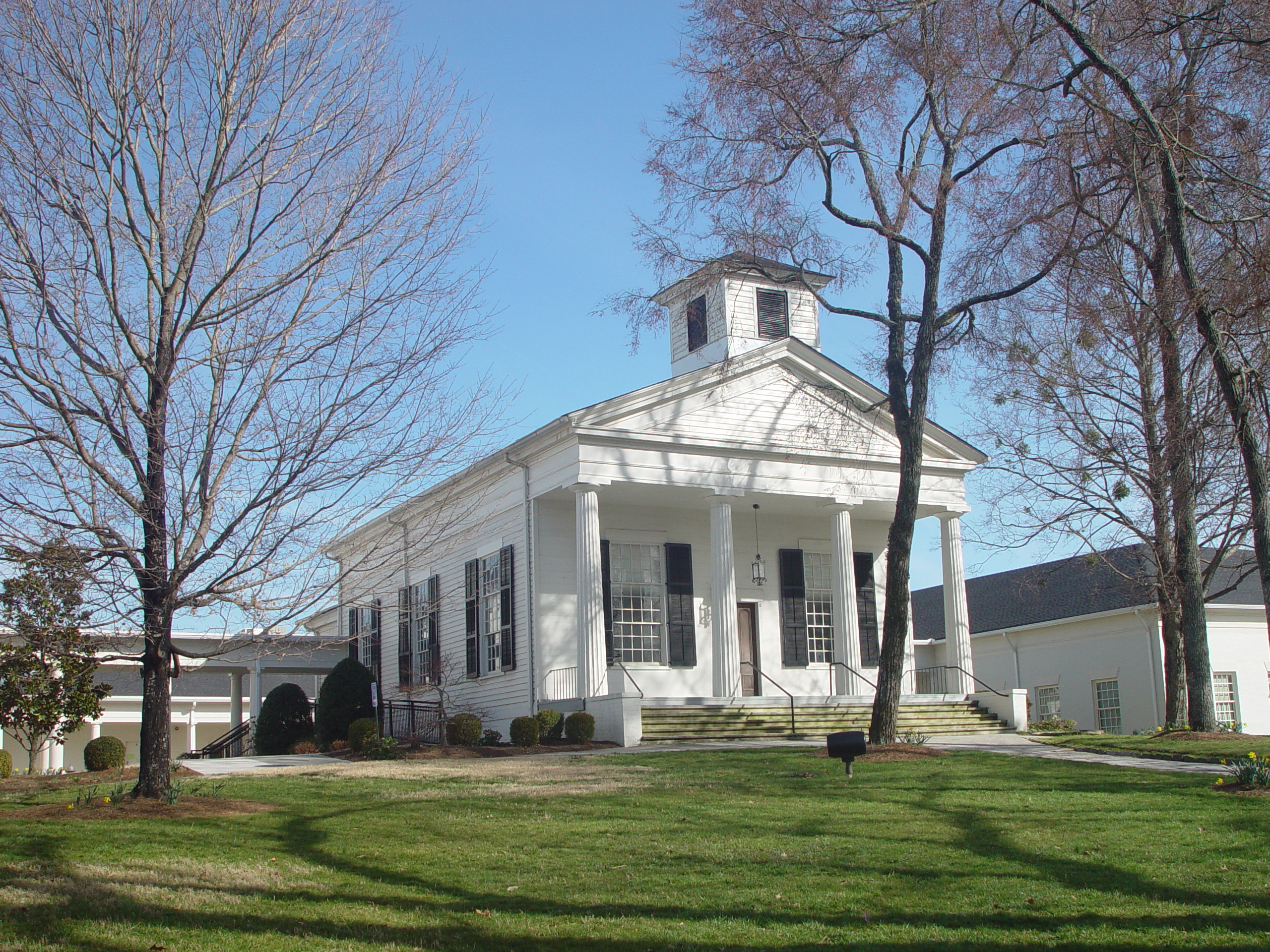
Edificio original de la Iglesia Presbiteriana de Roswell, Roswell (Georgia), EE. UU.
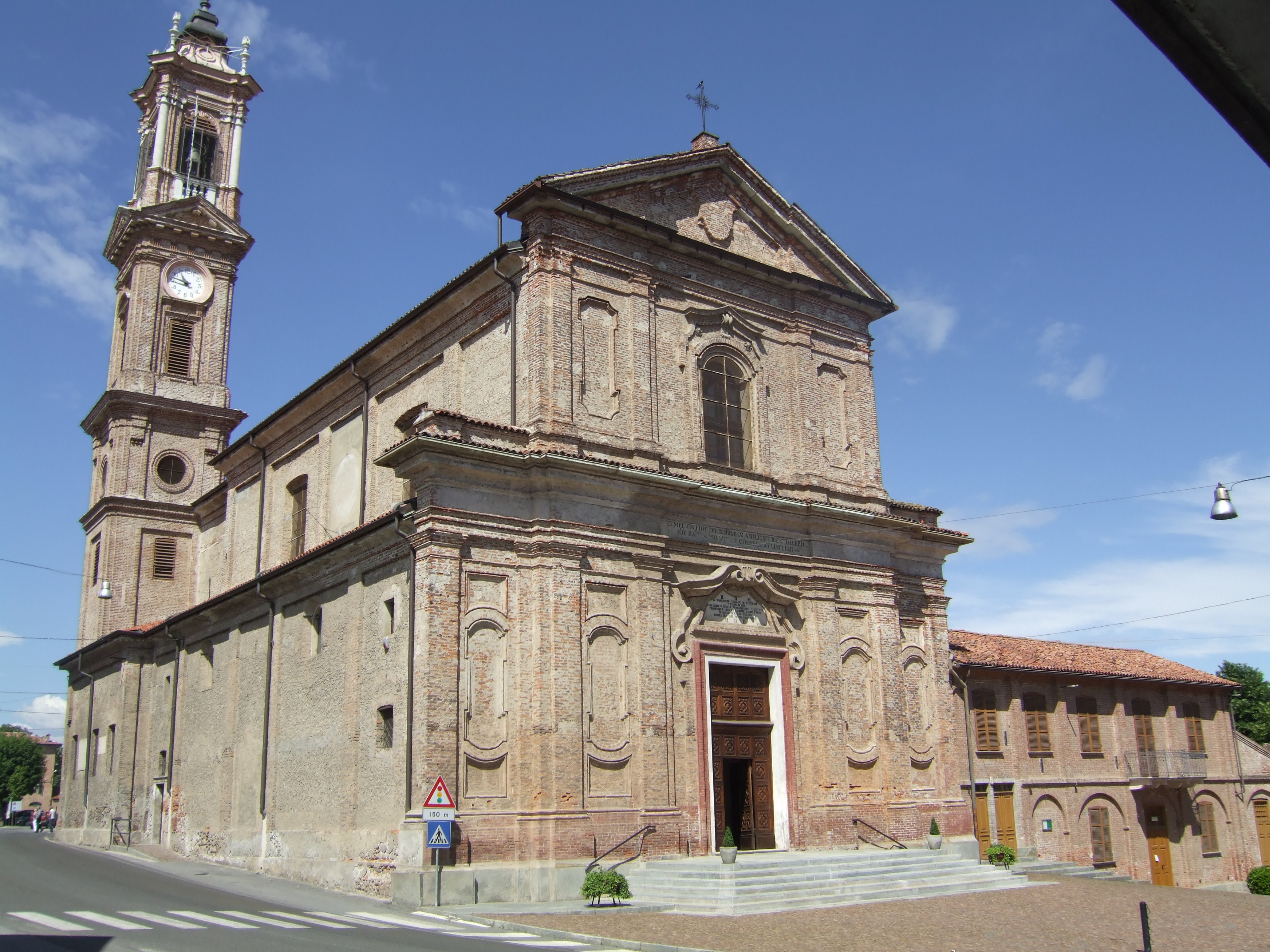
Margarita, Cuneo, Italia
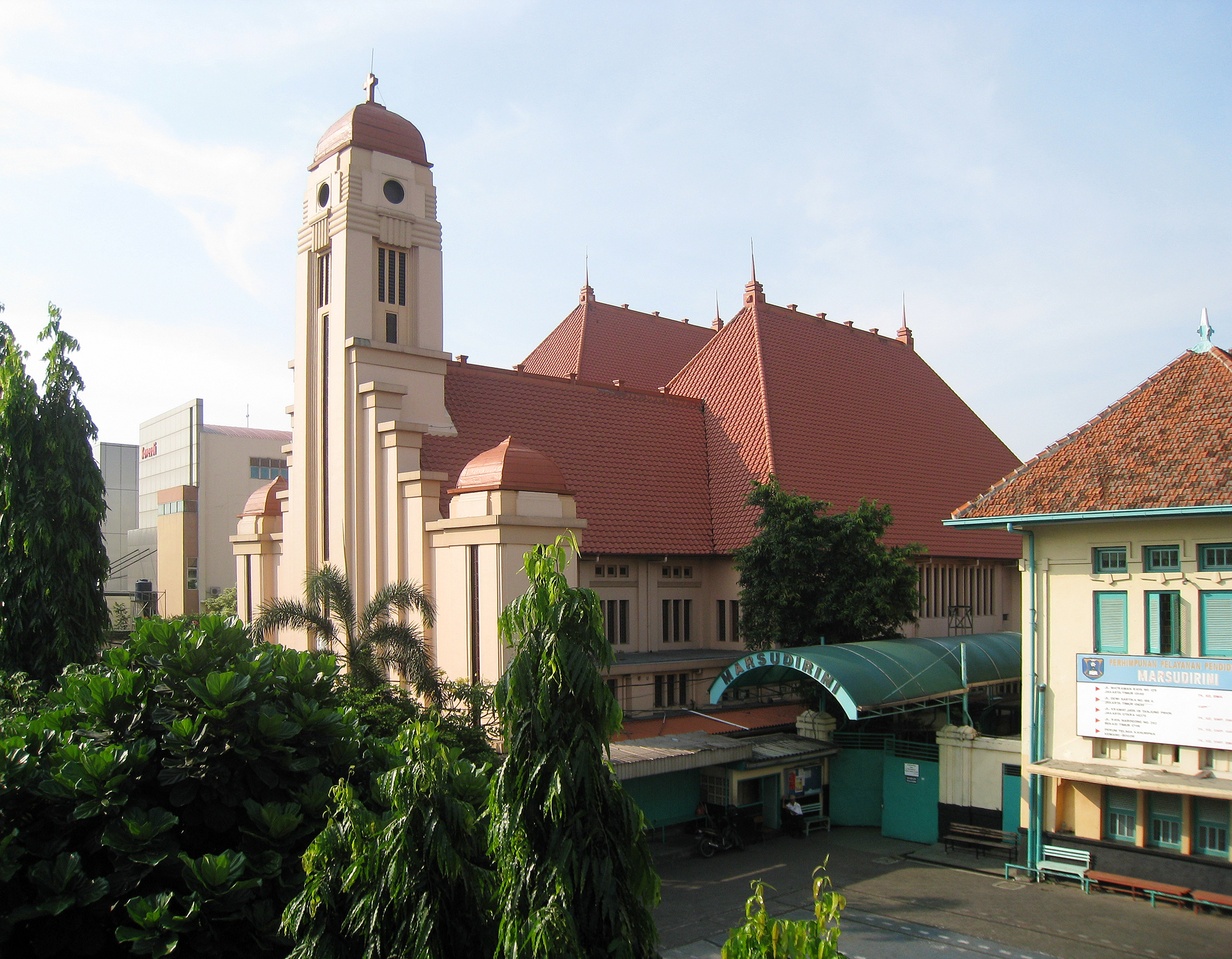
Iglesia de San José, Yakarta, Indonesia
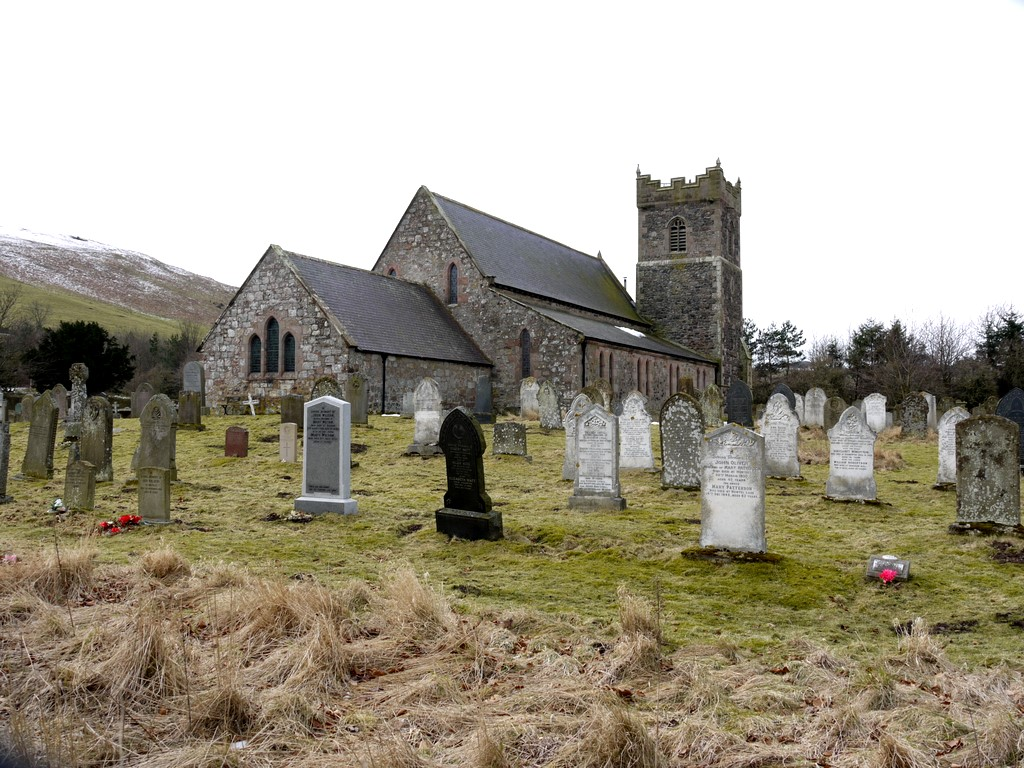
San Gregorio Magno, Kirknewton, Escocia
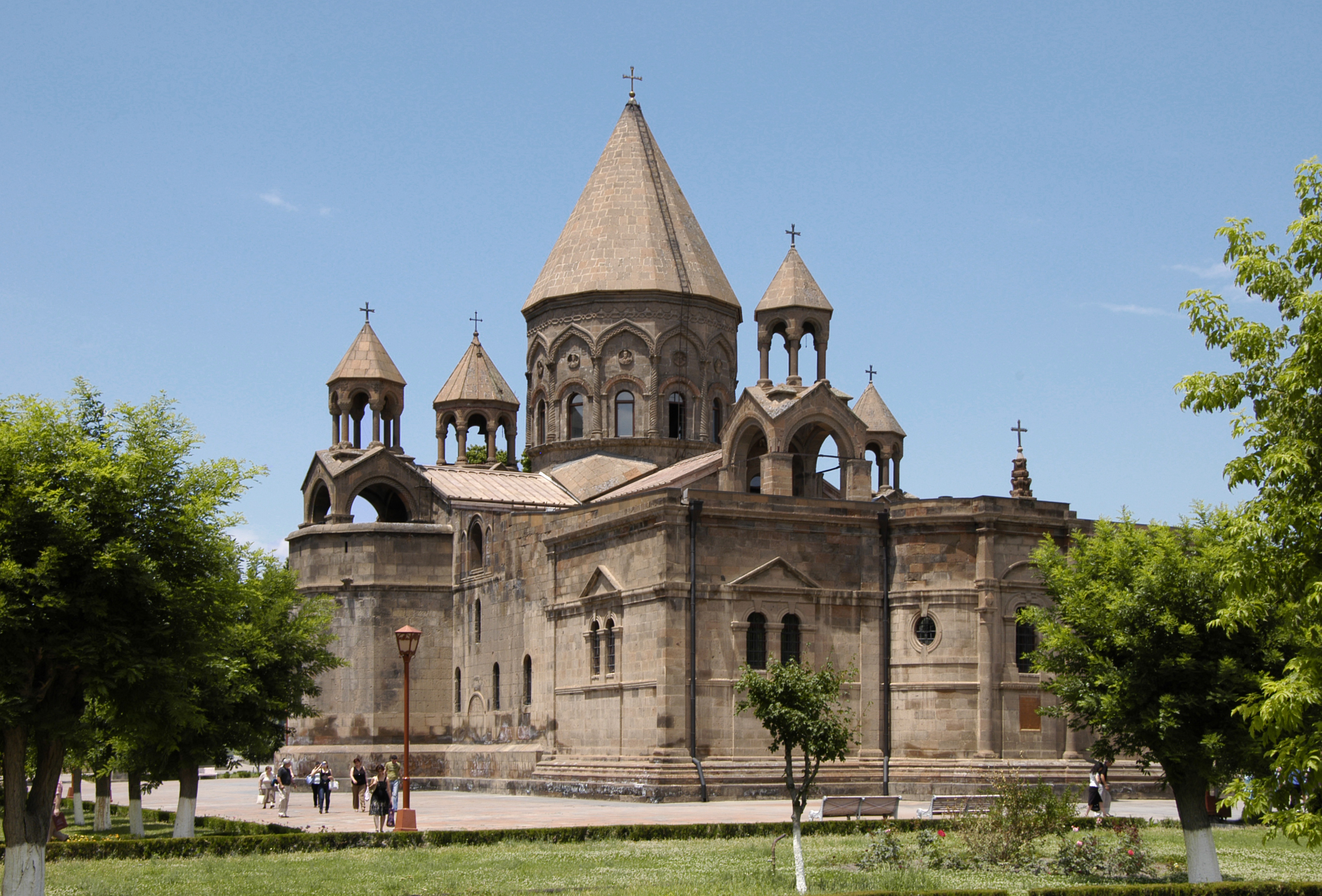
Catedral de Echmiadzin (483 d.C.), Armenia
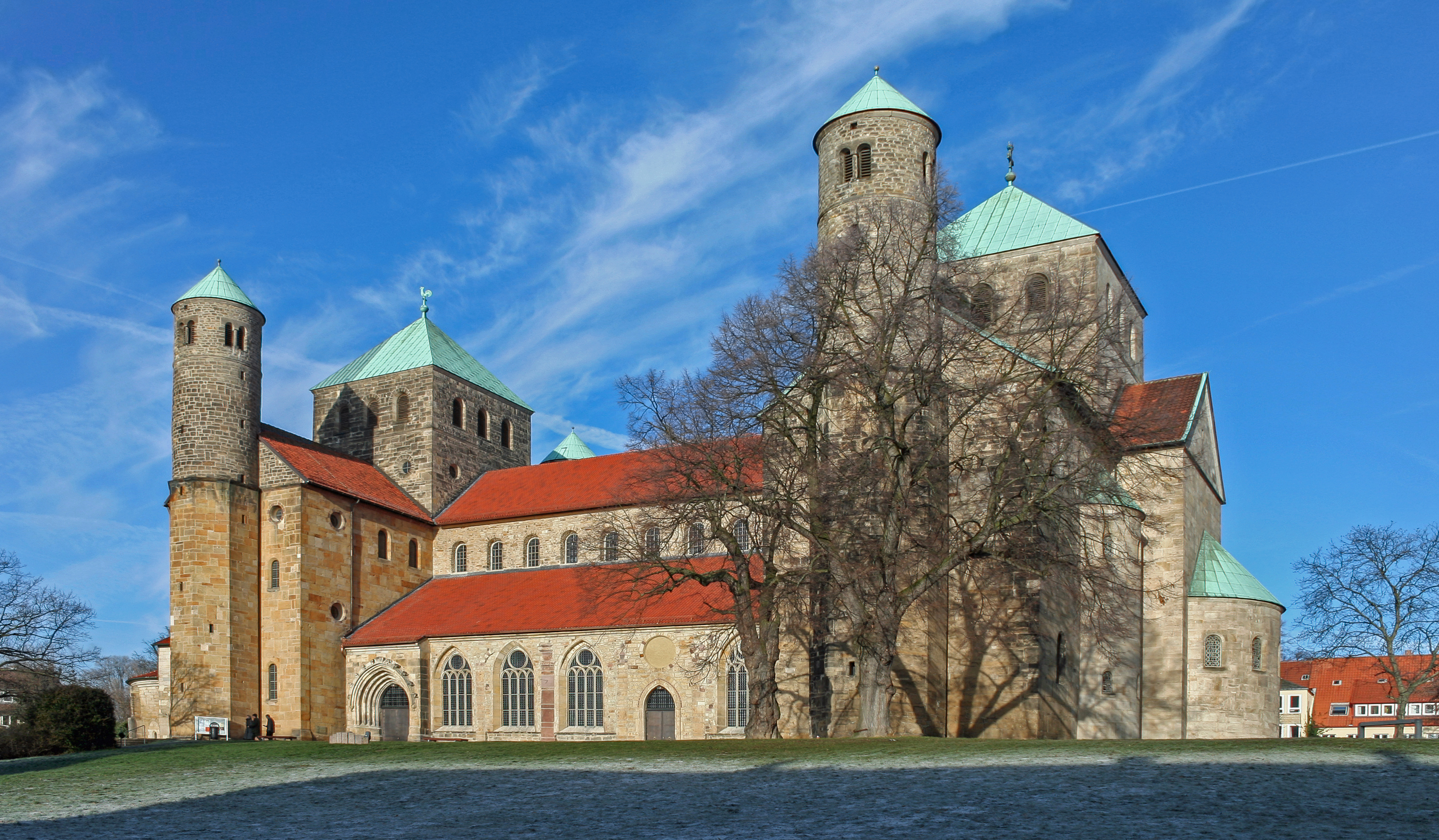
Iglesia de San Miguel de Hildesheim, Alemania
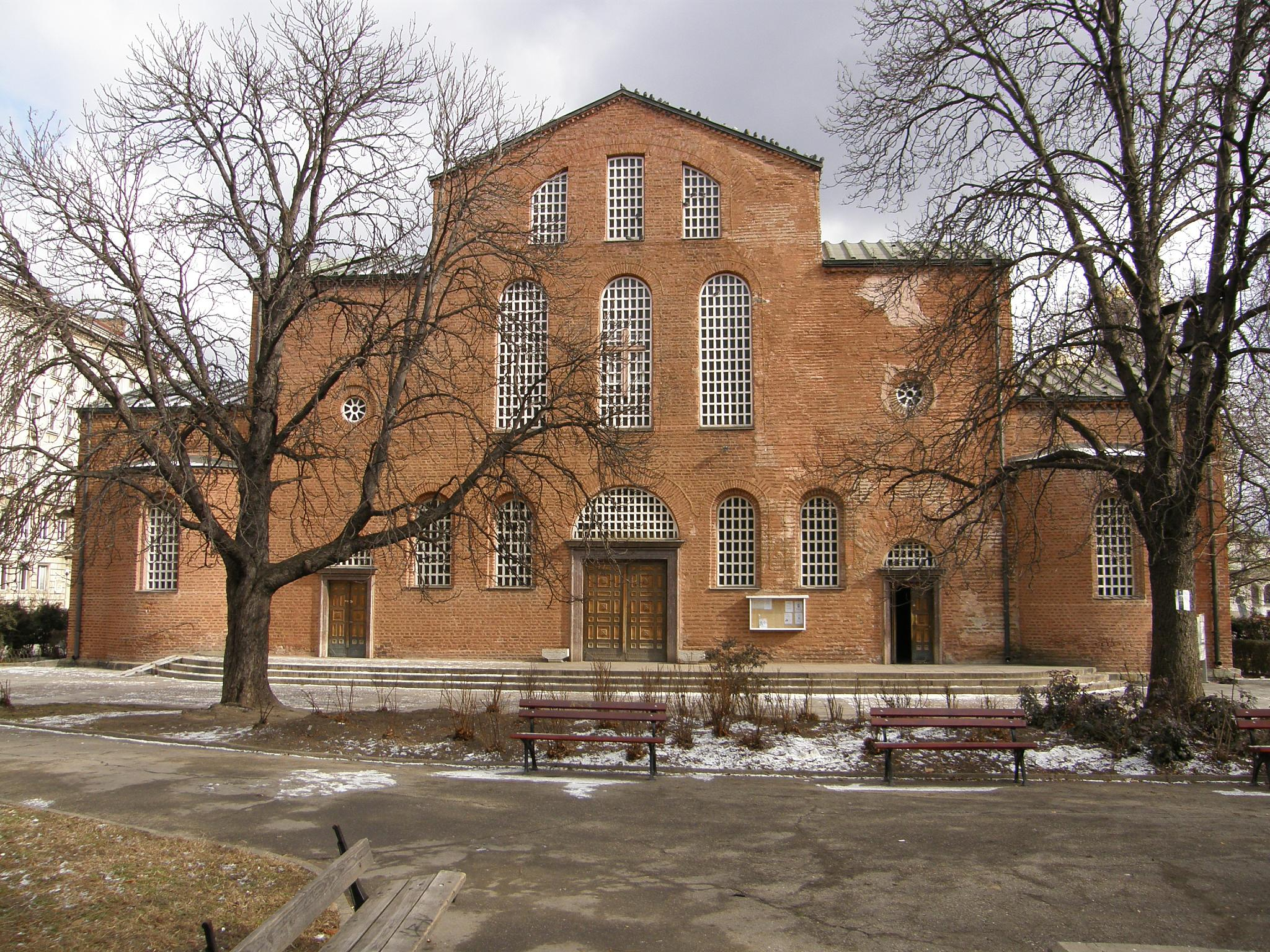
Fachada frontal de la Basílica de Santa Sofía, Sofía
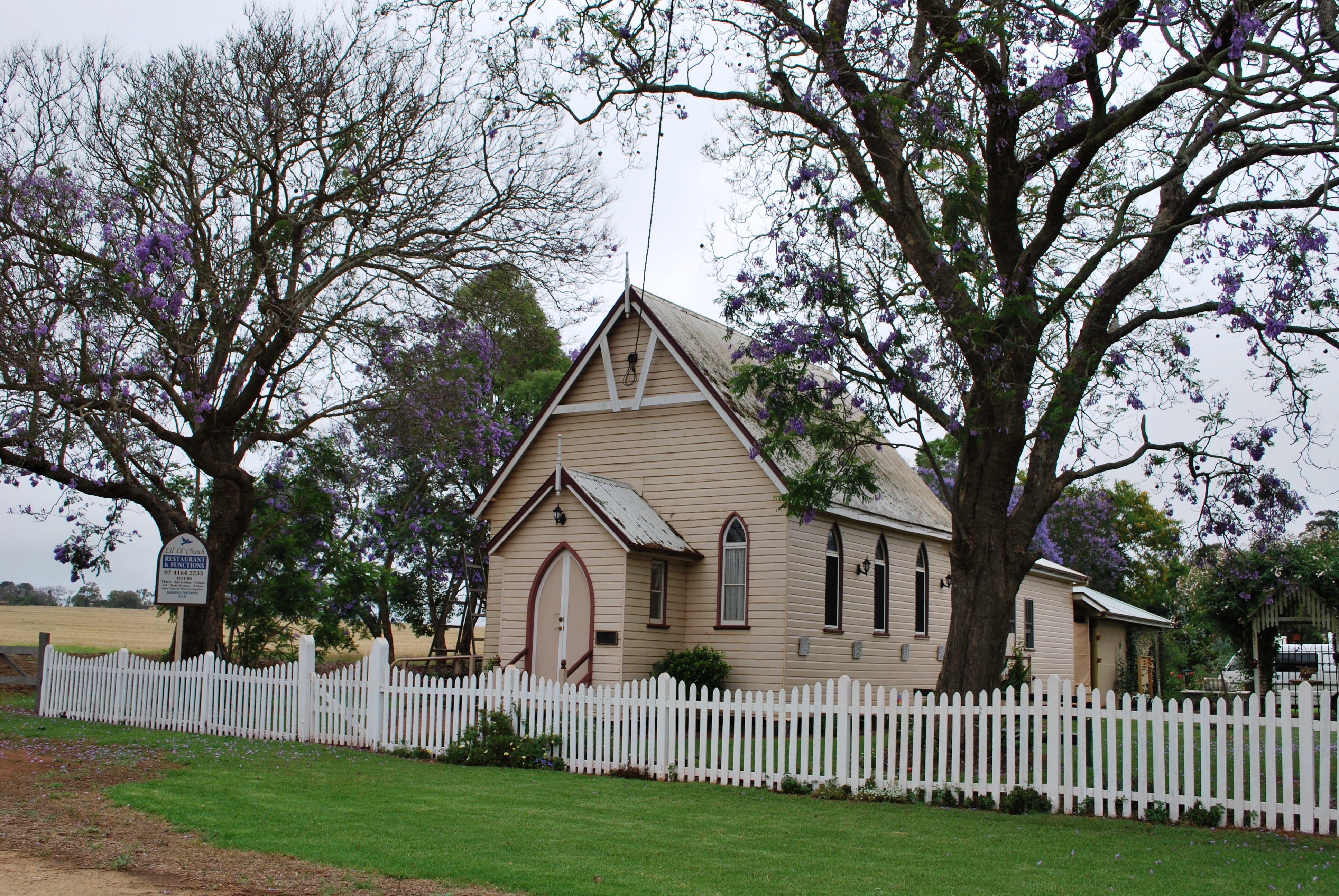
Iglesia de Wooroolin, Queensland, Australia
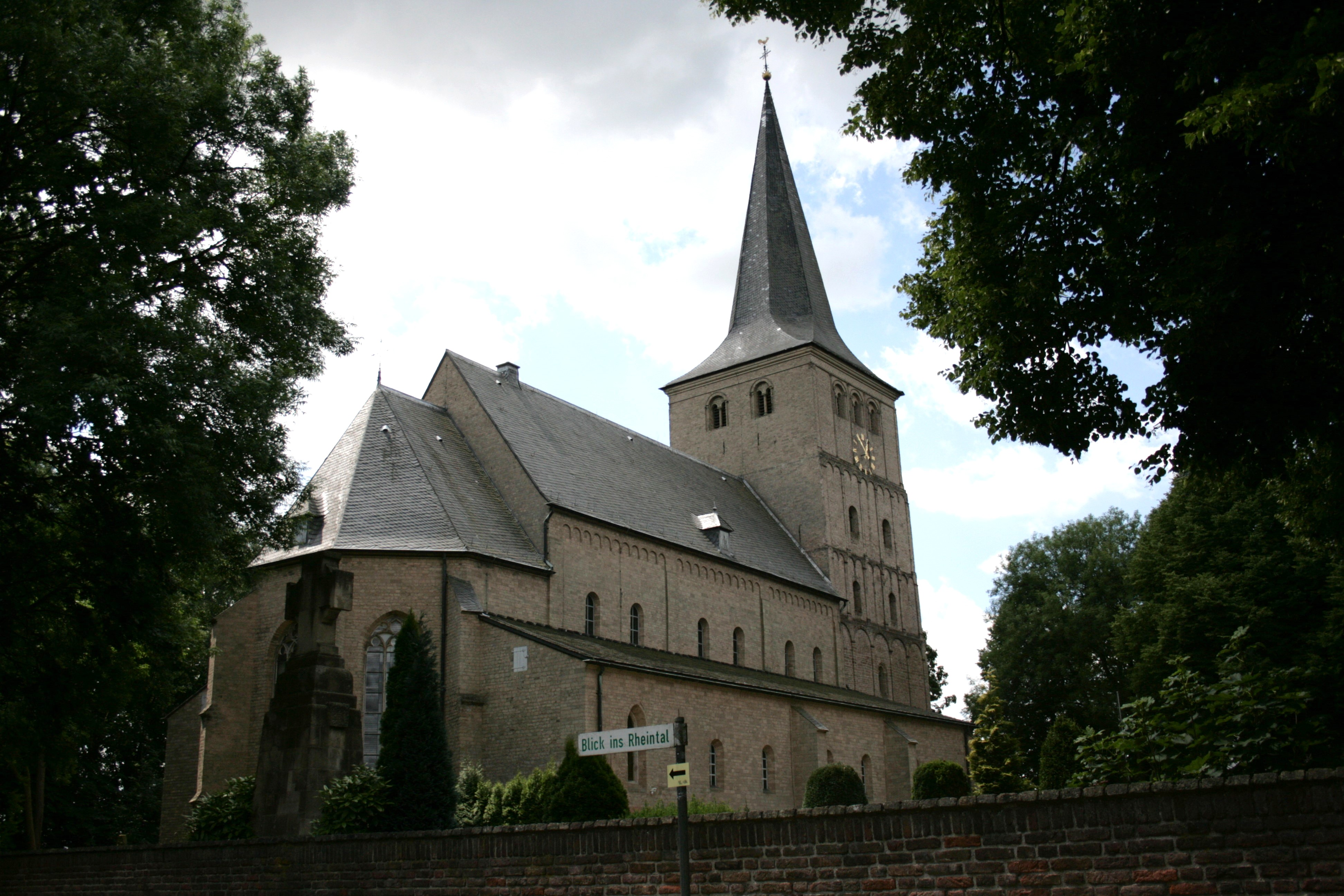
Colegiata de San Vito
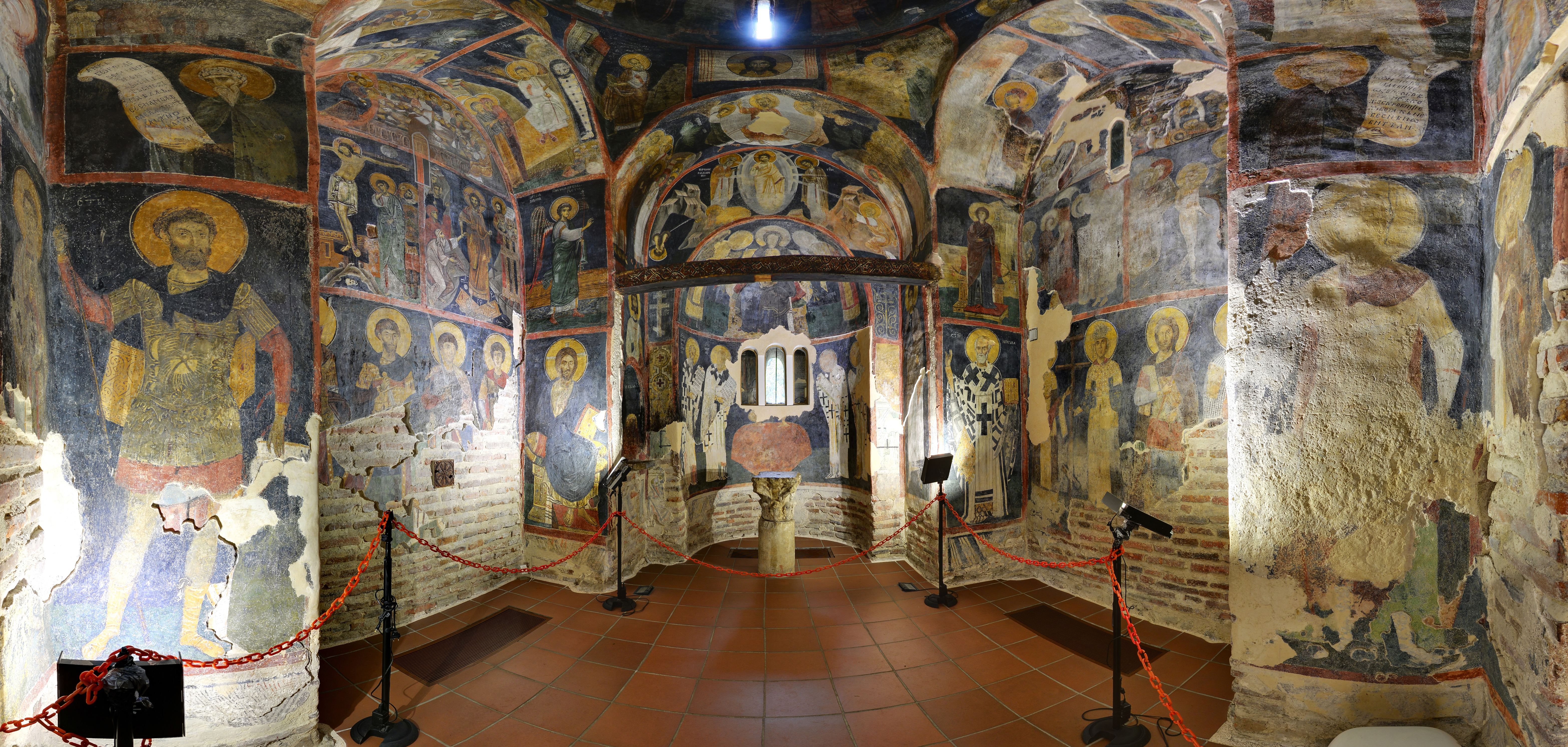
Vista interior de la Iglesia de Boyana, Sofía
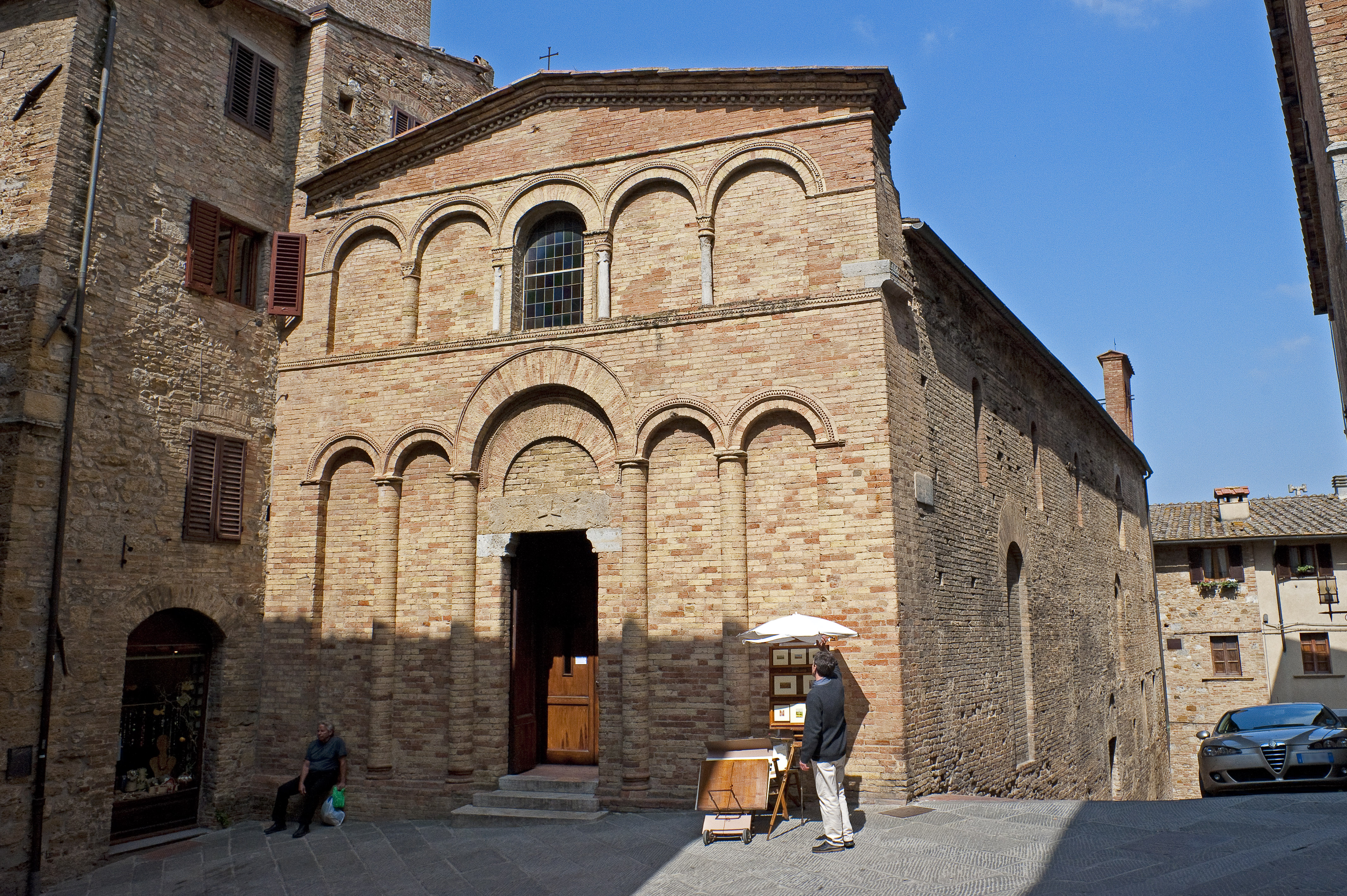
San Bartolo, San Gimignano (Italia)
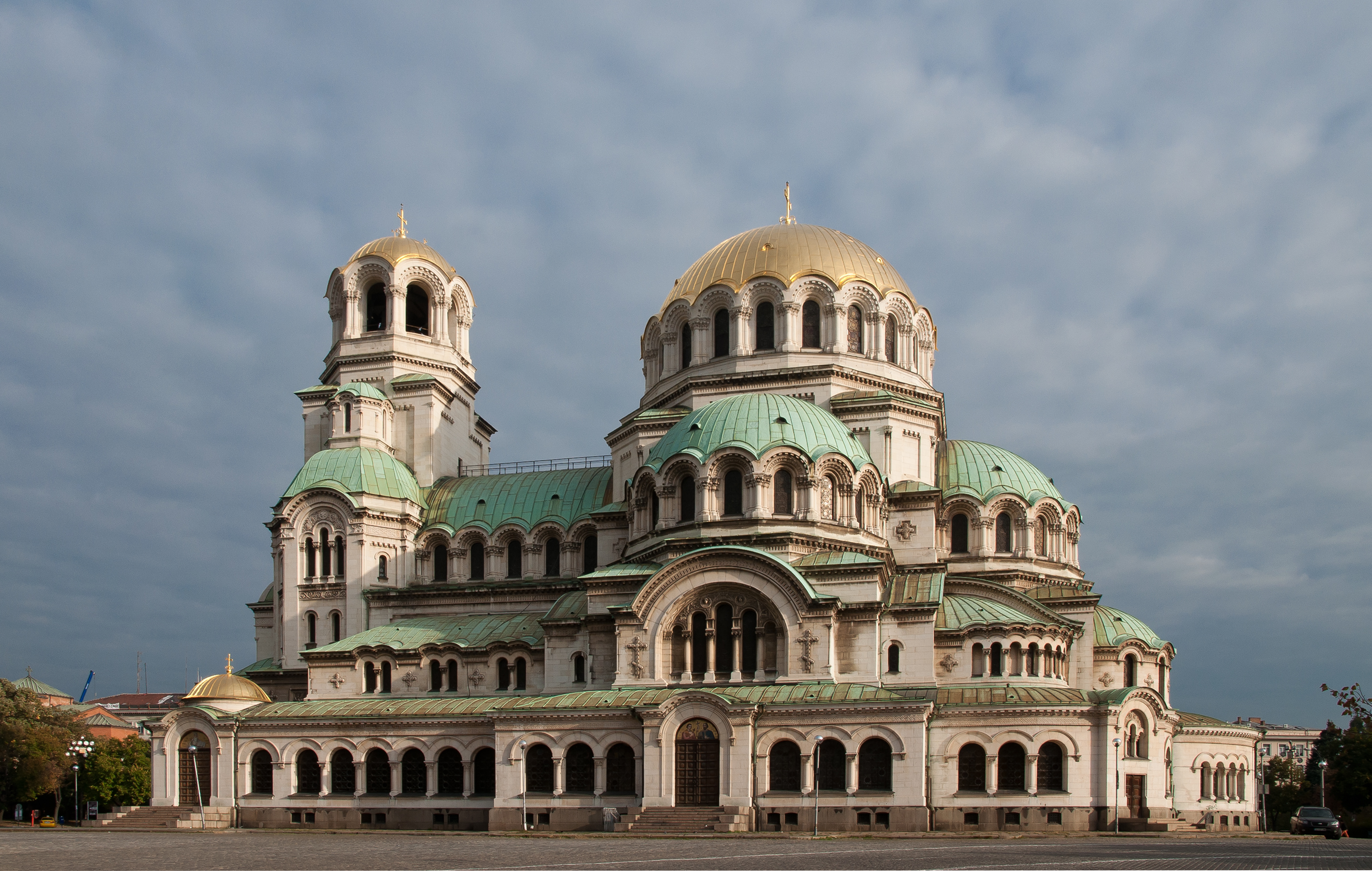
Catedral de Alexander Nevsky, Sofía, Bulgaria
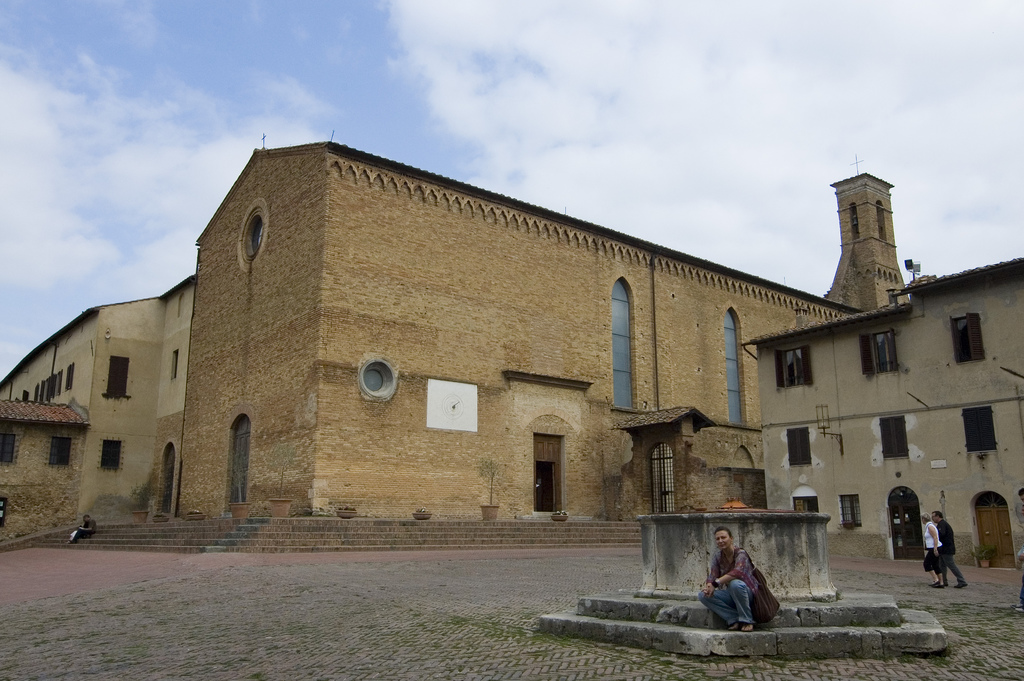
Sant'Agostino, San Gimignano, Toscana
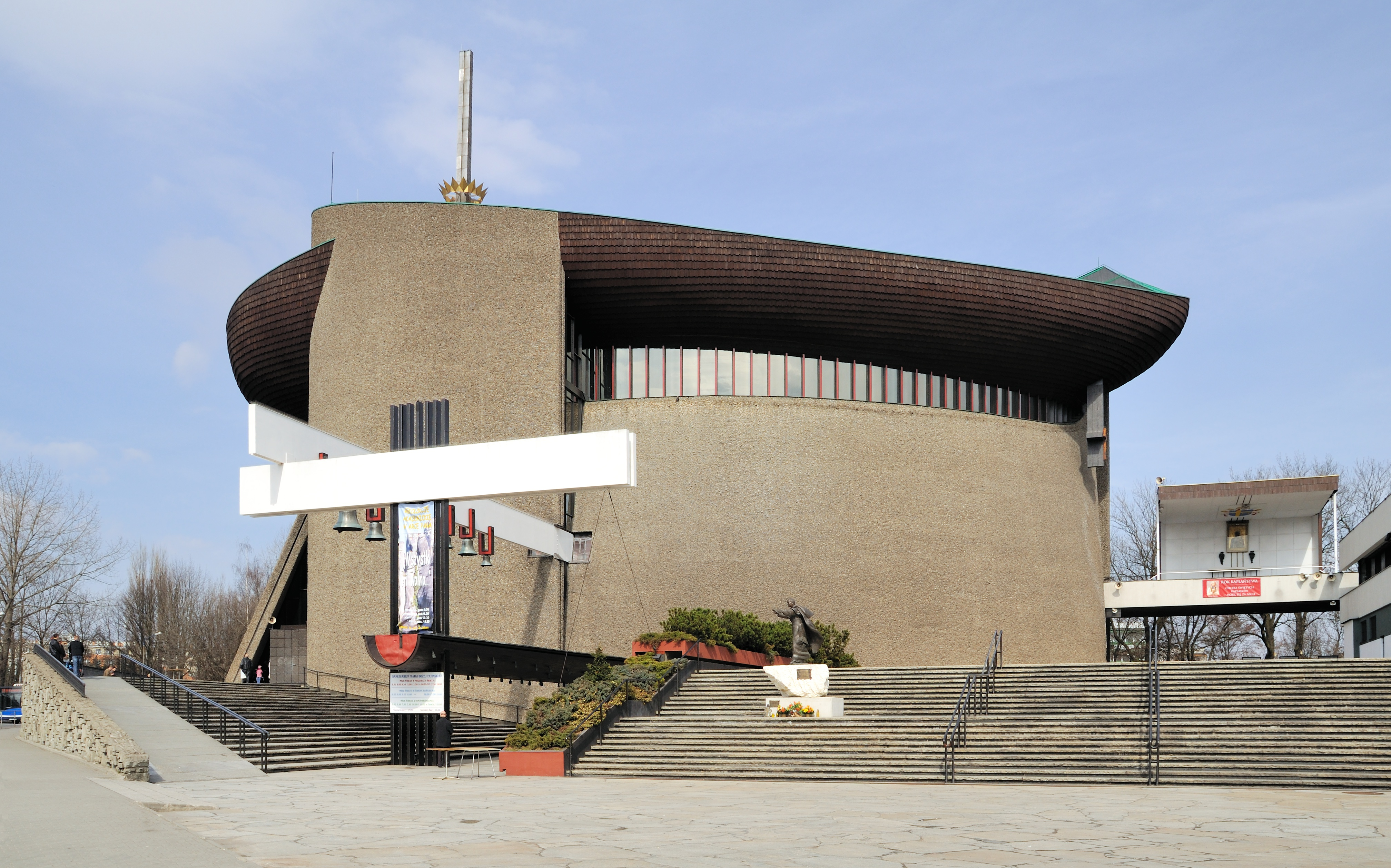
Iglesia Arka Pana en Bienczyce, Cracovia, Polonia
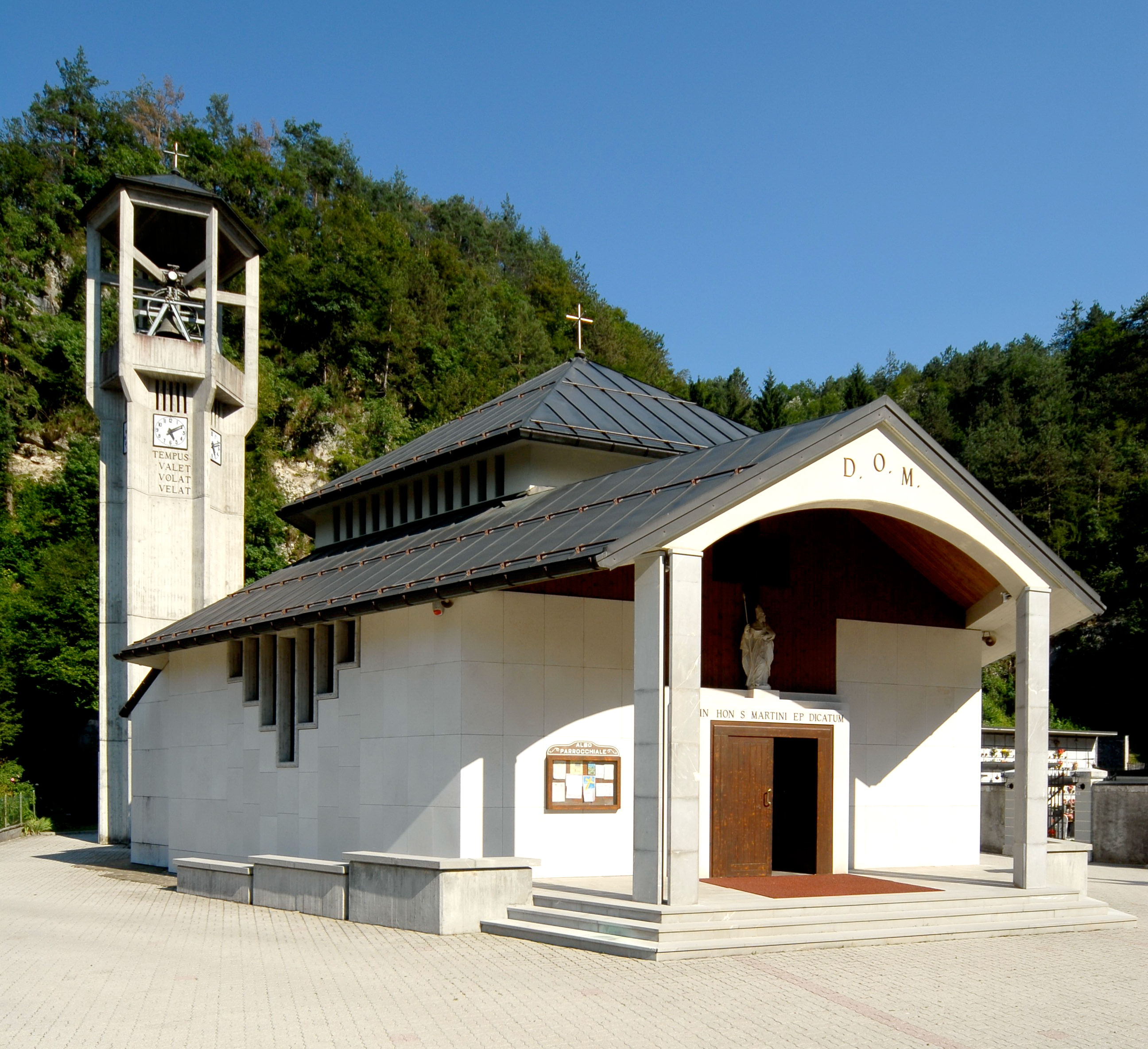
Resiutta, Italia
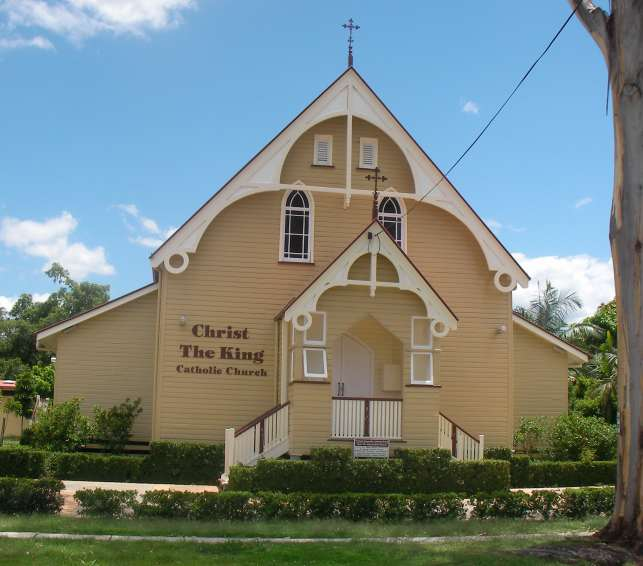
Queensland, estilo gótico de carpintería
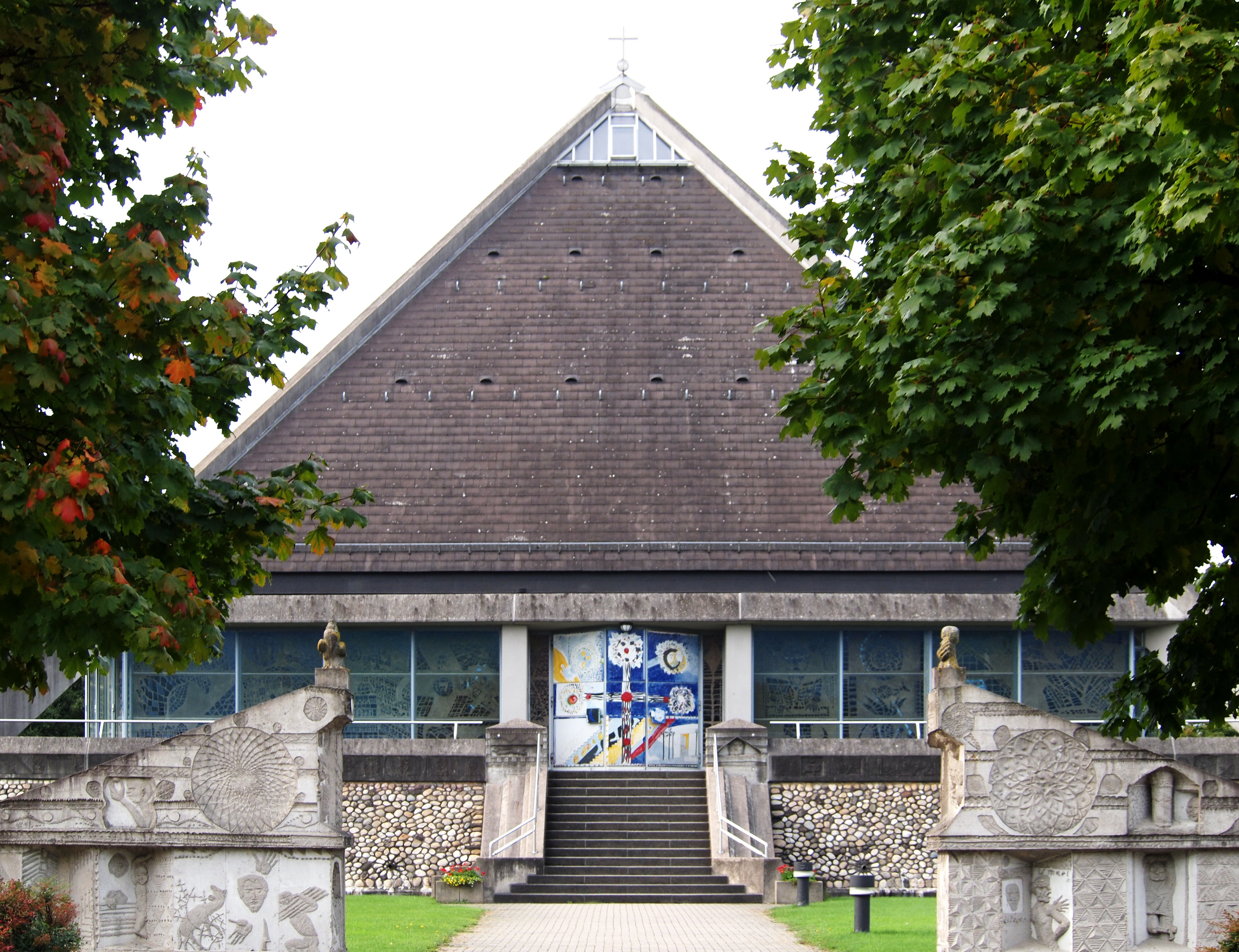
Iglesia de autopista en Baden-Baden, Alemania
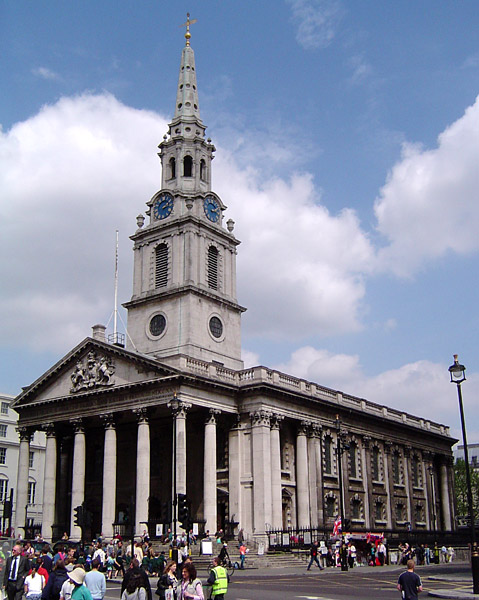
St Martin's in the Fields, Londres
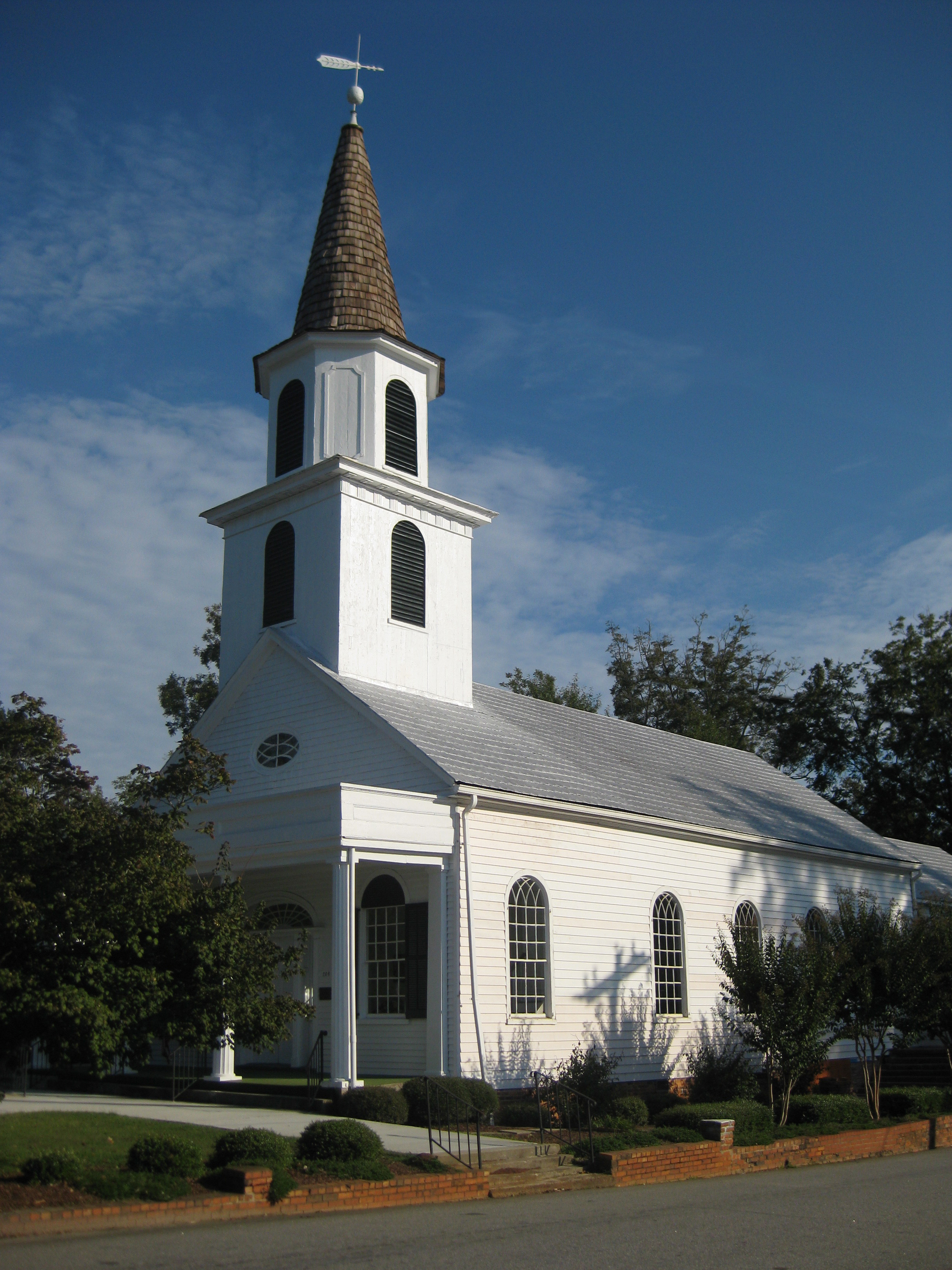
Iglesia Presbiteriana, Washington, Georgia (1826)
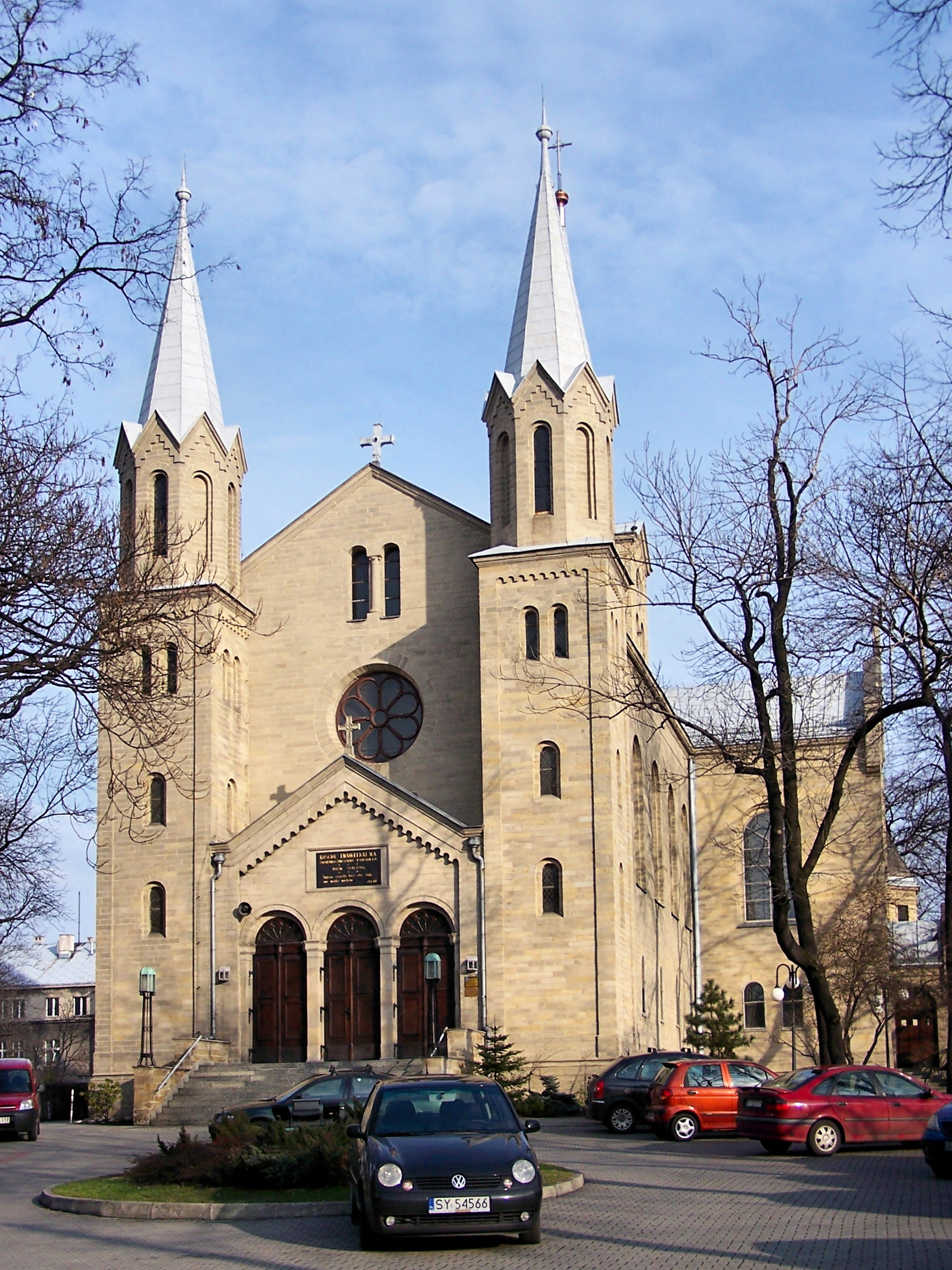
Katowice, Polonia
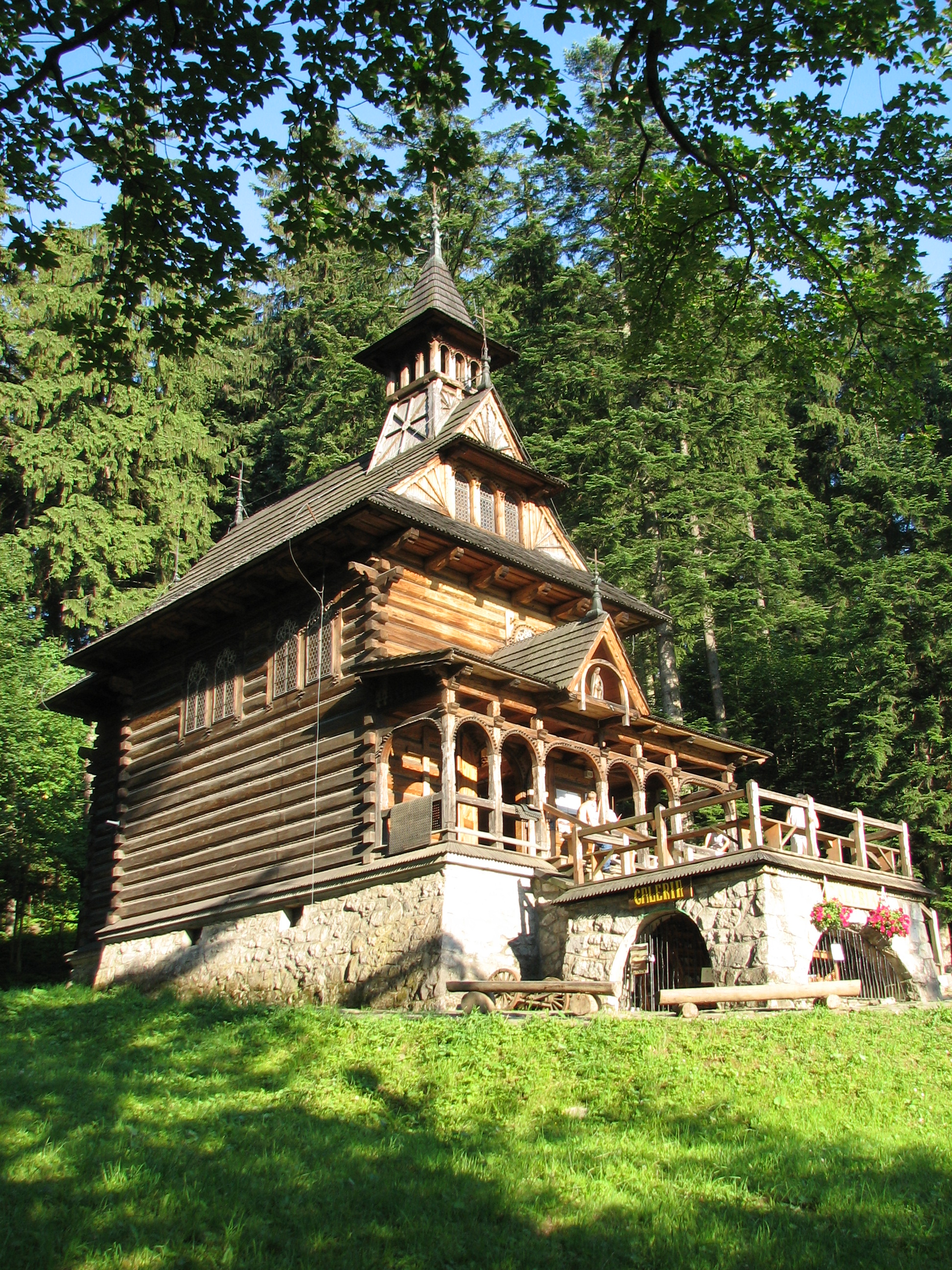
Capilla Jaszczurówka,  Podhale, Polonia, en estilo Zakopane
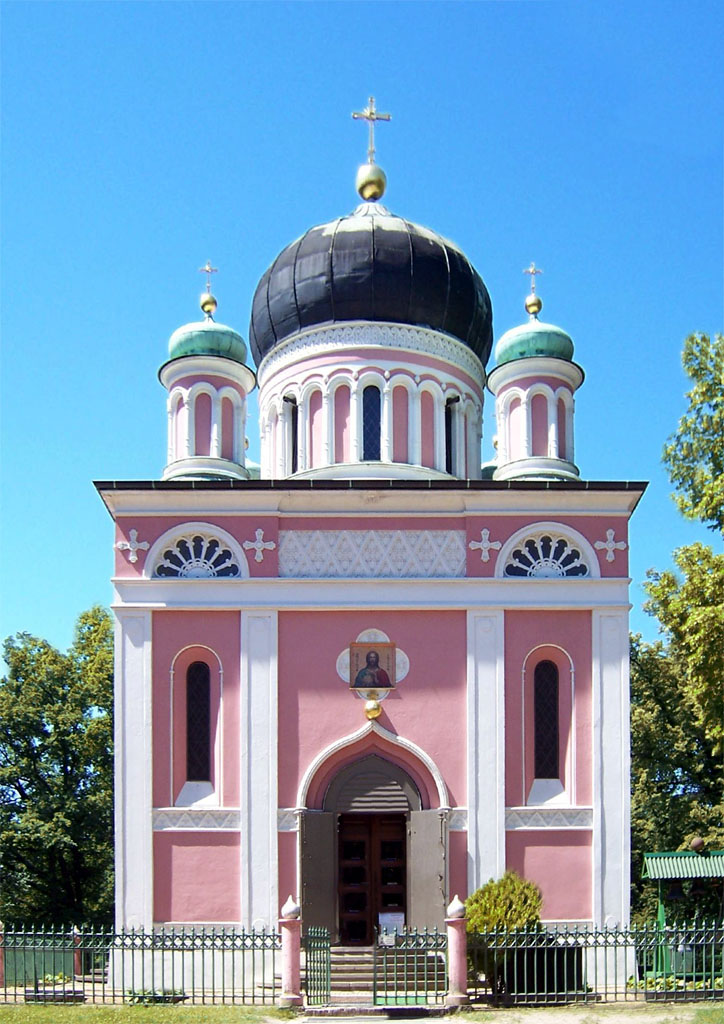
Iglesia Alejandro Nevski en Potsdam, el ejemplo más antiguo de arquitectura de estilo neorruso
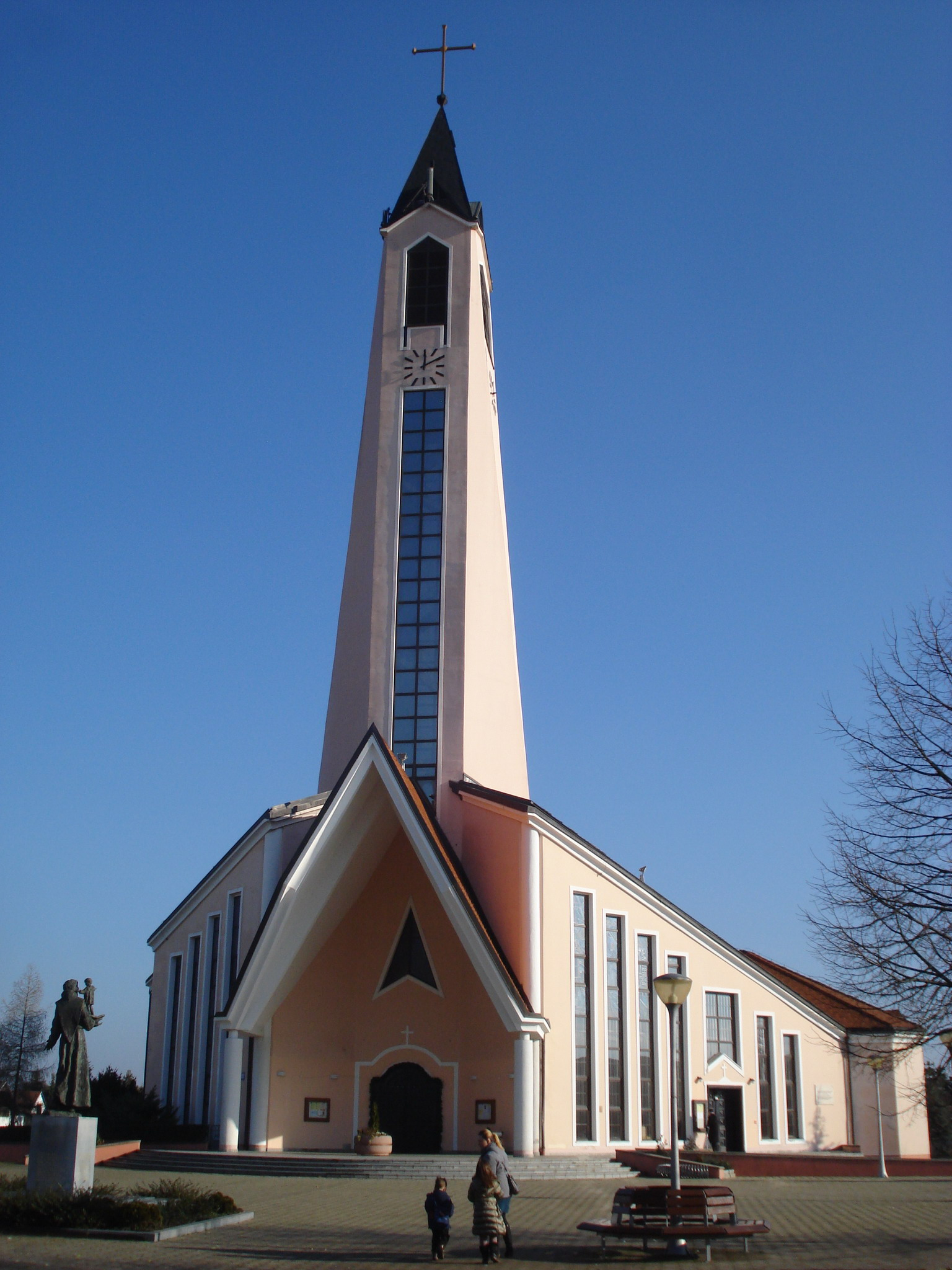
Iglesia de San Antonio de Padua de nueva construcción en Cakovec, Croacia
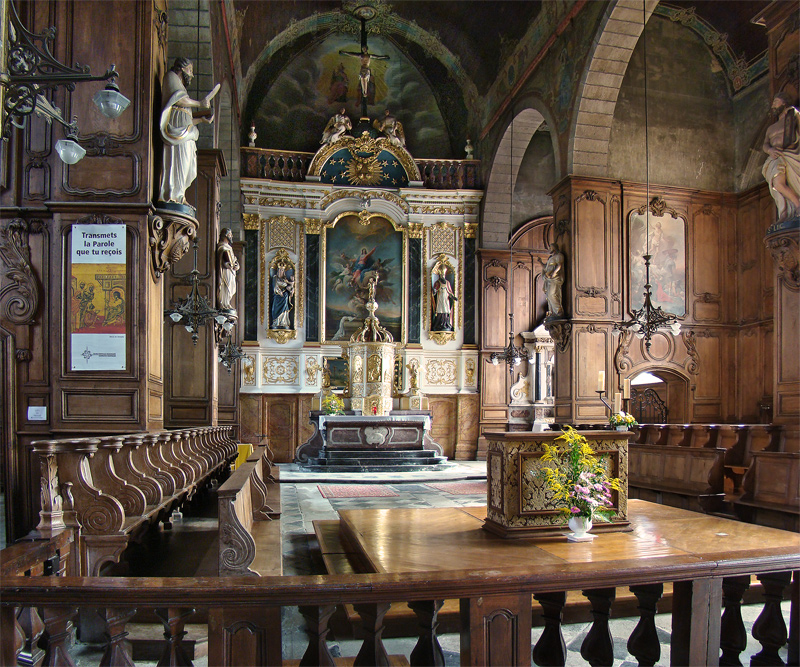
Coro rococó de la Iglesia de Saint-Sulpice, Fougères, Bretaña, siglos XVI-XVIII
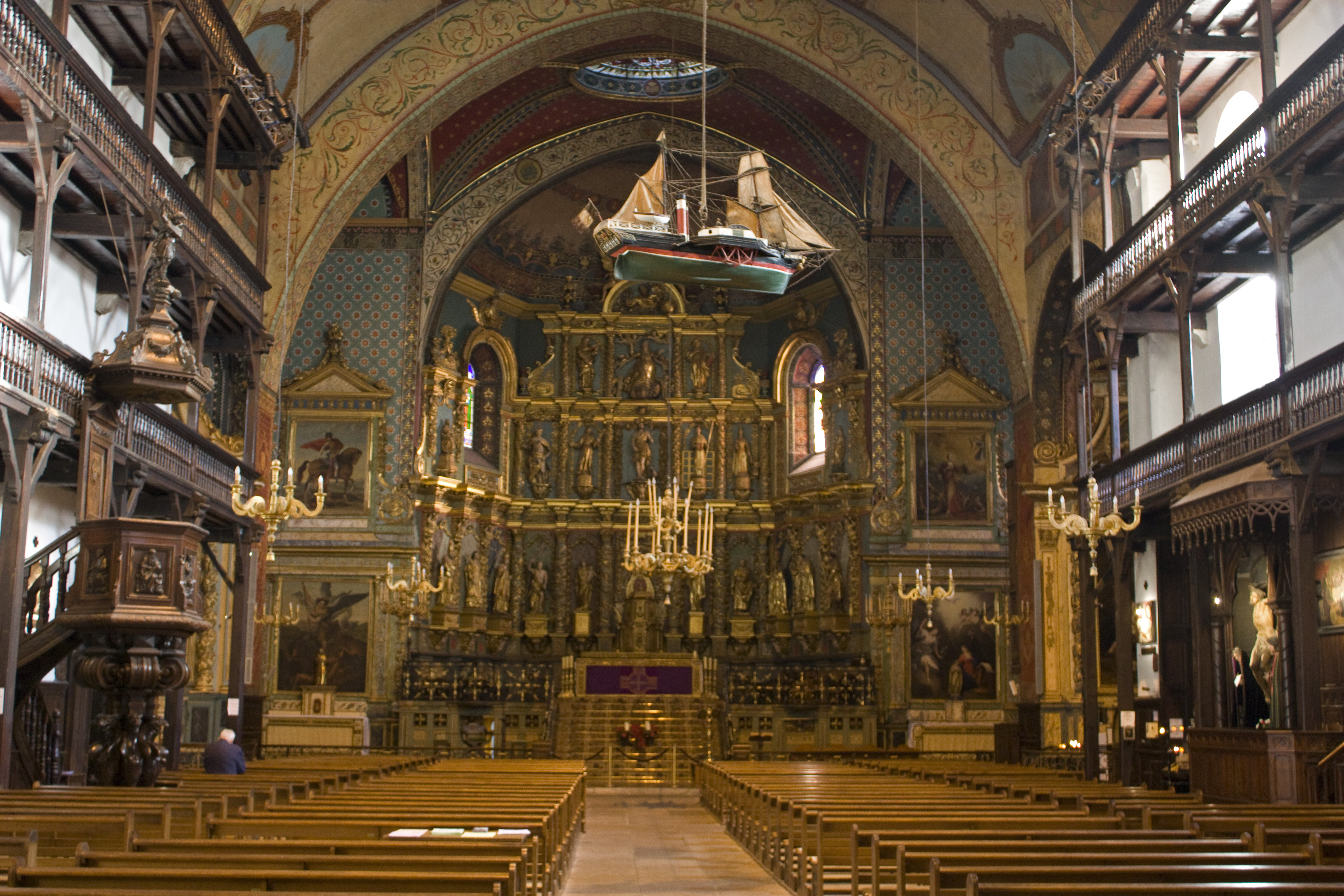
San Juan Bautista de San Juan de Luz, Francia
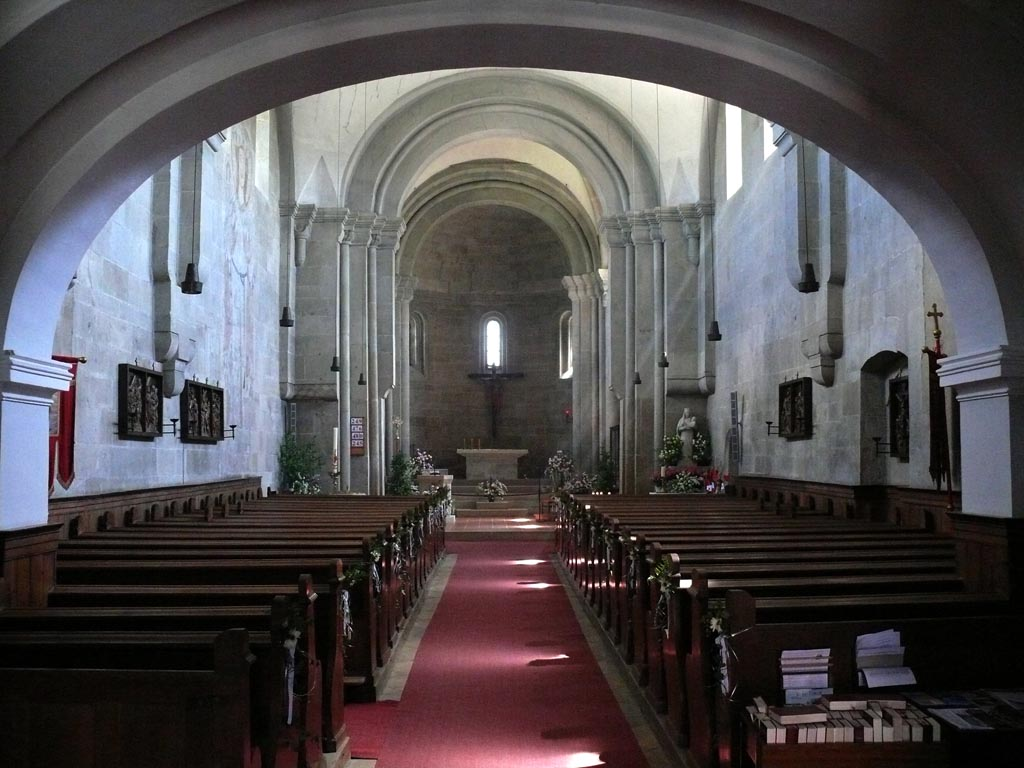
Interior románico, Schöngrabern, Austria
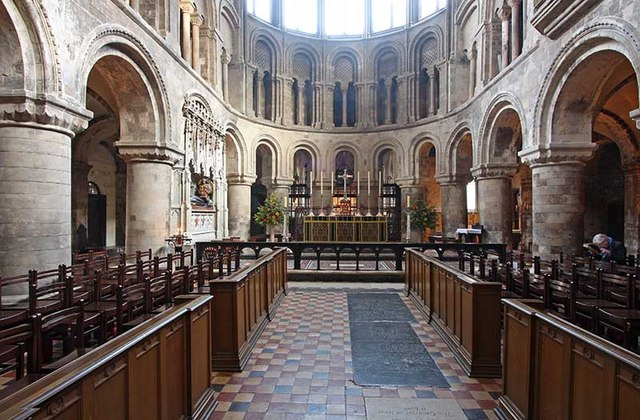
San Bartolomé el Grande, Londres
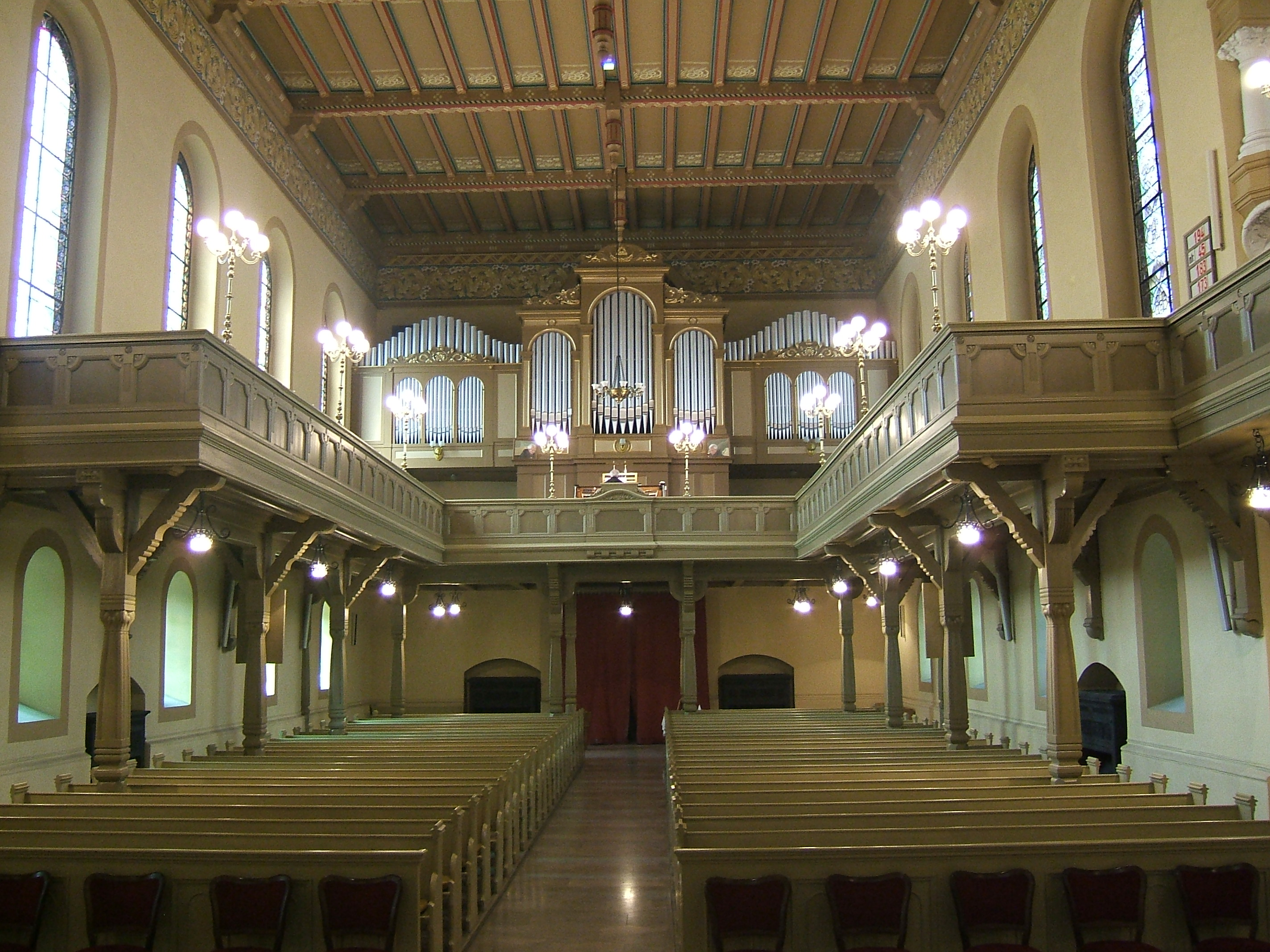
Katowice, Polonia
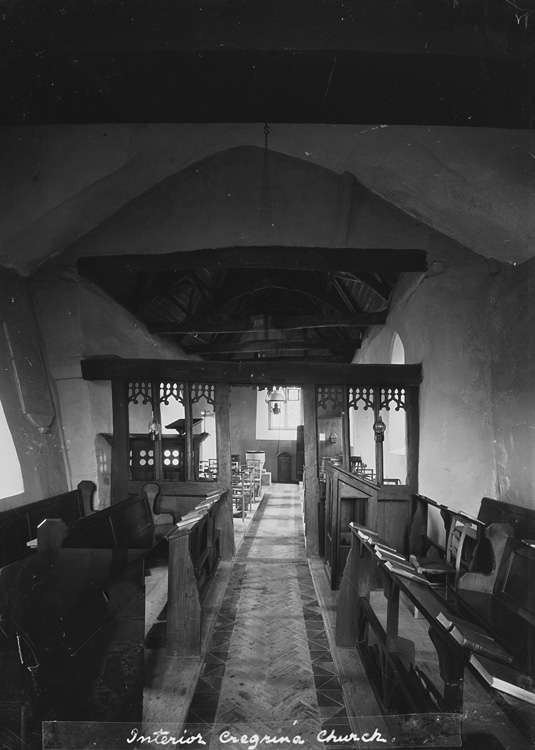
Interior de una iglesia galesa medieval (foto de 1910)
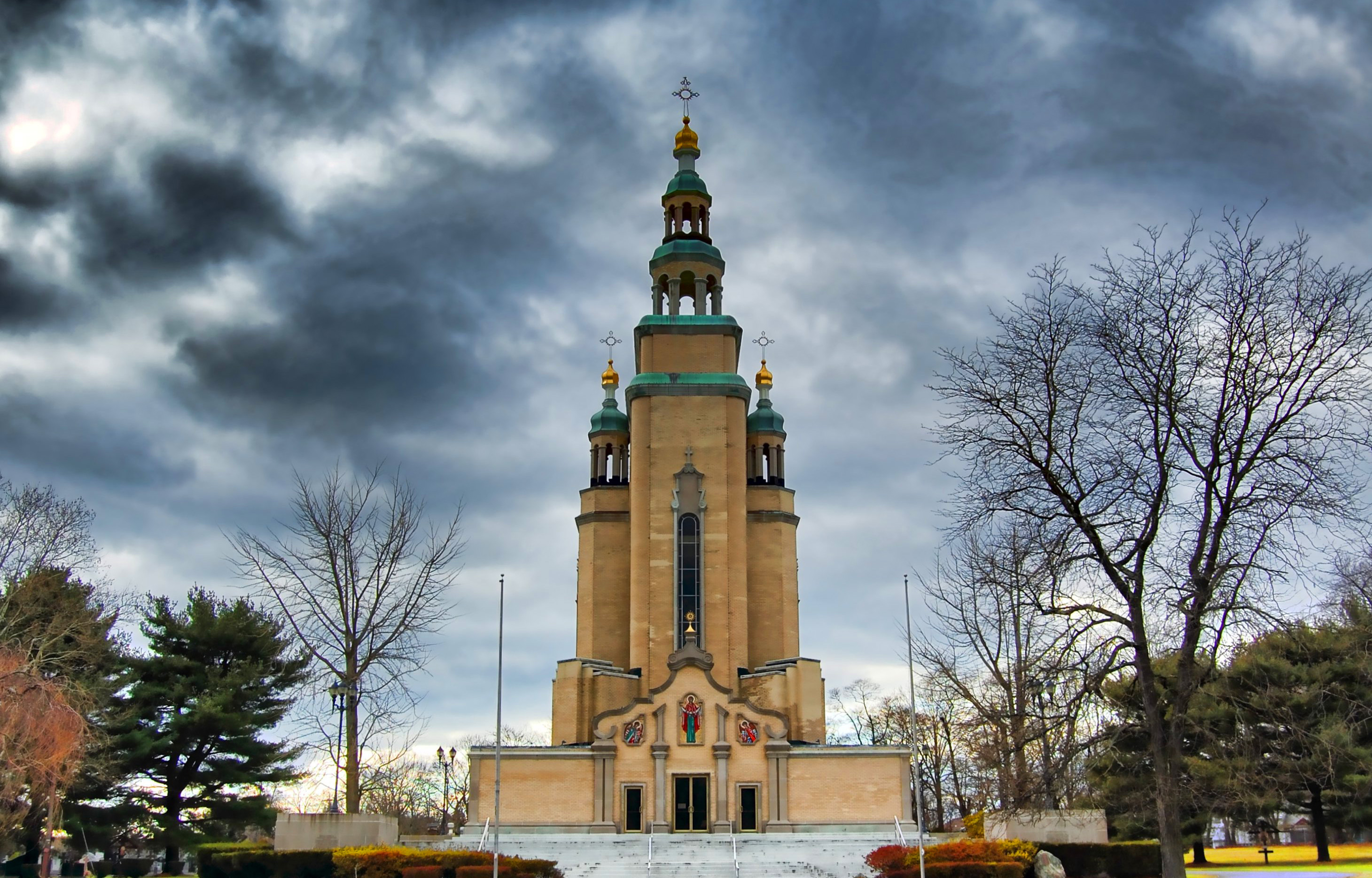
Iglesia St. Andrew Memorial en South Bound Brook, Nueva Jersey
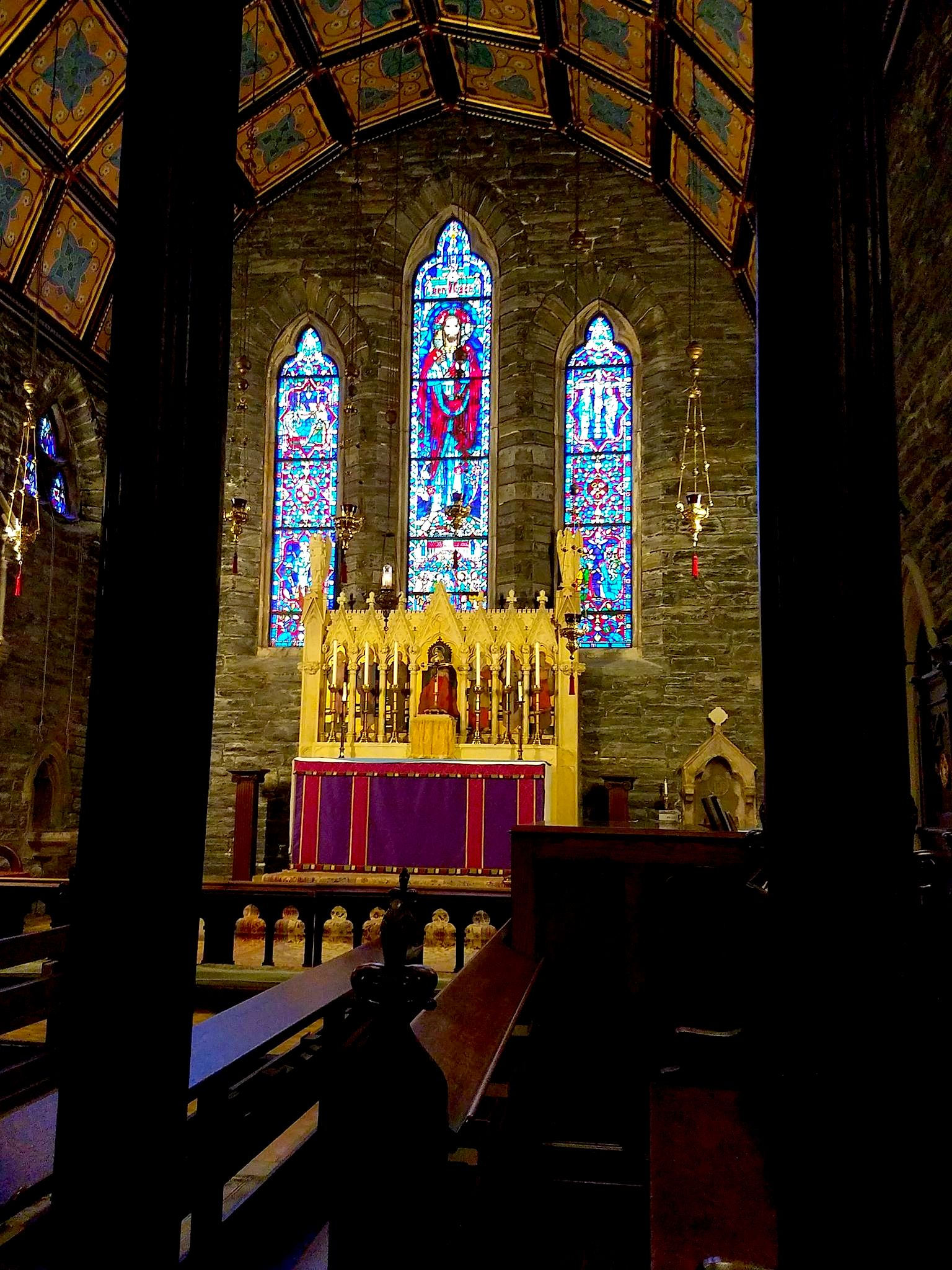
Altar elevado, Renacimiento gótico Iglesia del Buen Pastor (Rosemont, Pensilvania) (1894)